# Ehrenhof (Düsseldorf)

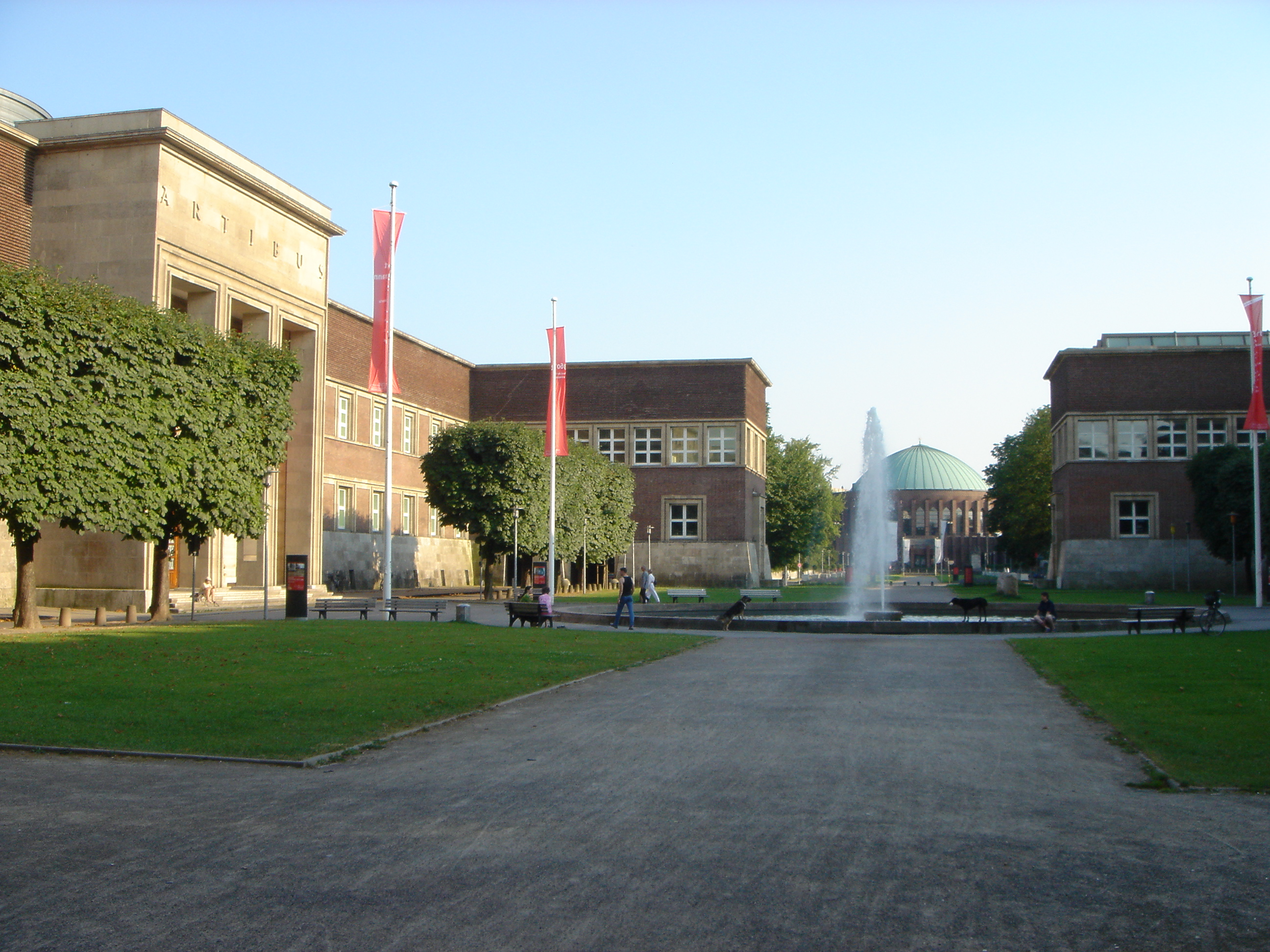
Monumentalachse längs durch den Ehrenhof auf die Tonhalle

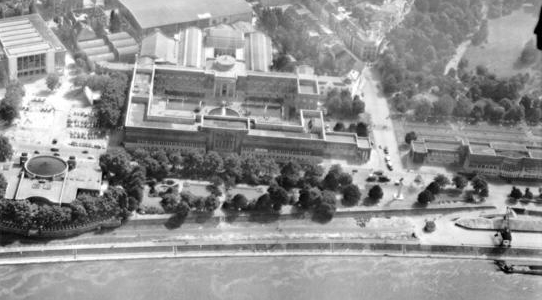
Ehrenhof, Luftaufnahme von 1953, Blickrichtung Osten (die Tonhalle rechts ist nicht mehr im Bild)

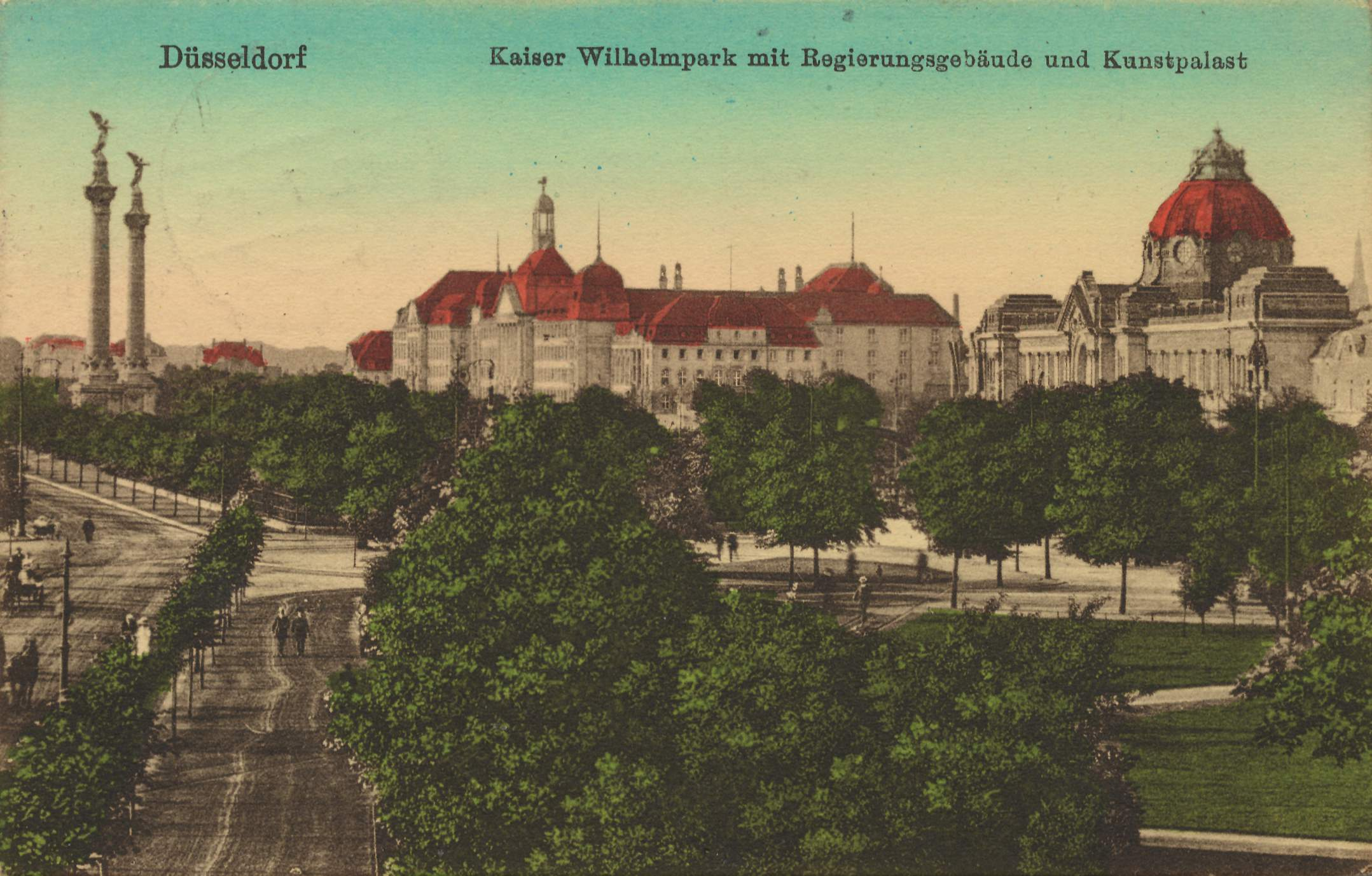
Kunstpalast, Regierungspräsidium und Oberlandesgericht Düsseldorf (von rechts nach links) sowie die Gartenanlagen der Gartenbau-Ausstellung von 1904 und des Kaiser-Wilhelm-Parks von 1906 (um 1917, kolorierte Postkarte)

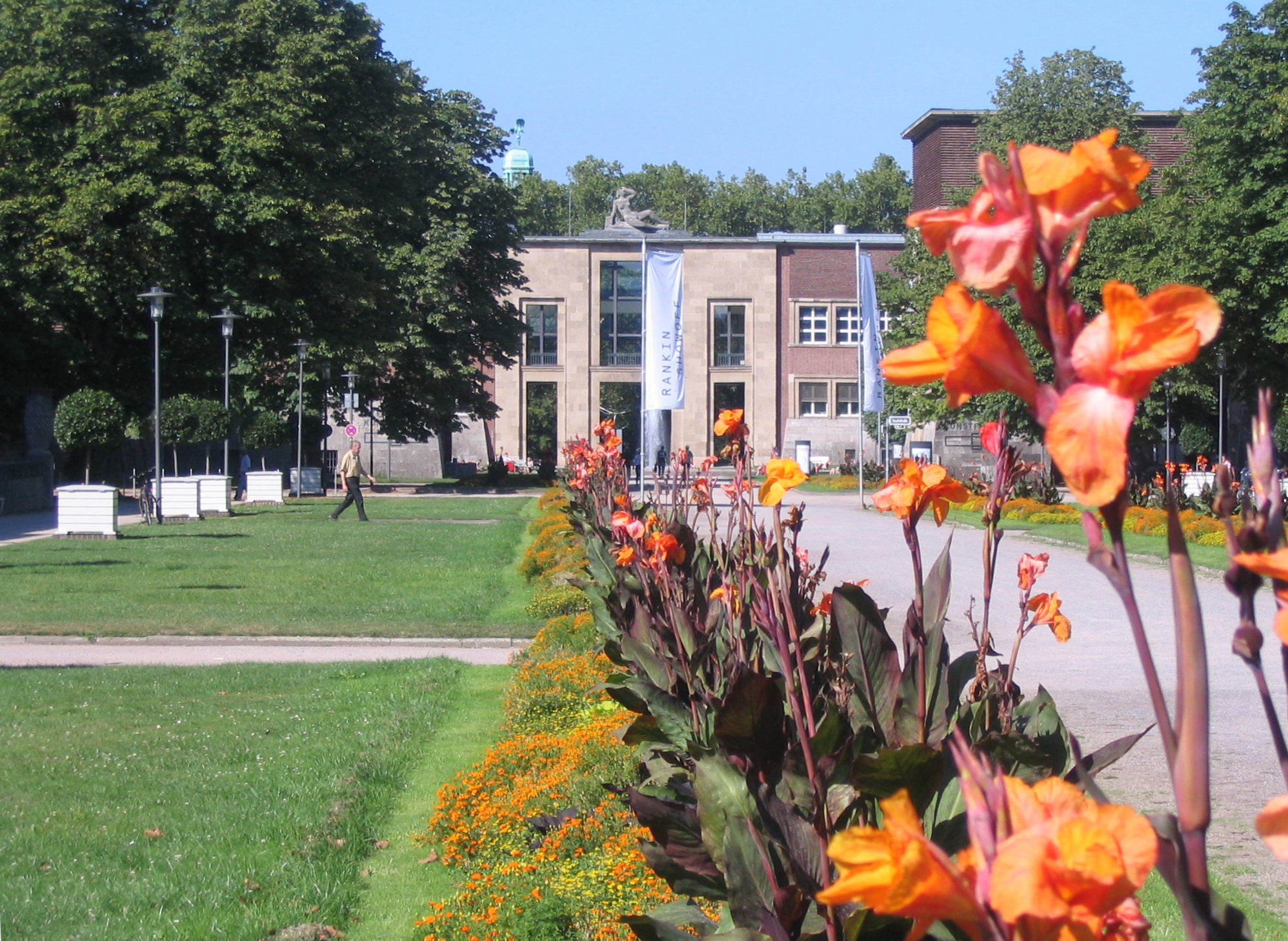
Bepflanzung (September 2012)

Als Ehrenhof wird in der nordrhein-westfälischen Landeshauptstadt Düsseldorf ein expressionistisches Gebäude- und Gartenensemble bezeichnet, das zur Durchführung der Ausstellung GeSoLei im Jahr 1926 entstand. Es umschließt heute als Museum mit den Bauten des Kunstpalastes und des NRW-Forums einen Innenhof und erstreckt sich axial über ein Gartenparterre bis zur Tonhalle Düsseldorf, einer mit einer Kuppel gedeckten Konzert- und Mehrzweckhalle.

## Lage
Die Anlage im Stadtbezirk Pempelfort erstreckt sich längs des Rheins am östlichen Ufer, dazwischen die Straße Joseph-Beuys-Ufer. Im Süden, im Rücken der Tonhalle, wird sie durch die Hofgartenrampe mit der Auffahrt zur Oberkasseler Brücke, im Norden durch die Brüderstraße begrenzt. Der Südteil schließt, von einer niedrigen Mauer abgegrenzt, bis zur Inselstraße an den Hofgarten mit dem Betriebshof des Garten- und Forstamts an. In west-östlicher Richtung, zwischen dem NRW-Forum und dem Museum Kunstpalast, teilt die Inselstraße das Ensemble. Zwischen der Tonhalle und dem NRW-Forum verläuft die Oederallee. Bei seiner Entstehung war der Ehrenhof Teil einer Ausstellungsfläche, die sich von hier aus in zwei Kilometern Länge längs des Rheins bis zum Yachthafen an der heutigen Theodor-Heuss-Brücke erstreckte. Weitere, noch heute erhaltene Bauten der GeSoLei sind insbesondere die Rheinterrasse sowie die Treppenanlagen, Rampen und Hochwasserschutzmauern des Rheinparks Golzheim.

## Planungs- und Nutzungsgeschichte

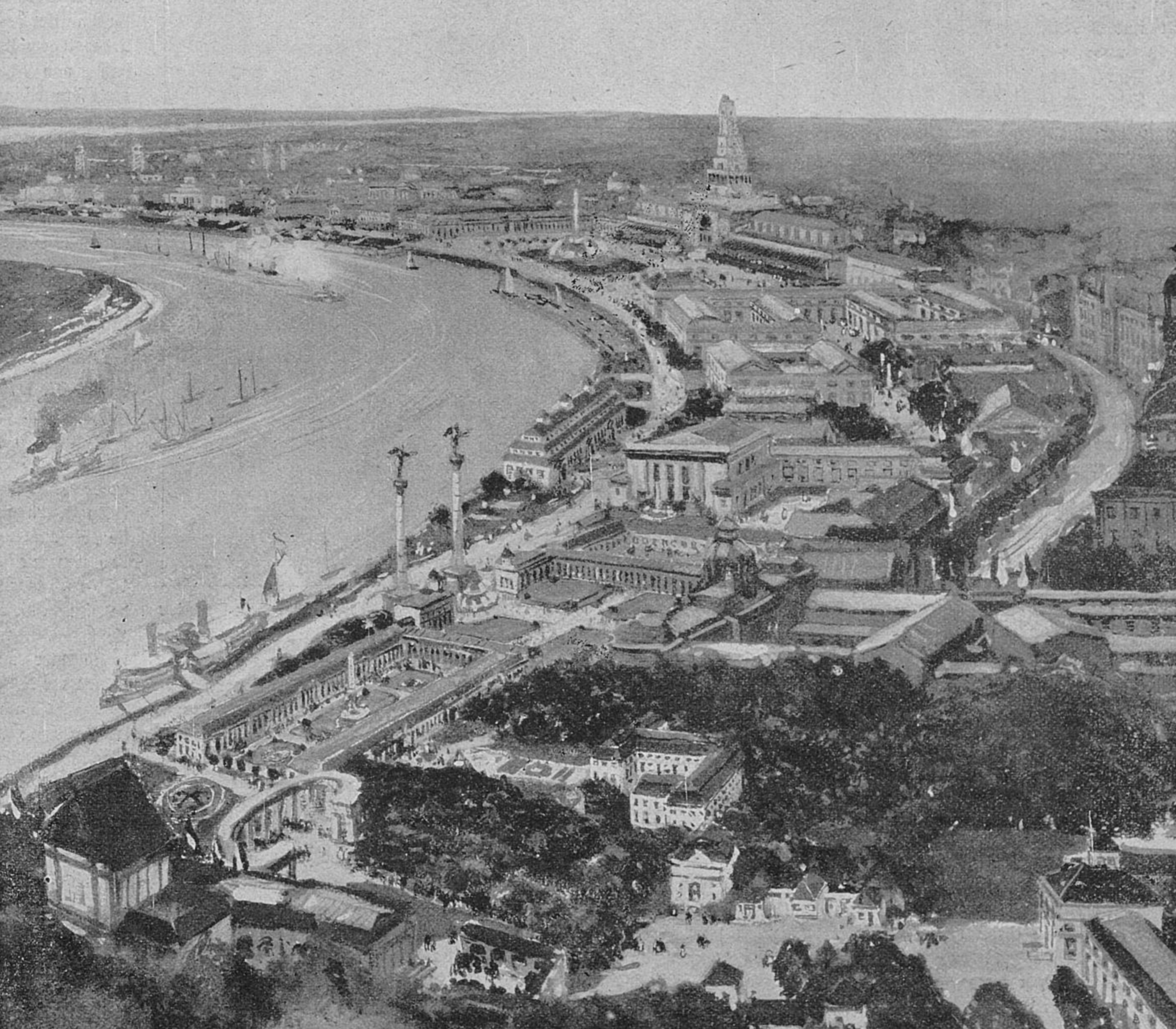
Planungskonzept für die Große Ausstellung 1915, Aquarell von Heinrich Hermanns, 1914

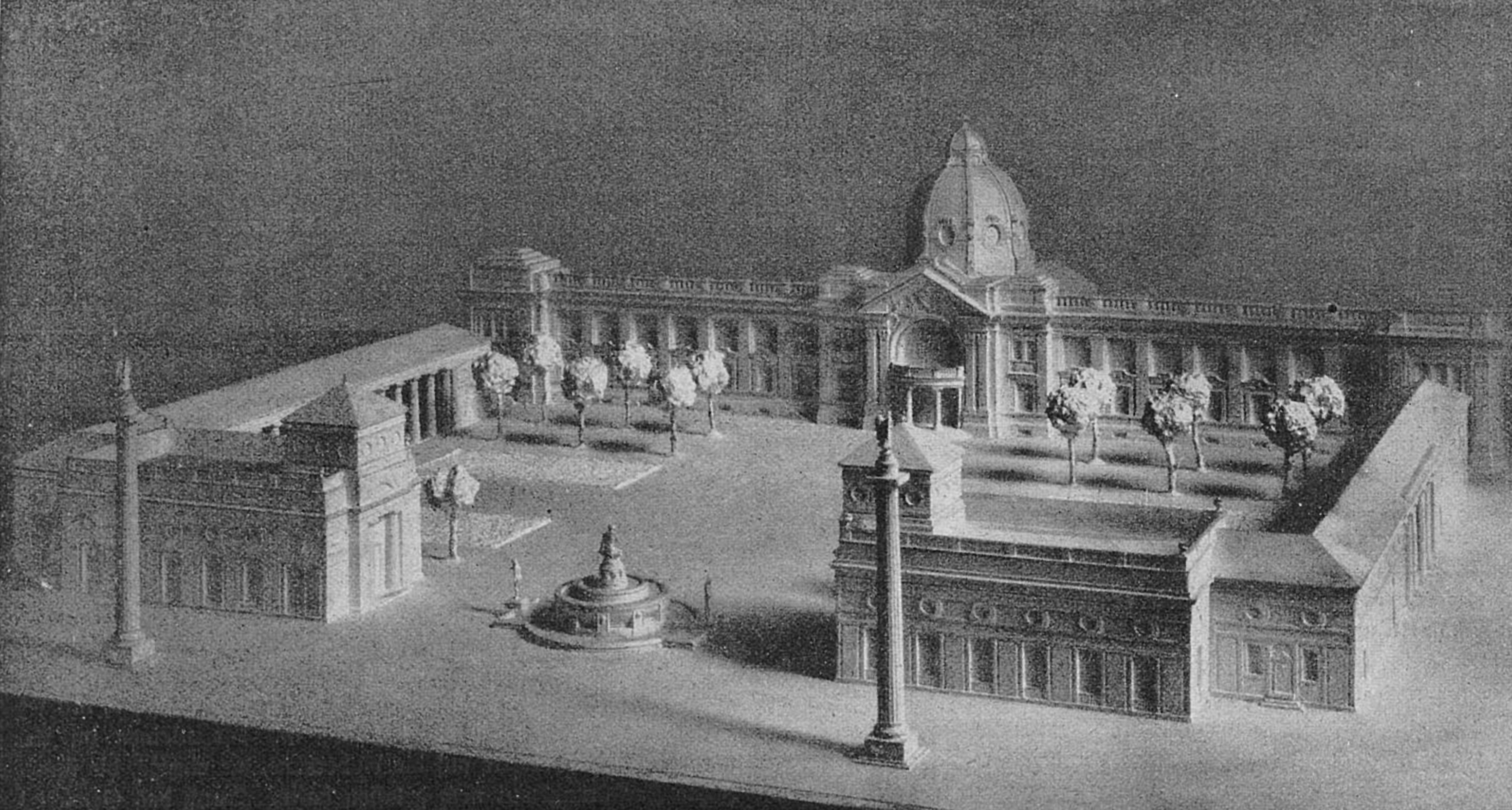
Modell des Ehrenhofes 1914: Kunstpalast von 1902 mit geplanten Vorbauten, Brunnen und Siegessäulen

Die Anlage wurde für die Ausstellung GeSoLei, der „Großen Ausstellung für Gesundheitspflege, Soziale Fürsorge und Leibesübungen“, nach Plänen von Wilhelm Kreis, der für die Bauherrin, die Düsseldorfer Bürohausgesellschaft, auch die architektonische Gesamtplanung leitete, in den Jahren 1925 bis 1926 errichtet. Mit rund 7,5 Millionen Besuchern und etwa 400.000 m² war sie die größte Messe der Weimarer Republik. Es folgten viele weitere Veranstaltungen, etwa im Zusammenhang der Ausstellungsreihe Große Kunstausstellung Düsseldorf. Die gärtnerische Gestaltung des Ehrenhofs geht auf Entwürfe des Gartenarchitekten Walter von Engelhardt zurück, der die Achsensymmetrie der Architektur durch einen formalen Garten mit geometrisch angelegten Beeten mit Buchsbaumeinfassungen sowie Reihen beschnittener Bäume unterstrich. Der Name der Anlage bezieht sich auf den Ehrenhof genannten, von Gebäudeflügeln dreiseitig umschlossenen Empfangshof symmetrischer Schlossanlagen, dem das Gebäude- und Gartenensemble nachgebildet ist. Entsprechend dem reformerischen und erzieherischen Anspruch der GeSoLei sollten die Bauten, die im Bereich des Ehrenhofs den Stil des Backsteinexpressionismus zeigen und bei Ausstellungsgebäuden im weiteren Messegelände auch die Neue Sachlichkeit repräsentierten, einen geschmacksbildenden Einfluss ausüben. Außerdem handelte es sich um die erste internationale Selbstdarstellung der Stadt Düsseldorf nach Ende der französischen Besetzung.
Bei seinen Planungen griff Kreis auf Konzepte zurück, die er bereits 1914 für eine Große Ausstellung 1915 erarbeitet hatte und die sich an der Stadtbaukunst nach Grundsätzen von Camillo Sitte orientierten. Demnach sollte der im Rahmen der Industrie- und Gewerbeausstellung Düsseldorf bis 1902 im neobarocken Stil errichtete Kunstpalast zum Rhein hin zwei spiegelsymmetrische Ausstellungsgebäude als „Vorbauten“ erhalten, so dass das Ensemble einen Ehrenhof bildet. Nördlich und südlich davon sollten weitere Ausstellungsgebäude so angeordnet werden, dass sich ebenfalls Höfe bilden. Weil 1914 der Erste Weltkrieg ausbrach, kamen diese Pläne nicht zur Ausführung.
Die Kreis’ Architektur und die städtebauliche Anordnung der palastartigen Bauten in einem neomonumentalen System von Achsen inspirierte den italienischen Architekten Marcello Piacentini, den „Staatsarchitekten“ von Benito Mussolini, insbesondere zu dessen Konzept für die Universität La Sapienza in Rom.
Zur Zeit des Zweiten Weltkriegs (1939–1945) befand sich im Haus Ehrenhof 5 ein Zivilarbeitslager für westeuropäische Arbeiter.
In der Zeit nach dem Zweiten Weltkrieg diente der östliche Teil, das Gebäude des historischen Kunstpalasts, unter anderem als Rahmen der von der Igedo organisierten „Verkaufs- und Modewoche Düsseldorf“. Der hier vom 1. bis 31. Oktober 1949 öffentlich ausgestellte Neuordnungsplan, durch den die Stadtplanung unter Leitung von Friedrich Tamms den Wiederaufbau und die autogerechte Stadtplanung der Landeshauptstadt festlegen wollte, mobilisierte die Gründung des Düsseldorfer Architektenrings und löste den Düsseldorfer Architektenstreit aus. Ab 1970 fand mit der Westdeutschen Kunstmesse bis in die 1980er Jahre eine der bedeutendsten jährlichen Messen des westdeutschen Kunsthandels am Ehrenhof statt. 1998 wurde die Stiftung Museum Kunstpalast von der Stadt Düsseldorf und der E.ON AG (bis 2017 Stiftungspartner) gegründet. Von 2000 bis 2011 in der Schreibweise museum kunst palast, seit Ende 2018 als KUNSTPALAST benannt, führte die Stiftung das städtische Kunstmuseum inklusive Glasmuseum Hentrich, den Kunstpalast und den Robert-Schumann-Saal in ihrer Trägerschaft zusammen. Seit 2020 gehört auch das NRW-Forum zum Kunstpalast. So bildet der Ehrenhof bis heute mit seinen verschiedenen Gebäuden und den darin ansässigen Institutionen ein wichtiges kulturelles Zentrum der Stadt. Mit aufwändigen Sanierungs- und Baumaßnahmen am Sammlungsflügel des Kunstpalastes wird bis Ende 2022 das historische Ensemble von 1925/26 innen wie außen zukunftsfähig gestaltet.

## Gebäudeensemble

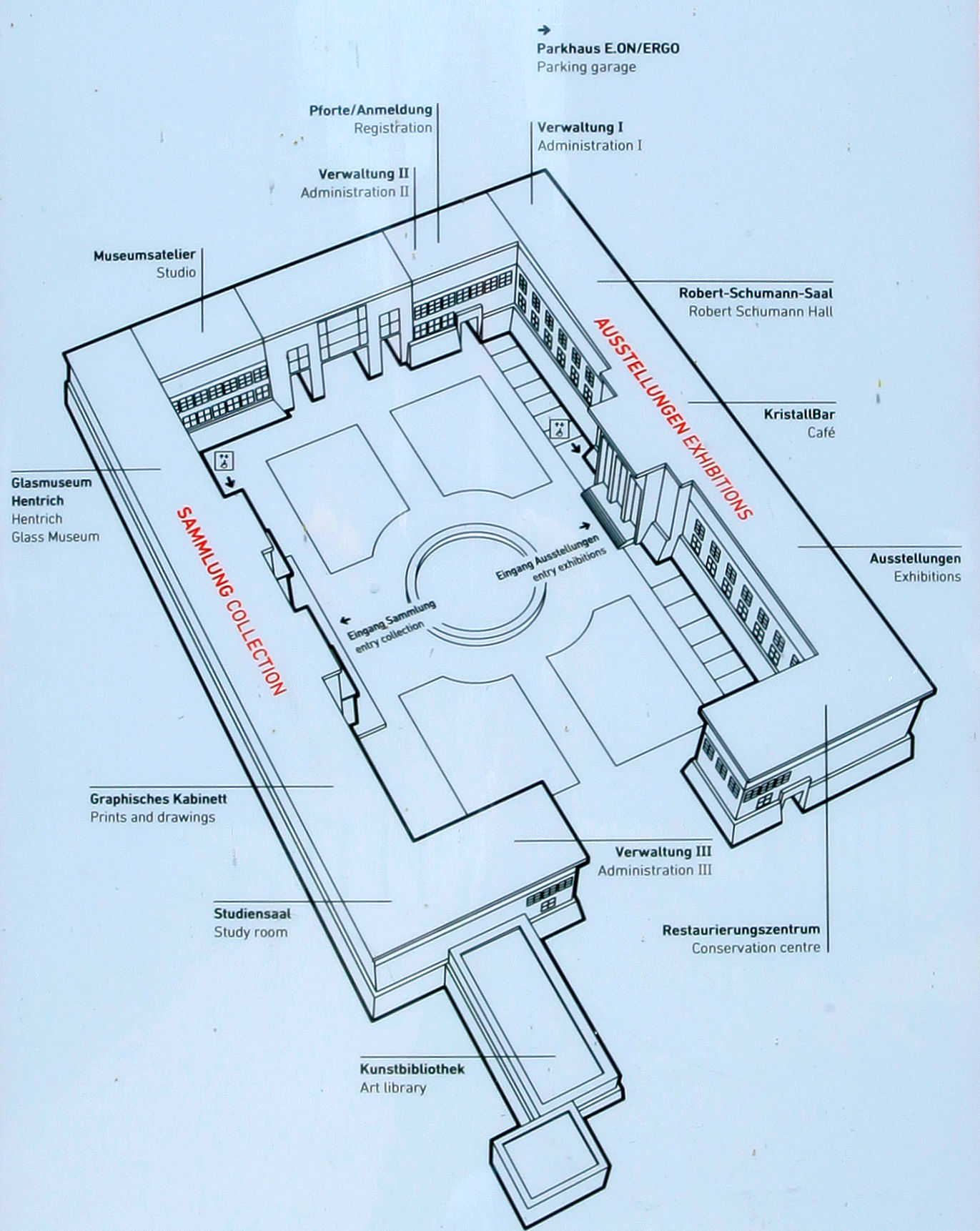
Lageplan
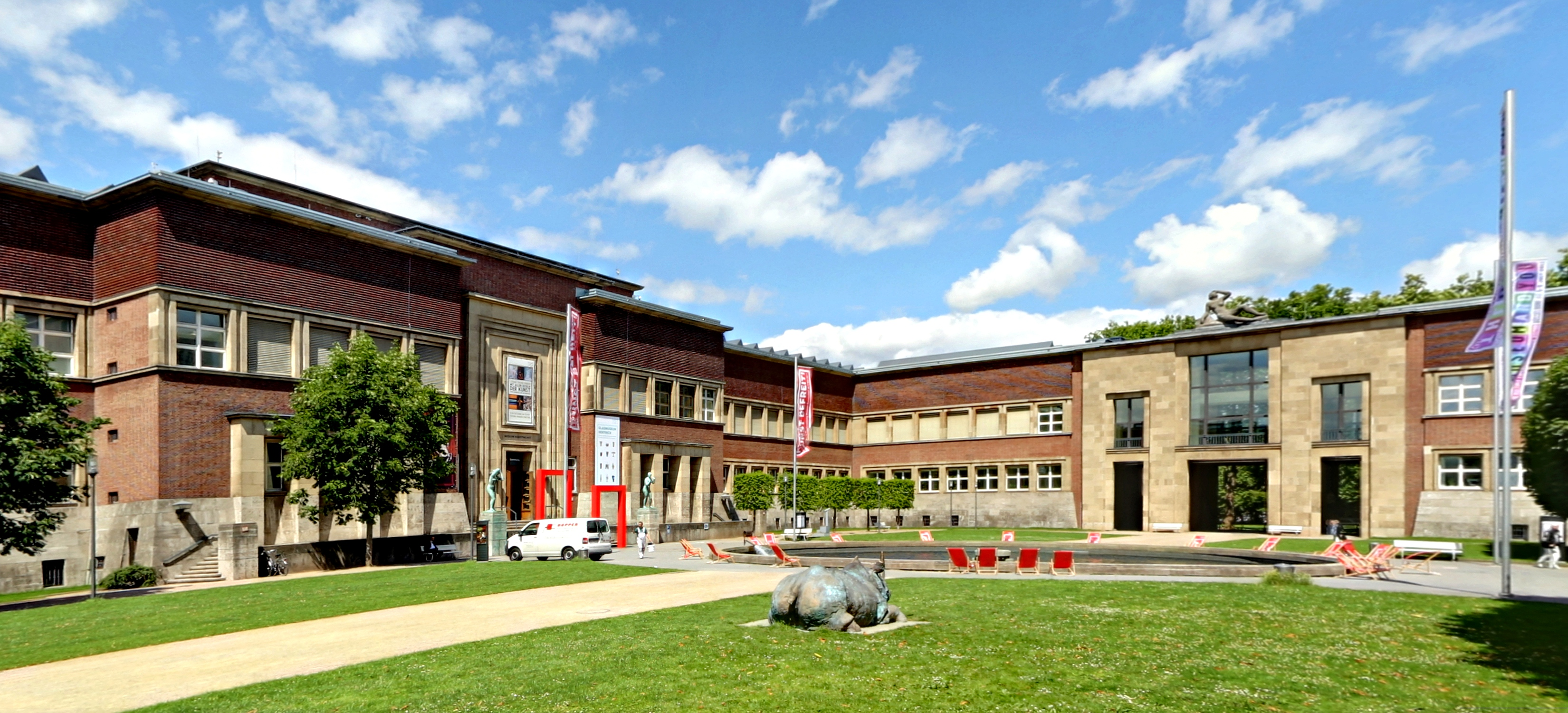
Nördlicher Westflügel und Nordtor des Ehrenhofs
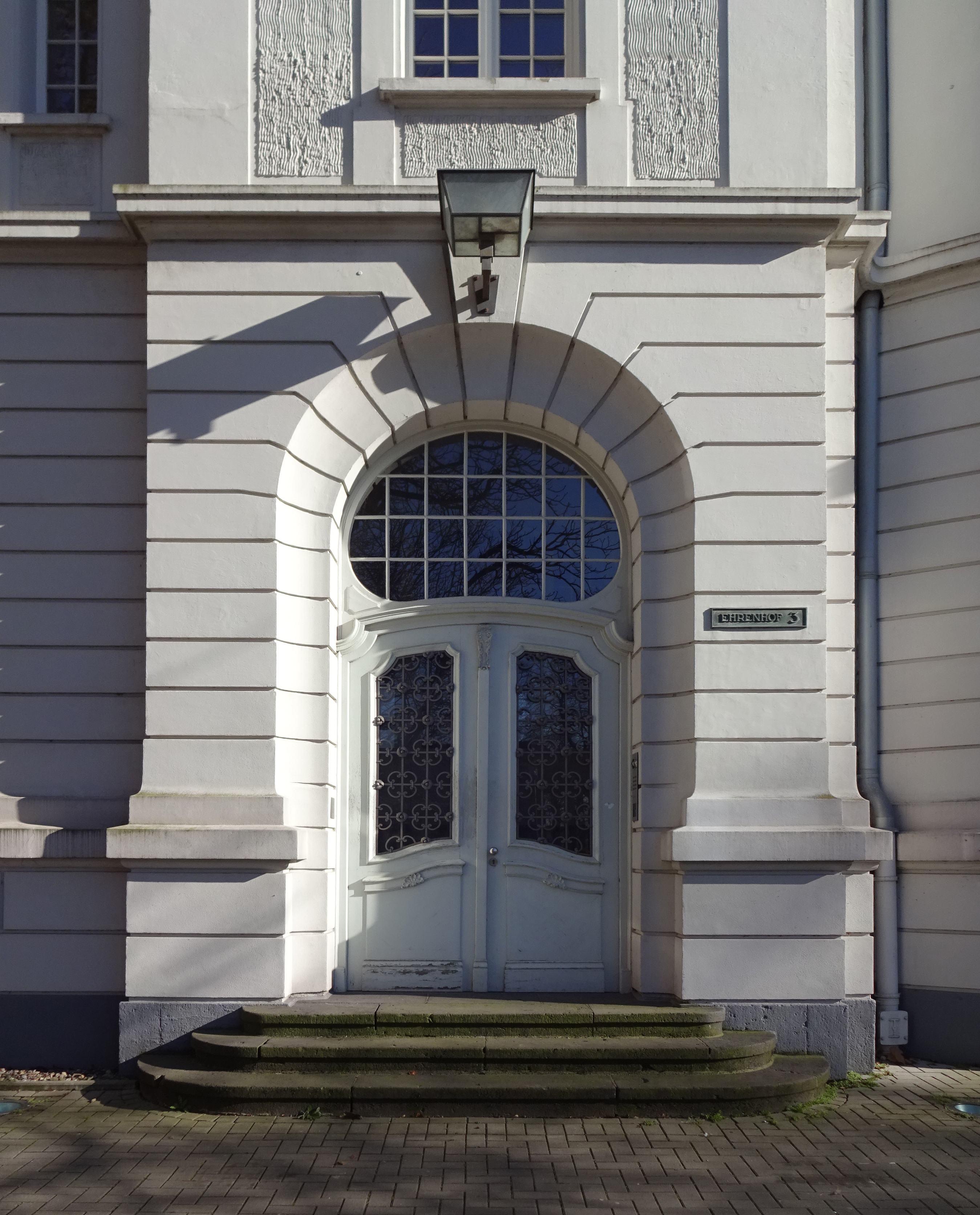
Eingang Haus 3

Der Gebäudekomplex ist streng symmetrisch an Achsen angeordnet. Die charakteristischen Formen werden als archaisch-monumental mit expressionistischen Ziegelfassaden bezeichnet, neben dem Wilhelm-Marx-Haus, dem ersten Hochhaus Europas, und dem Hygiene-Museum in Dresden zu den bedeutendsten Entwürfen Wilhelm Kreis’ zählend. In Form von Architekturzitaten hatte sich Kreis wie bei den meisten seiner Repräsentationsbauten stark an römischer Monumentalarchitektur (Tempel, Triumphbogen, Pantheon, Mausoleen) orientiert.
Die Rückseiten der Bauten dienten der Repräsentation zum Rhein hin, was ihren gestalterischen Aufwand erklärt, der sogar noch größer war als auf der eigentlichen Front zum Innenhof hin. Die Tonhalle mit ihrer runden Form auf einem quadratischen Sockel schaffte den harmonischen Übergang zu den vier von hier ausstrahlenden Baurichtungen, der Kunstakademie und den Gesolei-Bauten sowie der Oberkasseler Brücke mit ihrer Zufahrt. Außerdem verdeckte sie idealerweise gleichzeitig die Brückenauffahrt.
Vor dem Bau für die GeSoLei war die Auffahrt zur Oberkasseler Brücke von hohen Portalen überragt. Da man die Auffahrt bei der Gelegenheit verbreitern wollte, wurden die Brückenportale abgerissen. Es gab bereits einen Entwurf für breitere Toraufbauten, als man sich entschloss, die klar und streng gegliederte Gestaltung der GeSoLei-Bauten auch auf die Brücke zu übertragen und auf einen Überbau ganz zu verzichten. Diesem Gedanken fiel auch der bis dahin in der Mitte der Brücke befindliche Aufbau mit dem Bergischen Löwen zum Opfer.

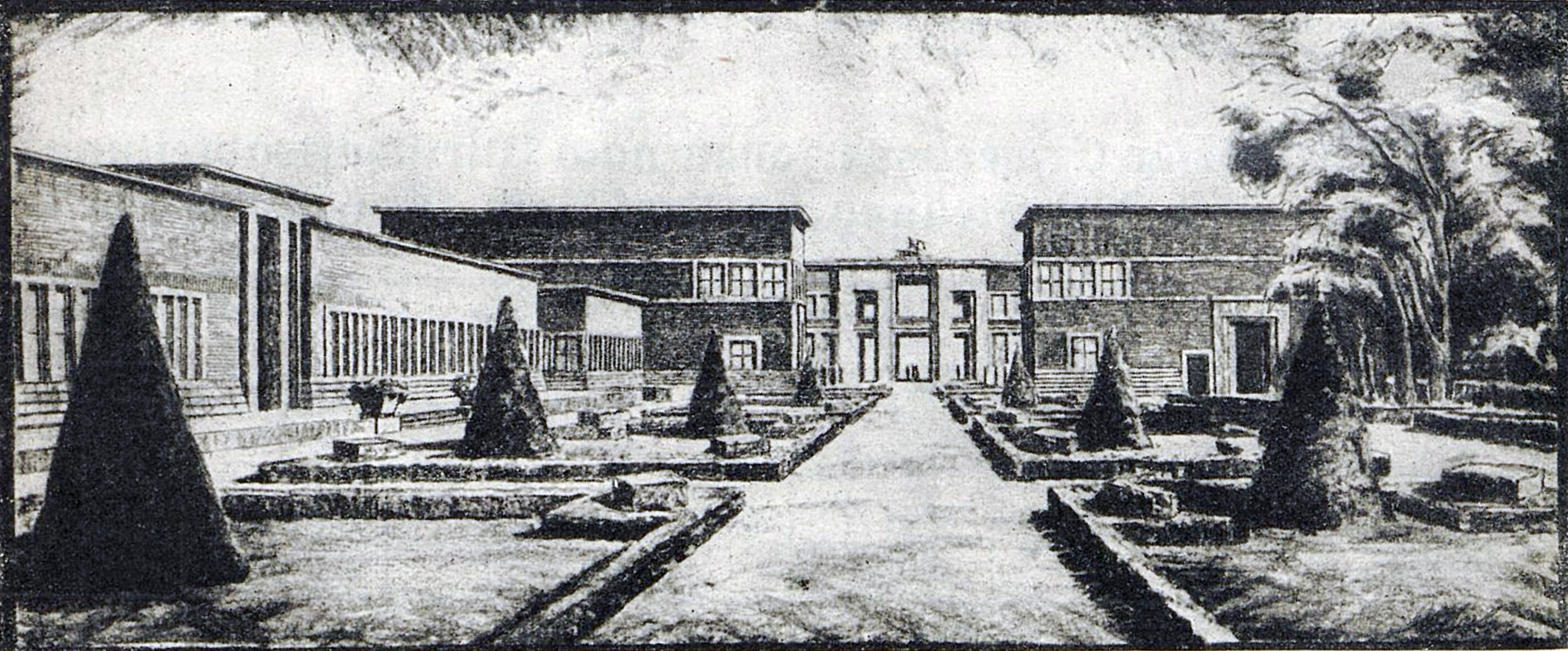
Ursprünglicher Entwurf der GeSoLei-Bauten und der Ehrenhof-Gartenanlage als Parterre nach dem Schema eines Barockgartens

Seitdem die Blumenbeete nach dem Schema des Barockgartens wieder gestaltet und die Bäume wieder beschnitten werden, sind die ursprüngliche Geometrisierung der Anlage, wie sie von Kreis und vom Gartendirektor Walter von Engelhardt entworfen worden war, sowie der axiale Bezug zwischen Bauten, Bauplastik, Innen- und Außenräumen ansatzweise wieder erkennbar.
Das einzige Gebäude des ehemaligen Ausstellungspalastes von 1902 ist das Restaurationsgebäude Ehrenhof Nr. 3. Dieses war von 2002 bis 2019 Sitz der 2001 gegründeten E.ON Academy. Seit 2020 ist es Sitz einer Anwaltskanzlei.

## Tonhalle

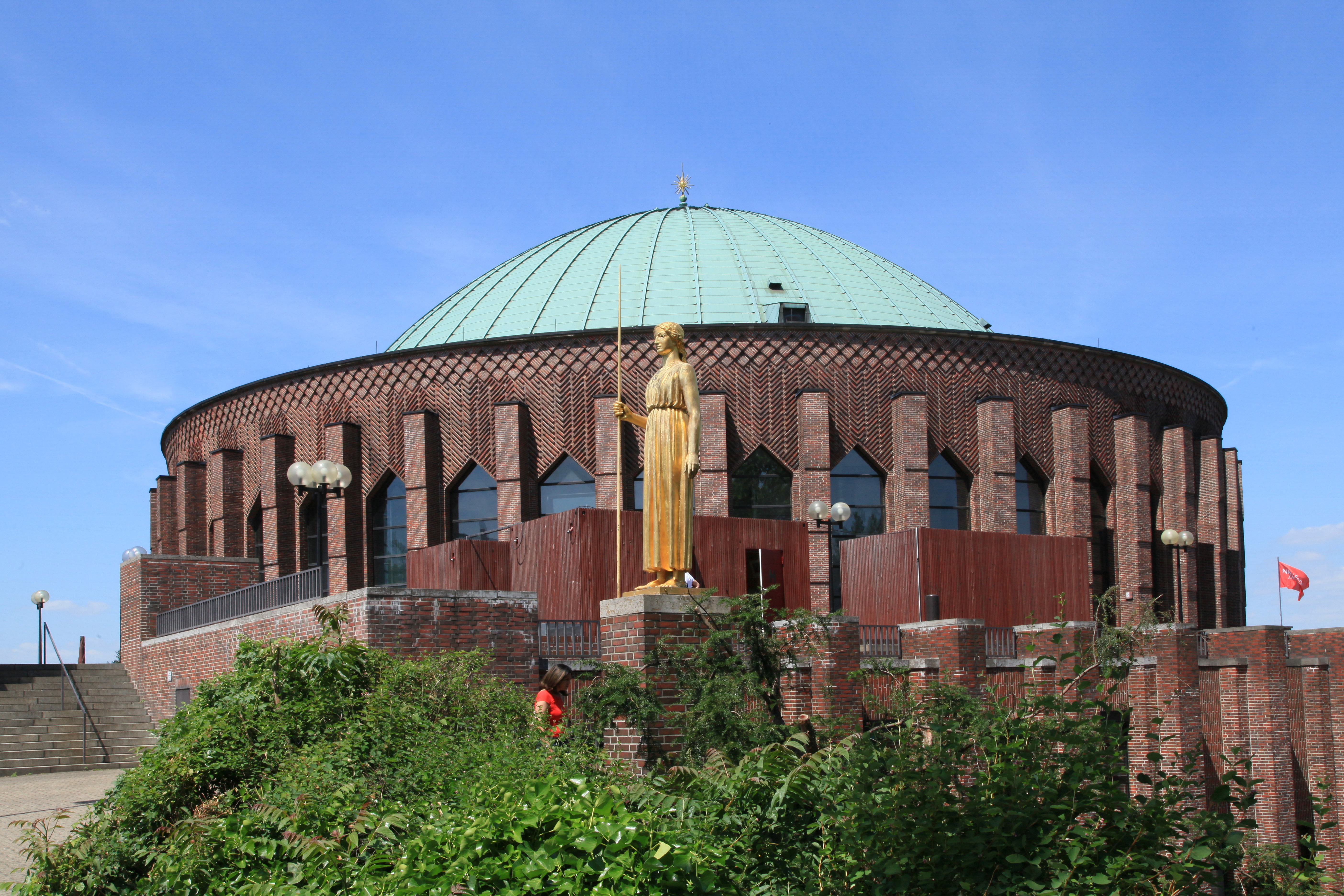
Tonhalle Richtung Norden, davor Pallas Athene (Foto 2015)
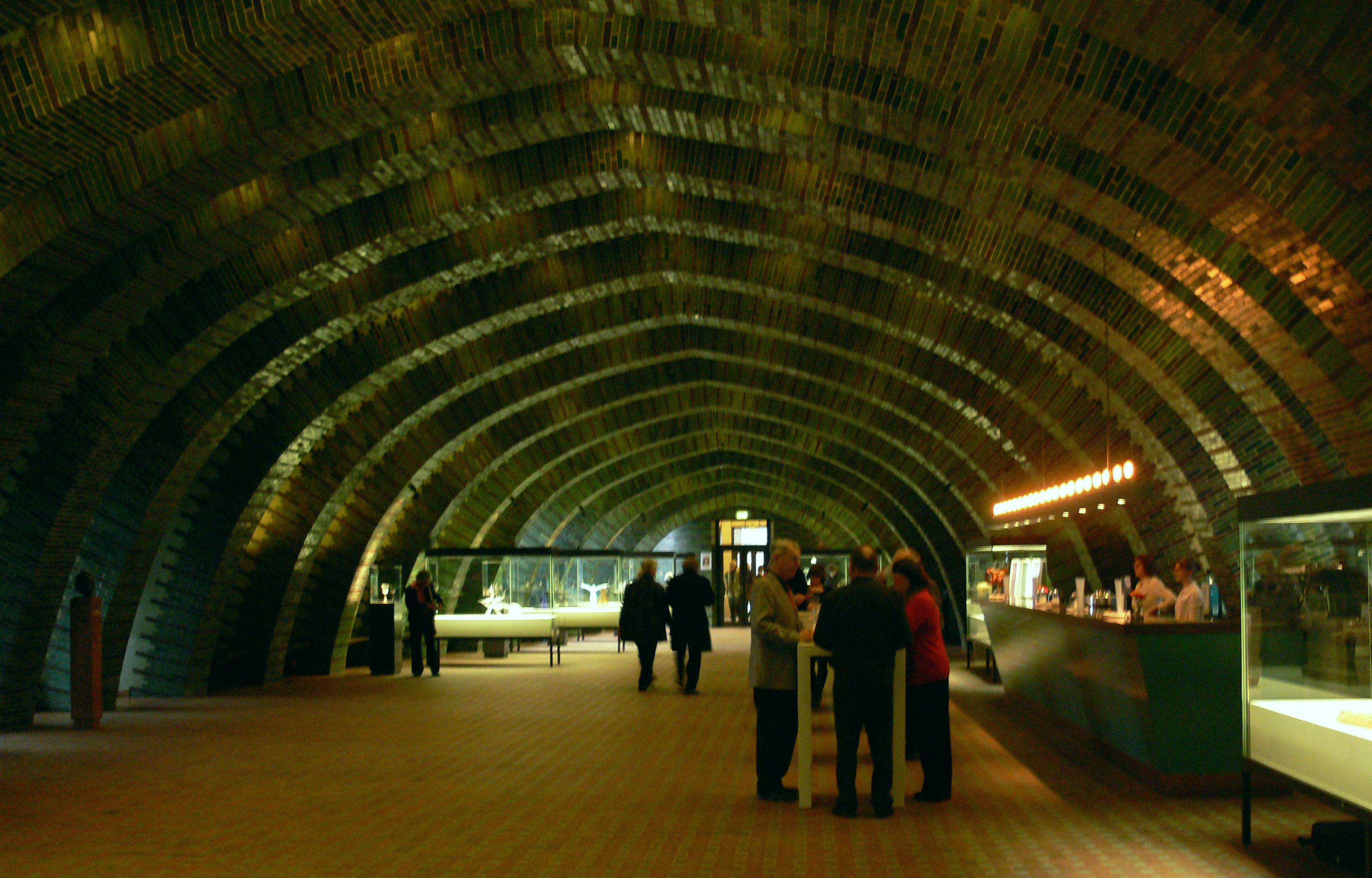
Grünes Gewölbe in der Tonhalle (Foto 2010)

Den südlichen Auftakt bildet die heutige Tonhalle, Ehrenhof 1, die zur GeSoLei als Planetarium und als Mehrzweckhalle „Rheinhalle“ errichtet wurde. Von der Außenwirkung her ist sie der prominenteste Teil des Ensembles. In ihr befinden sich der wichtigste Konzertsaal Düsseldorfs und das so genannte Grüne Gewölbe mit Teilen der Glassammlung Hentrich.
Auf dem quadratischen Fundament mit einer Seitenlänge von 80 Metern und einer umlaufenden Terrasse erhebt sich ein runder Kuppelbau, eingefasst von in regelmäßigen Abständen angeordneten Strebepfeilern. Die Fassade besteht aus dunkelrotem Bockhorner Klinker.
Durch eine im Innenraum damals vorhandene, anhebbare Stoff-Kuppelkonstruktion, die die Sitzfläche vergrößerte, fanden in der Rheinhalle bei Großveranstaltungen ursprünglich bis zu 5000 Personen Platz.

## Kunstwerke bei der Tonhalle

### Porträt-Büsten

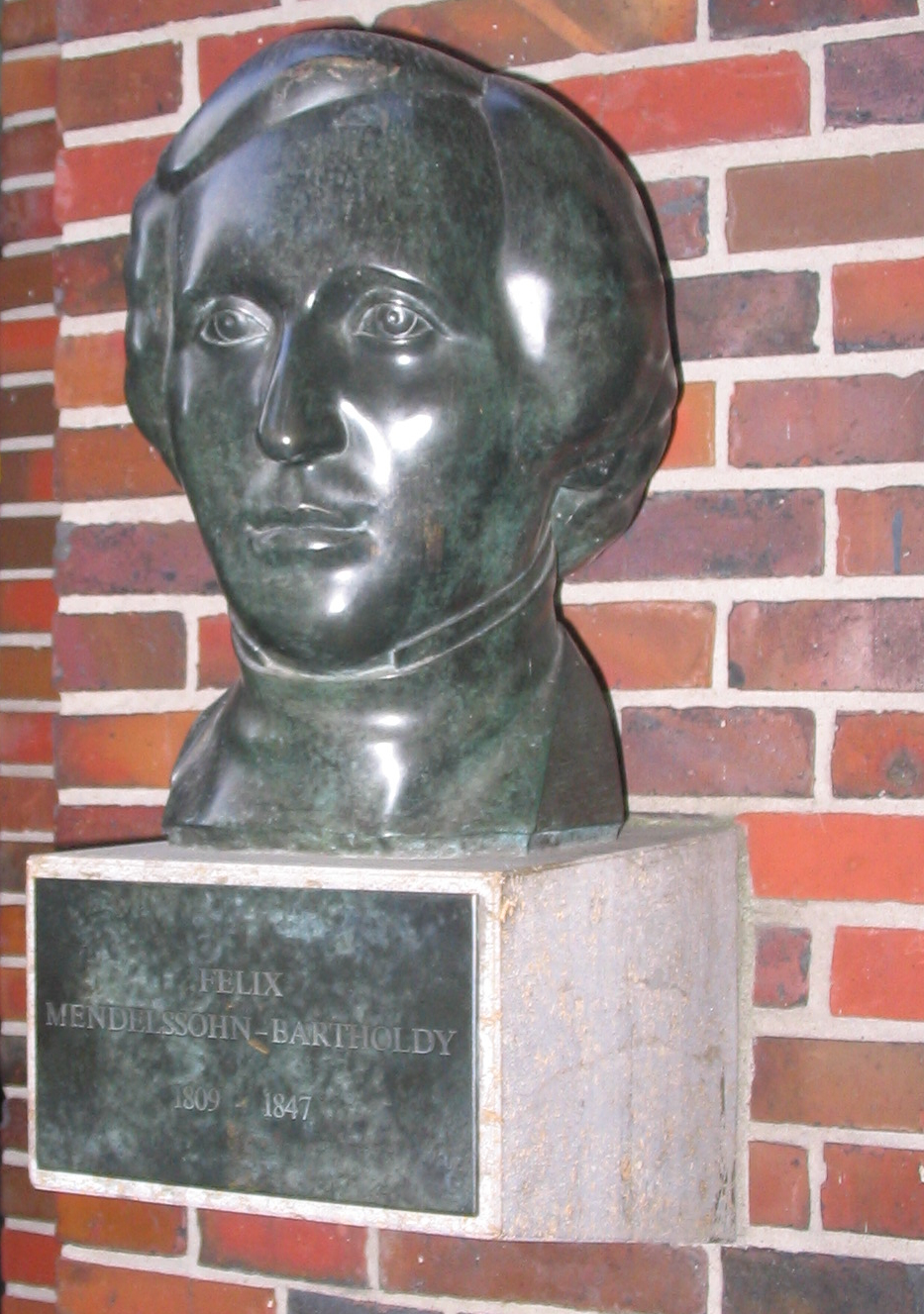
Felix Mendelssohn Bartholdy
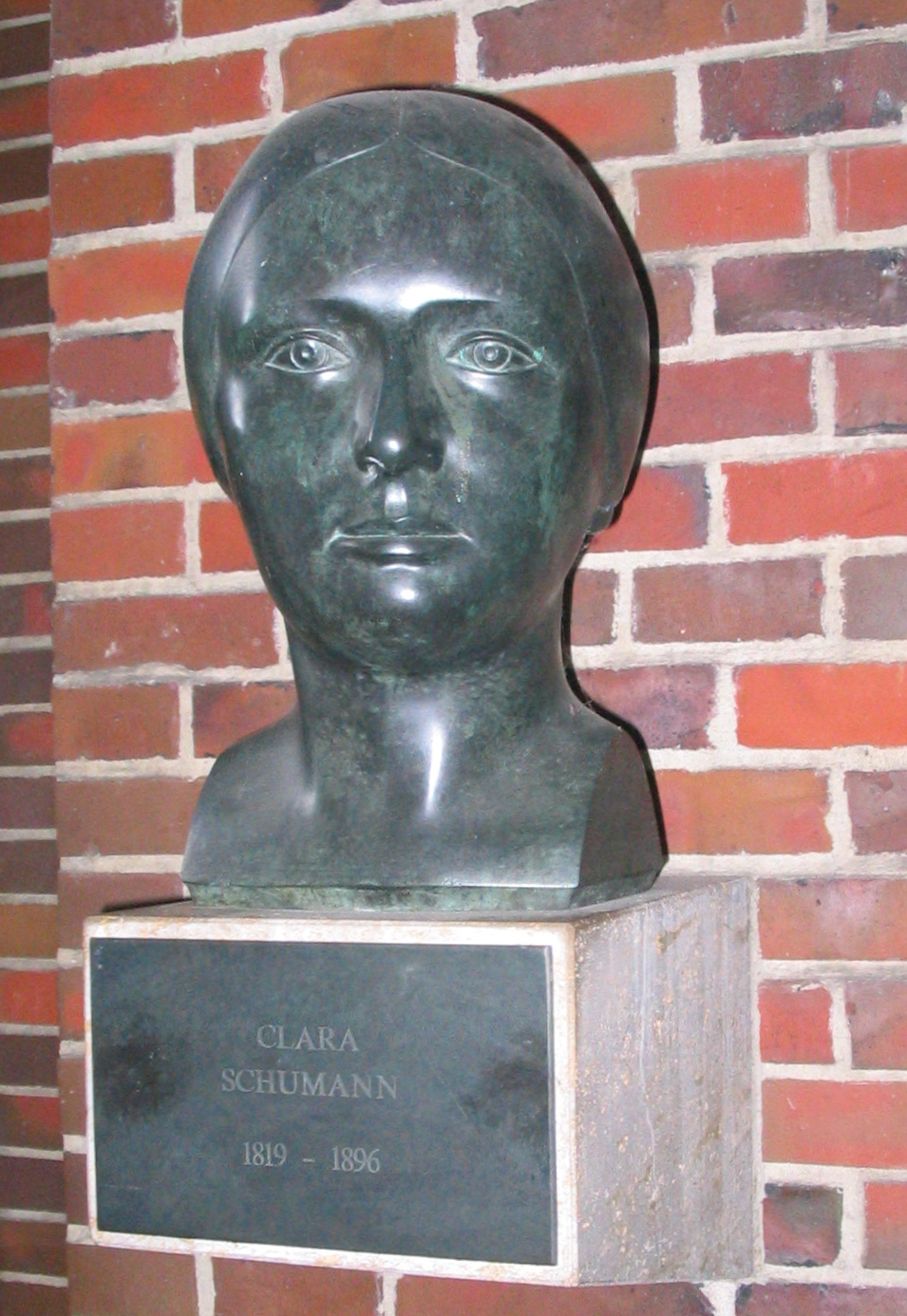
Clara Schumann
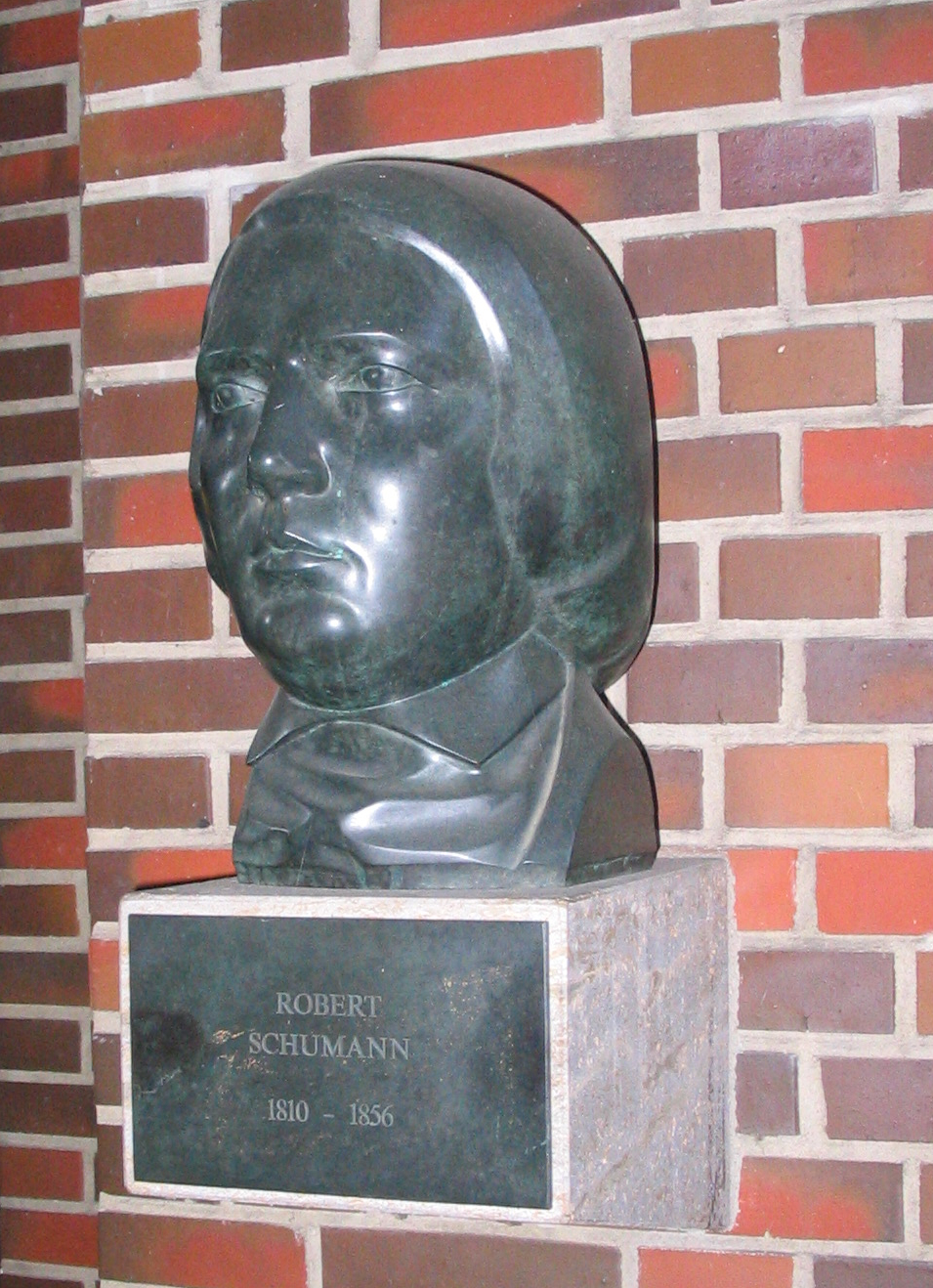
Robert Schumann
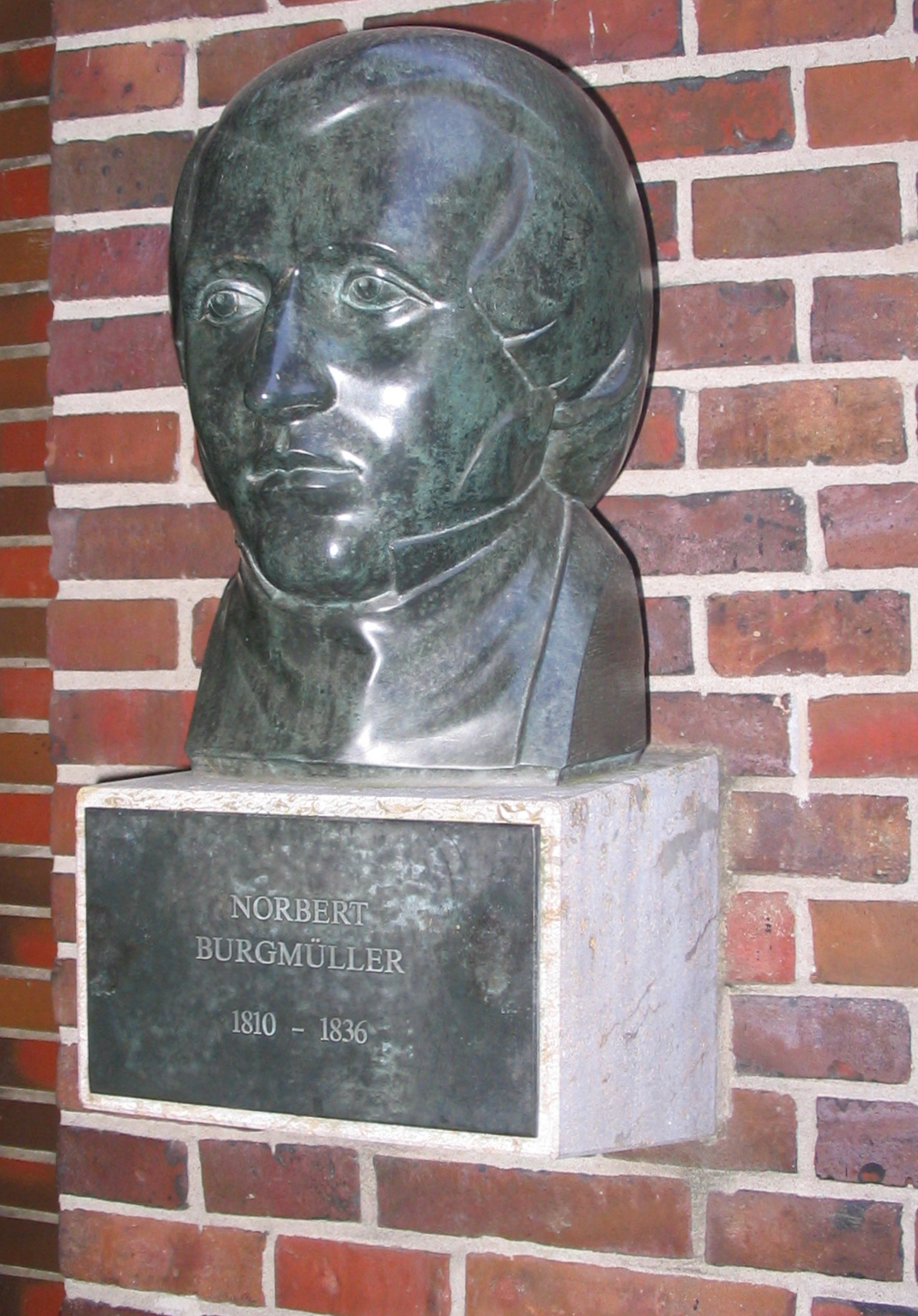
Norbert Burgmüller

Die Eingangsfront der Tonhalle schmücken seit 2003 vier Bronzebüsten der mit Düsseldorf eng verbundenen Musiker Felix Mendelssohn Bartholdy, Clara Schumann, Robert Schumann und Norbert Burgmüller, geschaffen vom Bildhauer Franz Küsters. Sie sind Geschenk eines Düsseldorfer Heimatvereins.

### Planetengruppen an der Tonhalle

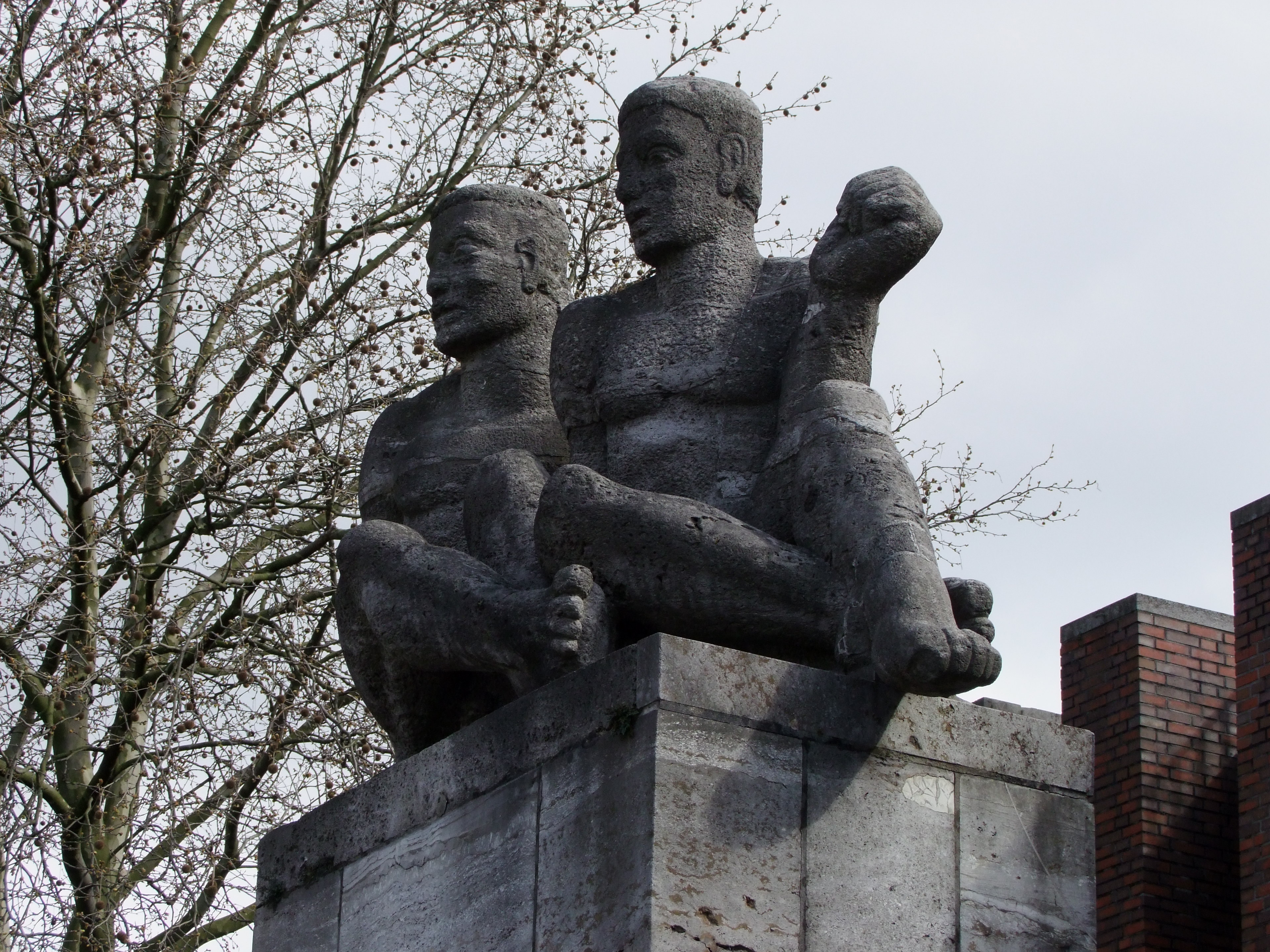
Mars und Jupiter, Carl-Moritz Schreiner (Foto 2008)
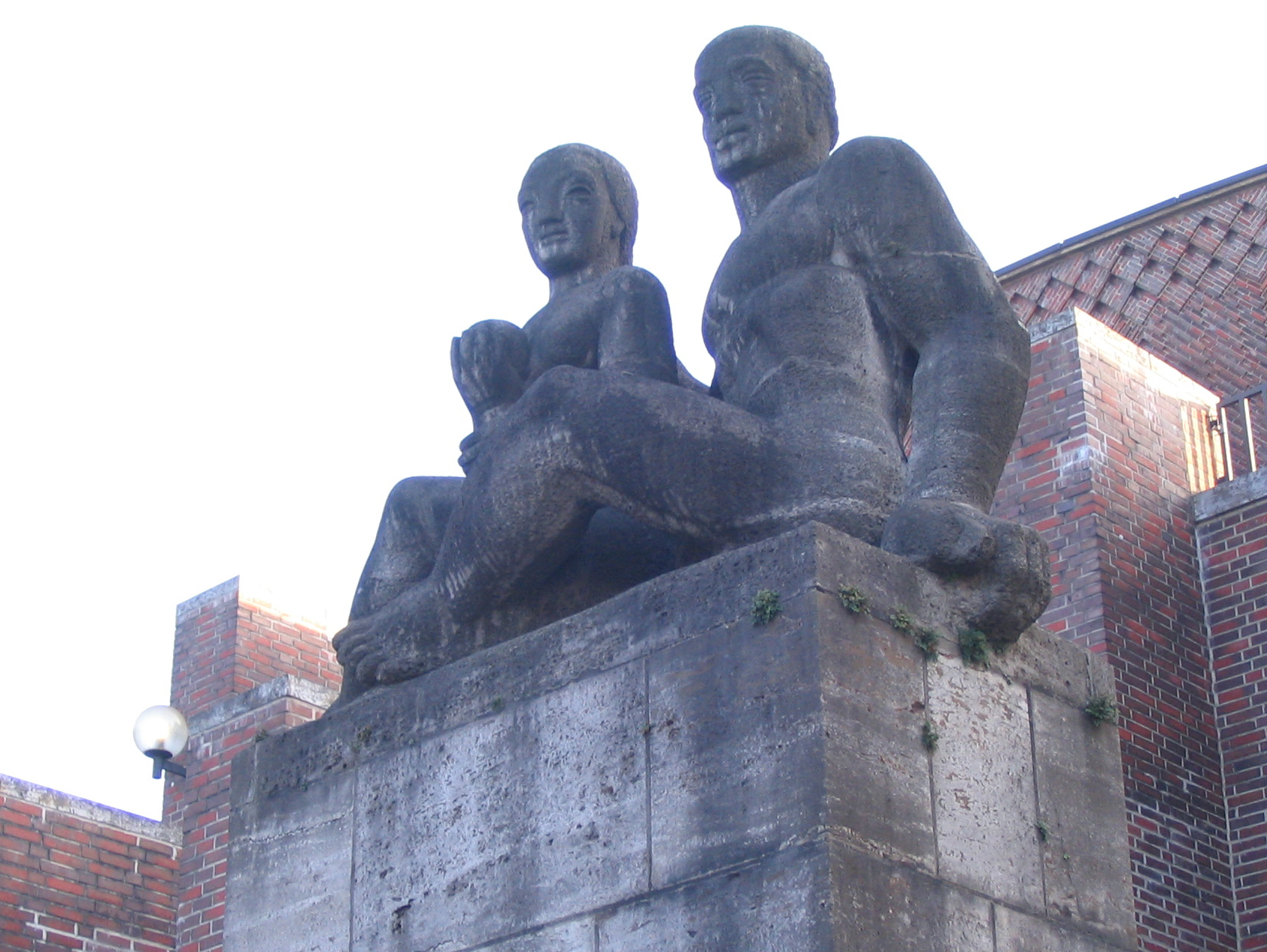
„Venus und Saturn“ (Foto 2011)

Zur GeSoLei wurden an der Freitreppe des Planetariums auch die beiden Planetengruppen mit den Gottheiten Mars und Jupiter sowie Venus und Saturn von Carl Moritz Schreiner aufgestellt. Da sie den Kunstvorstellungen der Nationalsozialisten nicht entsprachen, wurden sie, wie viele andere Kunstwerke auch, 1933 entfernt. 1980 kehrten sie vom städtischen Bauhof an ihren Platz zurück.

### „Pallas Athene“

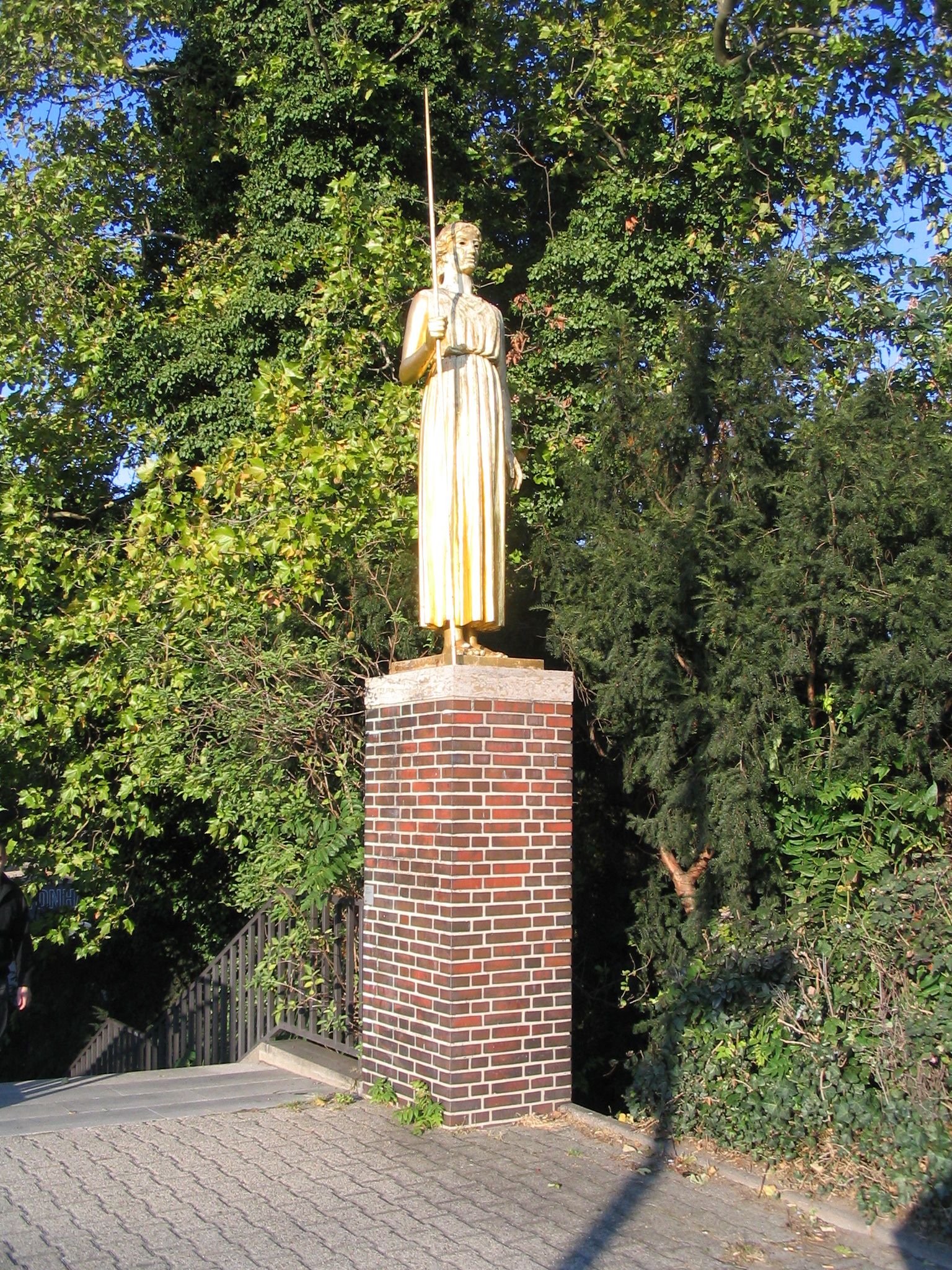
Pallas Athene, Johannes Knubel (Foto 2011)

Am Südende, außerhalb des Hofs vor der Tonhalle, steht neben der Auffahrt zur Oberkasseler Brücke die vergoldete, neoklassizistische Bronzestatue der Pallas Athene, der Beschirmerin der Wissenschaft und der Kunst, zur Gesolei geschaffen von Johannes Knubel. Bis zum Umbau der Tonhalle in den 1970er Jahren befand sie sich etwas weiter östlich. Gemeinsam mit den Muschelkalkskulpturen der Planeten Mars und Venus sowie Jupiter und Saturn weist sie heute noch auf die ursprüngliche Bedeutung des Rundbaues als Planetarium hin. Nur knapp entging sie gegen Ende des Zweiten Weltkriegs der kriegsbedingten Einschmelzung. Im September 2020 wurde sie wegen mangelnder Standfestigkeit und zwecks Restaurierung abgebaut. Wegen Unstimmigkeiten unter den an der Renovierung Beteiligten über den Umfang der Arbeiten war sie im Mai 2023 noch nicht wieder aufgestellt.

### „Denkmal der 39er“

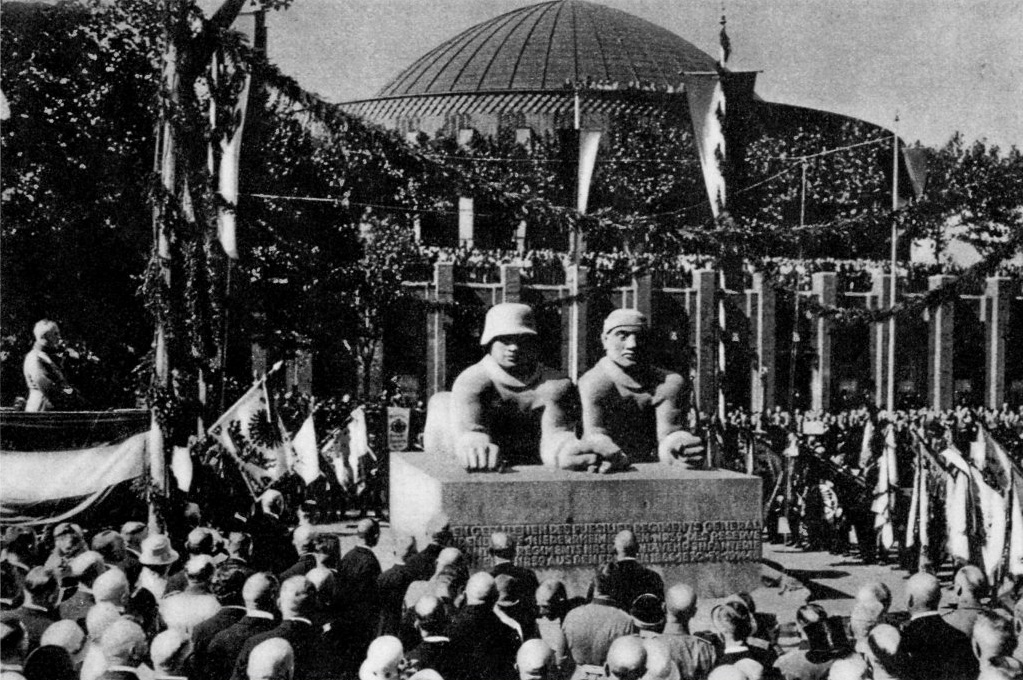
Einweihung des Denkmals (1928)
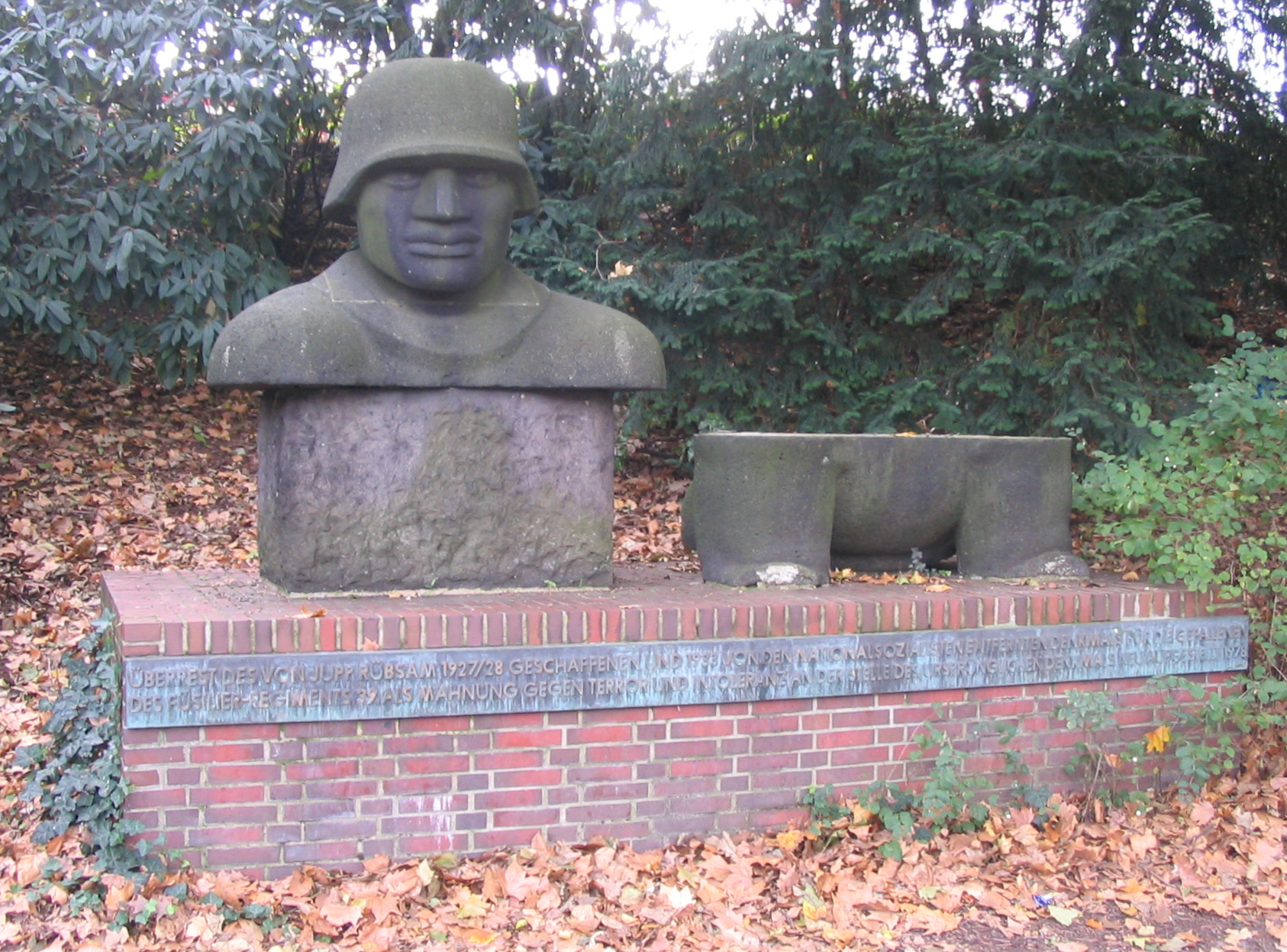
Denkmal der 39er (Foto 2011)

Auf dem Vorplatz östlich der Tonhalle stehen die Reste des von Jupp Rübsam entworfenen Kriegerdenkmals, ursprünglich „Ehrenmal Füs.-Regt. 39 General Ludendorff“ genannt. Der Entwurf (Entwurfstitel Innere Festigung) wurde von einem Ausschuss der Angehörigen des Niederrheinischen Füsilier-Regiments Nr. 39 bei einem Wettbewerb gekürt. Von Anfang an war das Werk umstritten, erzeugte es mit zwei liegenden, den Feind erwartenden Soldaten trotz seiner Monumentalität nicht das heroische Pathos, das damals für derartige Ehrenmale üblich war. Das Konzept des Künstlers war, gegenseitige Hilfe und Kameradschaft darzustellen. Ein Soldat legt seine Hand auf die des neben ihm liegenden, verwundeten Kameraden. Die Auseinandersetzung ging so weit, dass General Ludendorff, die treibende Kraft der gegen das Denkmal gerichteten Kampagne, forderte, seinen Namen davon entfernen zu lassen. Der nationalsozialistische Völkische Beobachter bezeichnete die tatsächlich sphinxartige Darstellung sogar als „zwei menschliche Ungetüme auf dem Bauch, wie Sphinxe, plump, roh, tierisch mit Händen, die überlebensgroße Flossen oder Pfoten sind.“ Bereits im März 1933, dem ersten Jahr der Machtübernahme, entfernten die Nationalsozialisten die für sie unerwünschte, bereits zuvor mehrfach durch Attentate beschädigte Skulptur.
Fünf Jahre nach dem Abriss wurde von Richard Kuöhl am Reeser Platz ein neues Ehrenmal für die 39er errichtet.
Die Reste des im Zweiten Weltkrieg stark beschädigten Denkmals von Rübsam, der selbst ein „39er“ war, wurden nach Fertigstellung der Tonhalle auf einem gemauerten Sockel in der Nähe des ursprünglichen Platzes aufgestellt.

### „Ausklang“

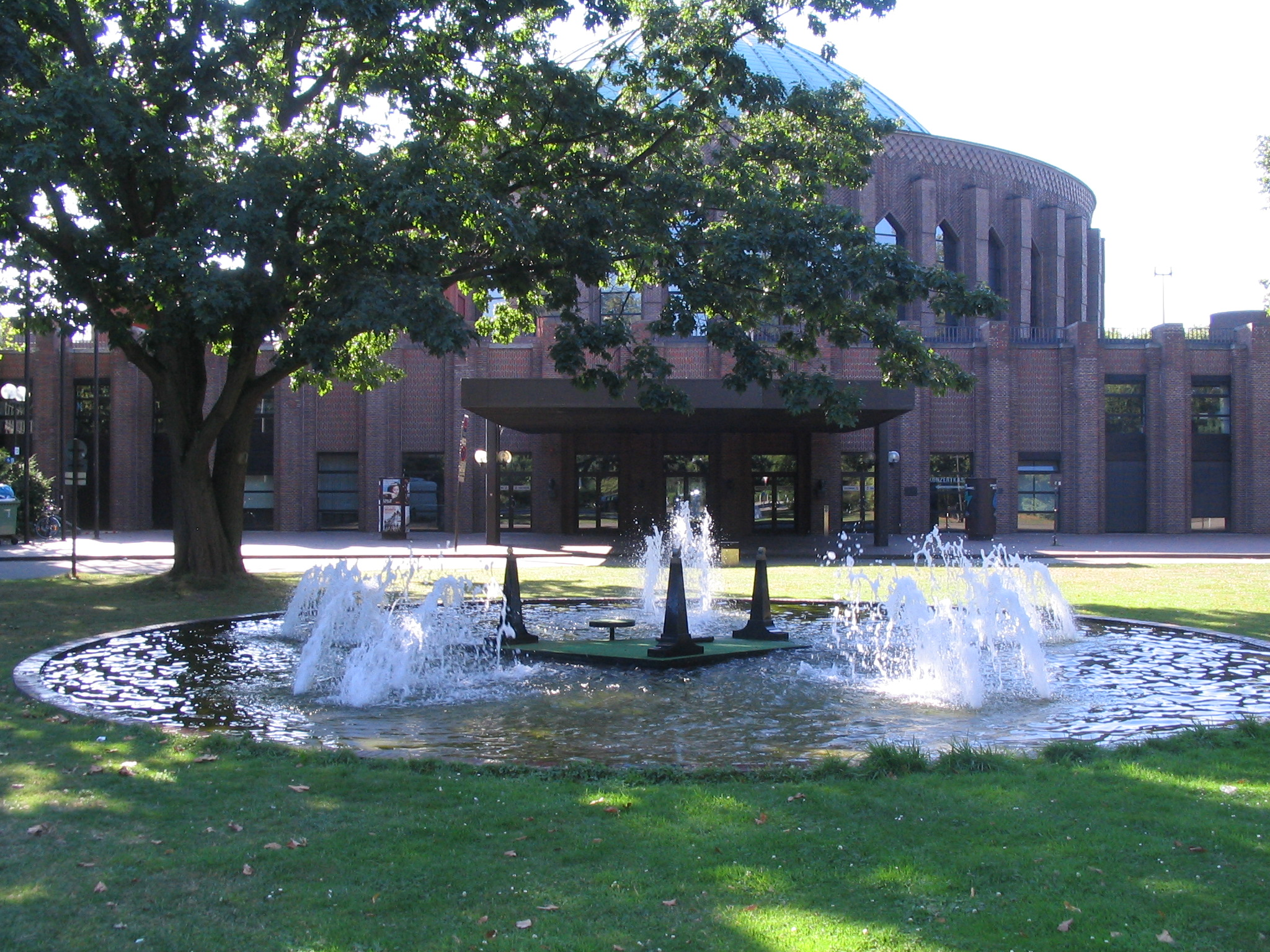
Ausklang, Sohei Hashimoto (Foto 2012)

Vor dem Denkmal der 39er, ebenfalls auf dem Tonhallenvorplatz (Helmut-Hentrich-Platz) außerhalb des Ehrenhofs (Oederallee) befindet sich die Brunnenanlage Ausklang von Sohei Hashimoto. Im Wasser inmitten der Springbrunnen liegt die Skulptur eines kopfüberliegenden Konzertflügels, gearbeitet aus Stein und Holz. Wie das unbetitelte Werk von Ernst Hesse stammt es aus der 1988er-Ausstellung „Skulptur D-88“. Es ist ein Geschenk an die Stadt.

### Am RED – Restaurationszentrum, Haus Nr. 3
Hier befindet sich, etwa seit der Wiedereröffnung des Restaurationszentrums am 21. September 2023 (?), im Durchgang zum Ehrenhof an der Hauswand eine graphische Darstellung.

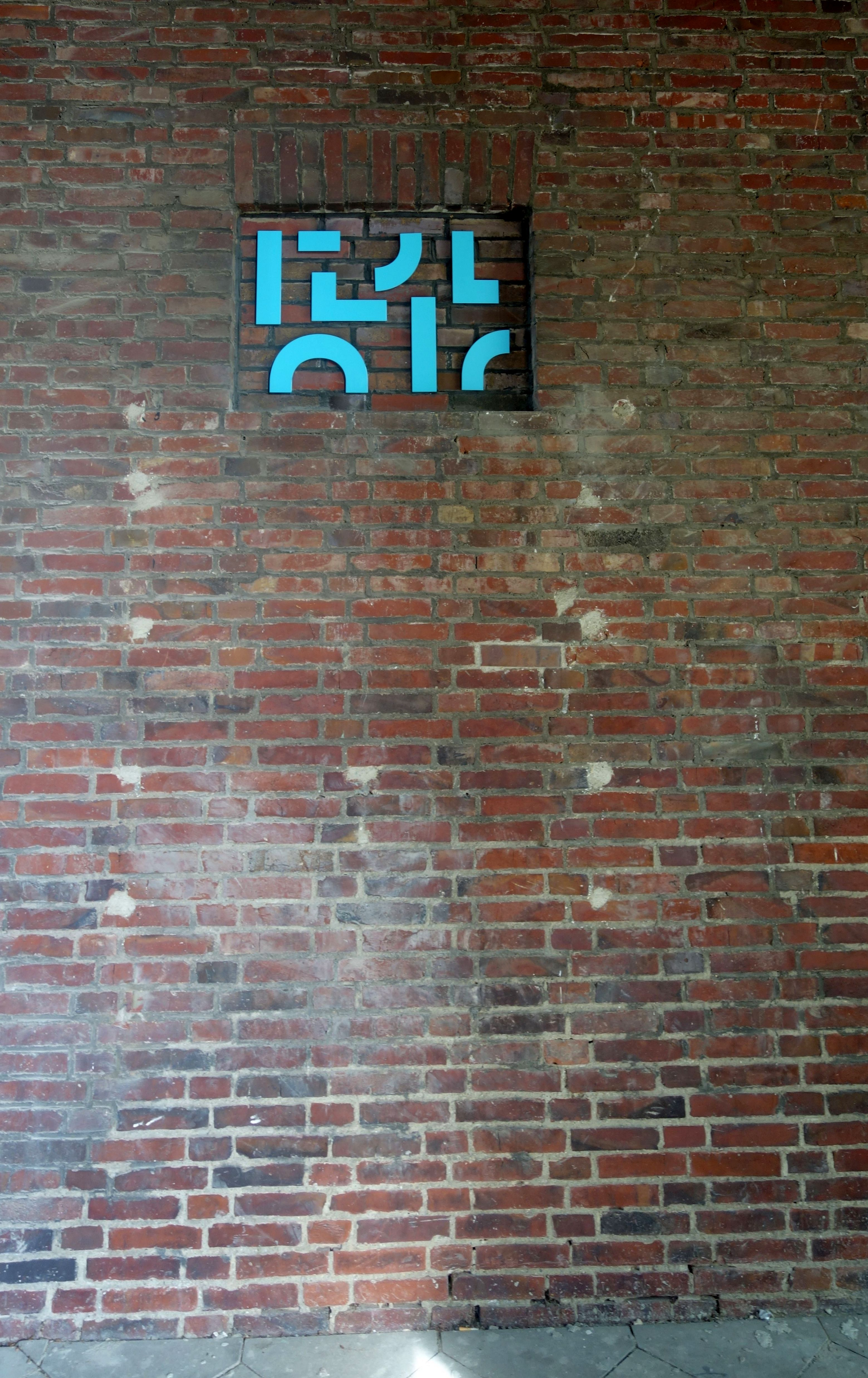

## NRW-Forum

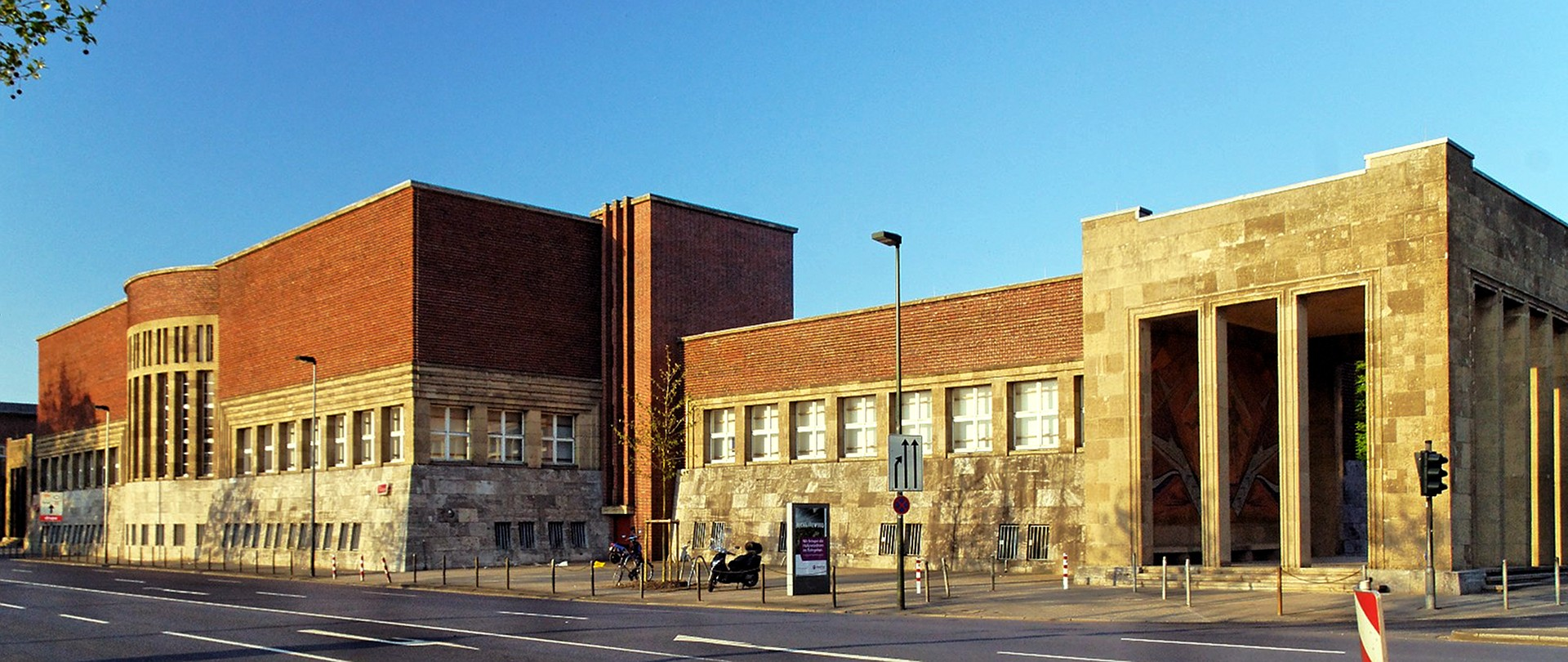
NRW-Forum von Südwesten (Foto 2008)

Etwas entfernt von der Tonhalle folgt auf der Rheinseite Richtung Norden das Gebäude Ehrenhof 2, erbaut als Ausstellungsgebäude der GeSoLei, dann genutzt als Reichsmuseum für Gesellschafts- und Wirtschaftskunde, heute das NRW-Forum Düsseldorf, auch Sitz der gemeinnützigen Stiftung imai, die sich dem Vertrieb von Medienkunst, insbesondere von Videokunst und künstlerischem Film, widmet.
Bis in die 1990er Jahre befand sich hier die Landesmuseum für Volk und Wirtschaft genannte Ausstellung, ein technisches Museum, dessen Hauptattraktion ein begehbares Steinkohle-Schaubergwerk im Kellergeschoss war. 1998 wurde das Gebäude nach einer Generalrenovierung als NRW-Forum für wechselnde Ausstellungen wieder eröffnet. Gezeigt wurden Themen unter anderem aus dem Bereich Fotografie, Medien, Mode, Kommunikation, Architektur, Mobilität oder Lifestyle. Beispiele sind Ausstellungen zu Peter Lindbergh, Helmut Newton, Alexander McQueen oder Vivienne Westwood. Als 2013 das Land Nordrhein-Westfalen aus der Finanzierung des Hauses ausstieg, kündigten die Leiter Petra Wenzel und Werner Lippert das Ende ihrer Tätigkeit an. Der damalige Oberbürgermeister Dirk Elbers entschied, dass es als NRW-Forum Düsseldorf und mit neuer Rechtsform als selbstständige Einrichtung weitergeführt wird. Nach einer Interimszeit wurde zum 1. April 2015 Alain Bieber zum Künstlerischen Direktor ernannt, der einen Schwerpunkt auf Fotografie, Pop und Digitalkultur setzte. Seit Januar 2020 gehört das NRW-Forum bei Beibehaltung seiner programmatischen Ausrichtung zum benachbarten Kunstpalast.

## Kunstwerke beim NRW-Forum

### Mosaiken

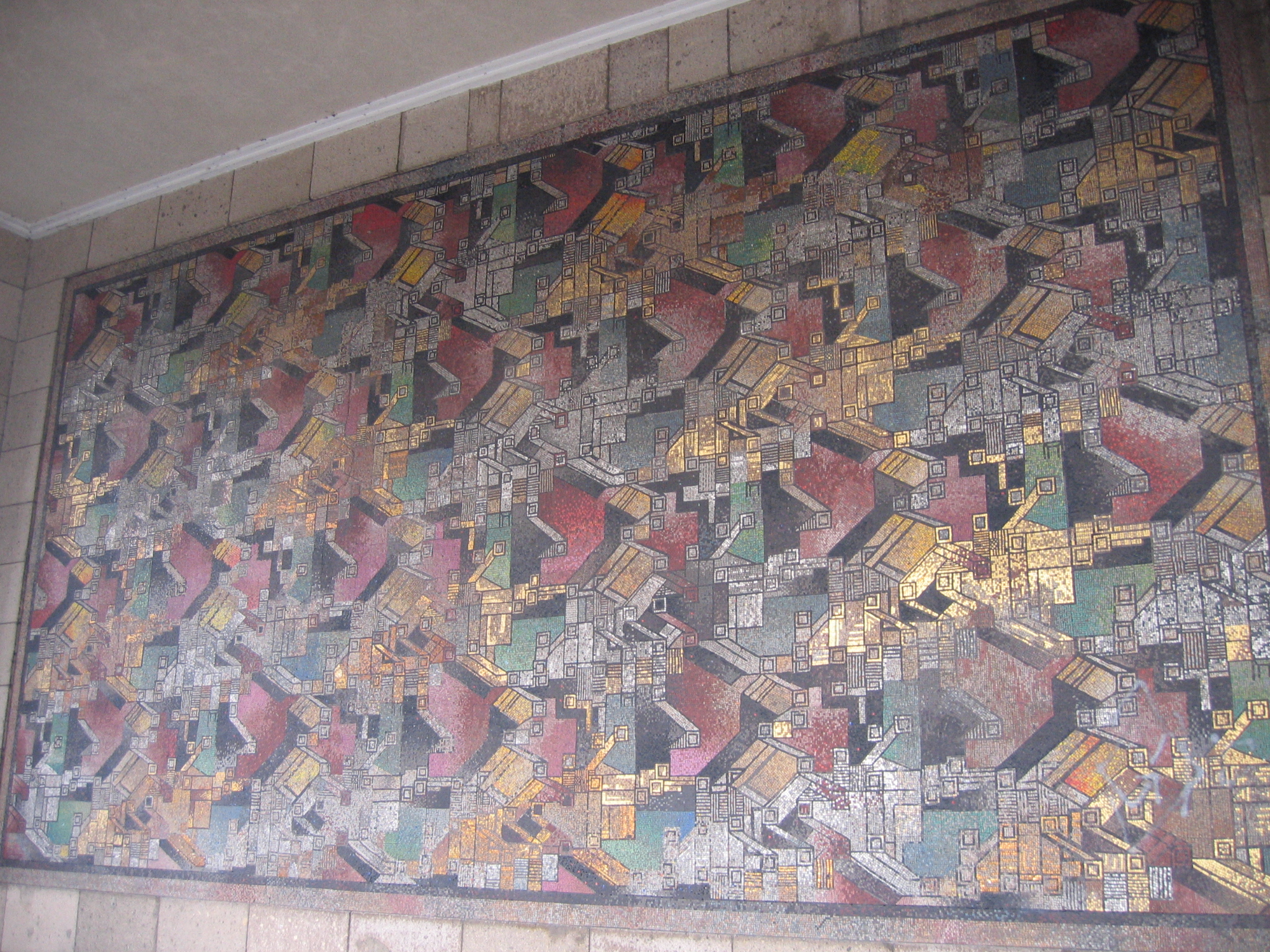
„Der Tag“, Jan Thorn Prikker (Foto 2008)
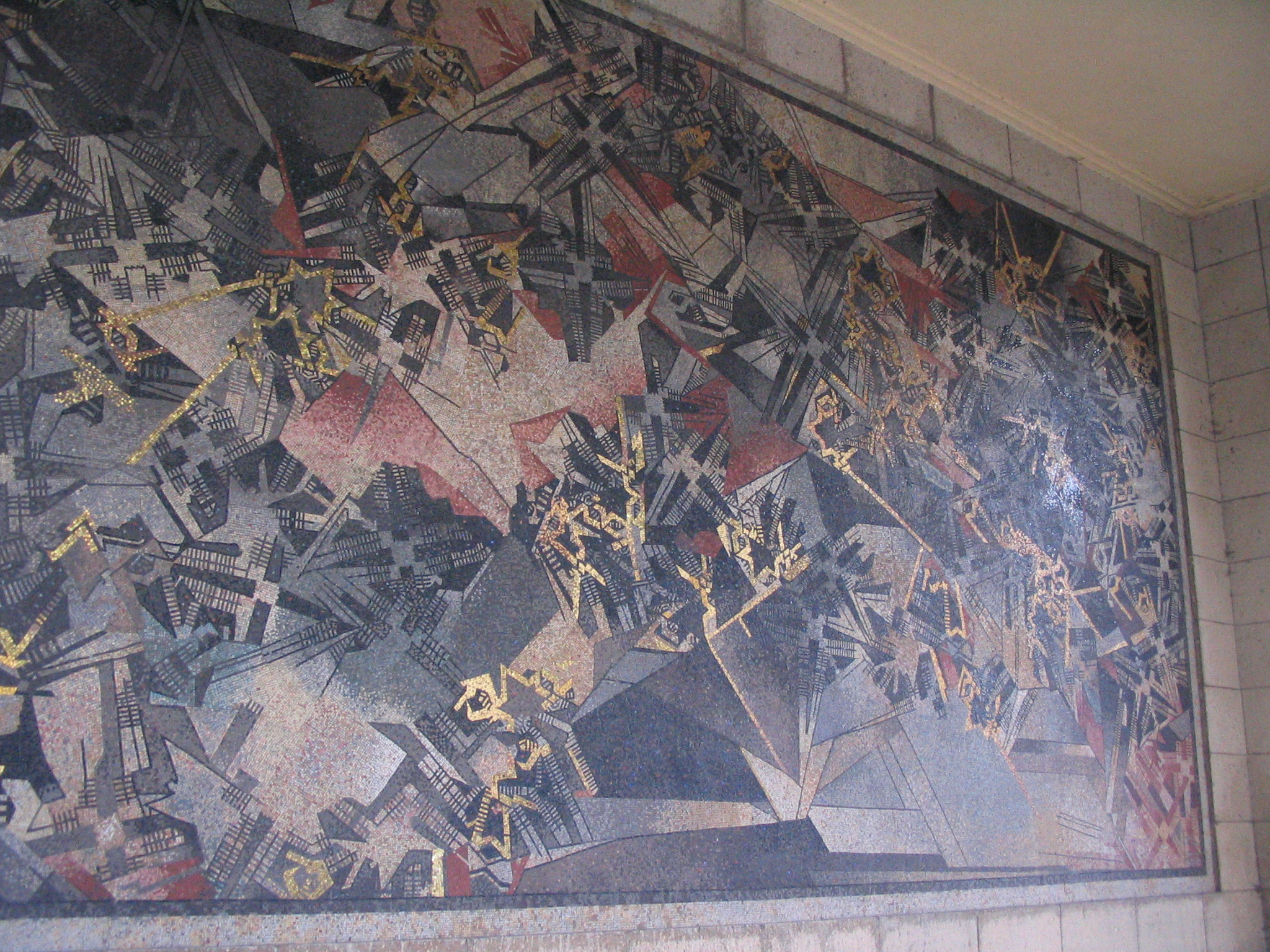
Die Nacht, Jan Thorn Prikker (Foto 2011)
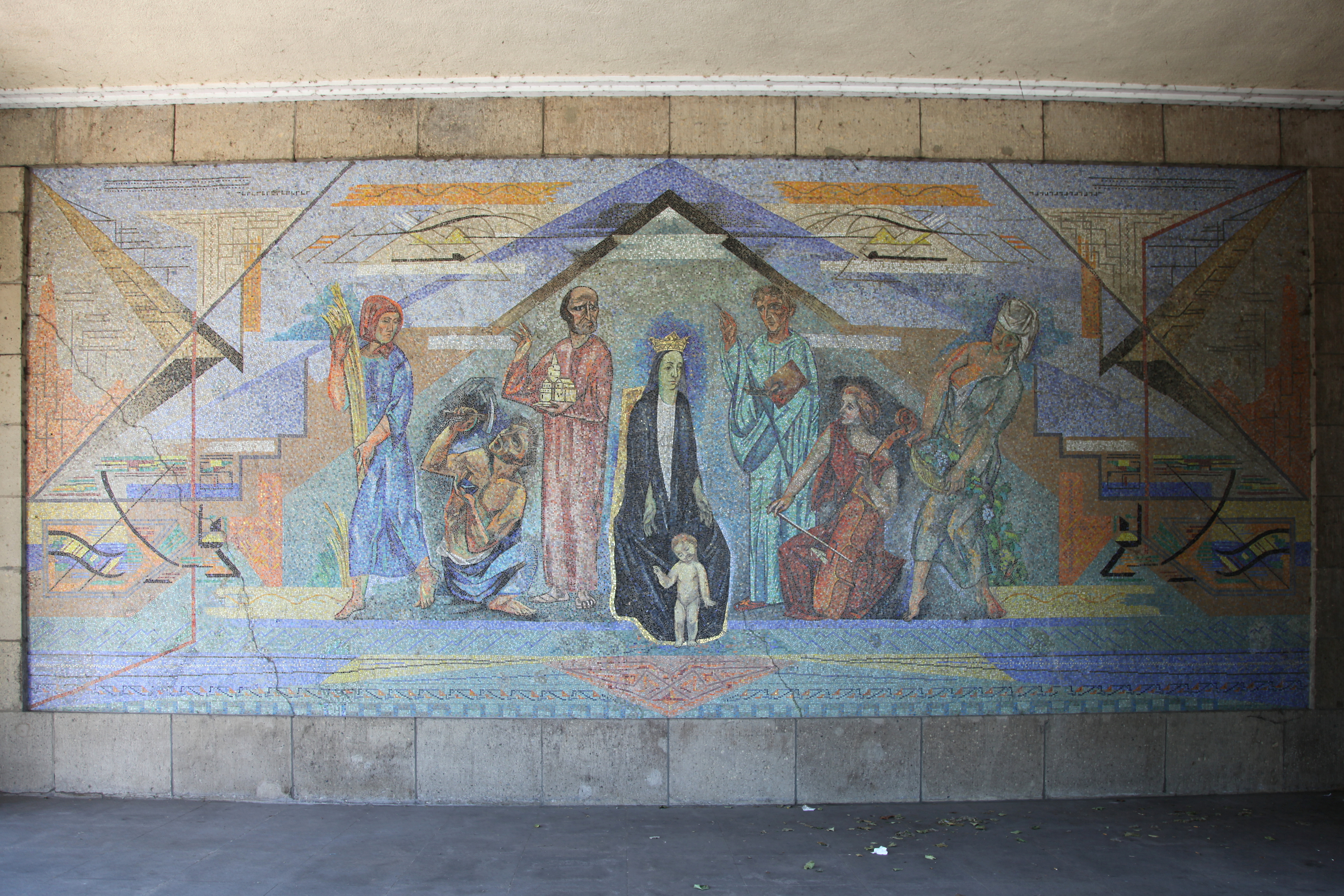
Rhein als Träger der Schönheit, Heinrich Nauen (Foto 2011)
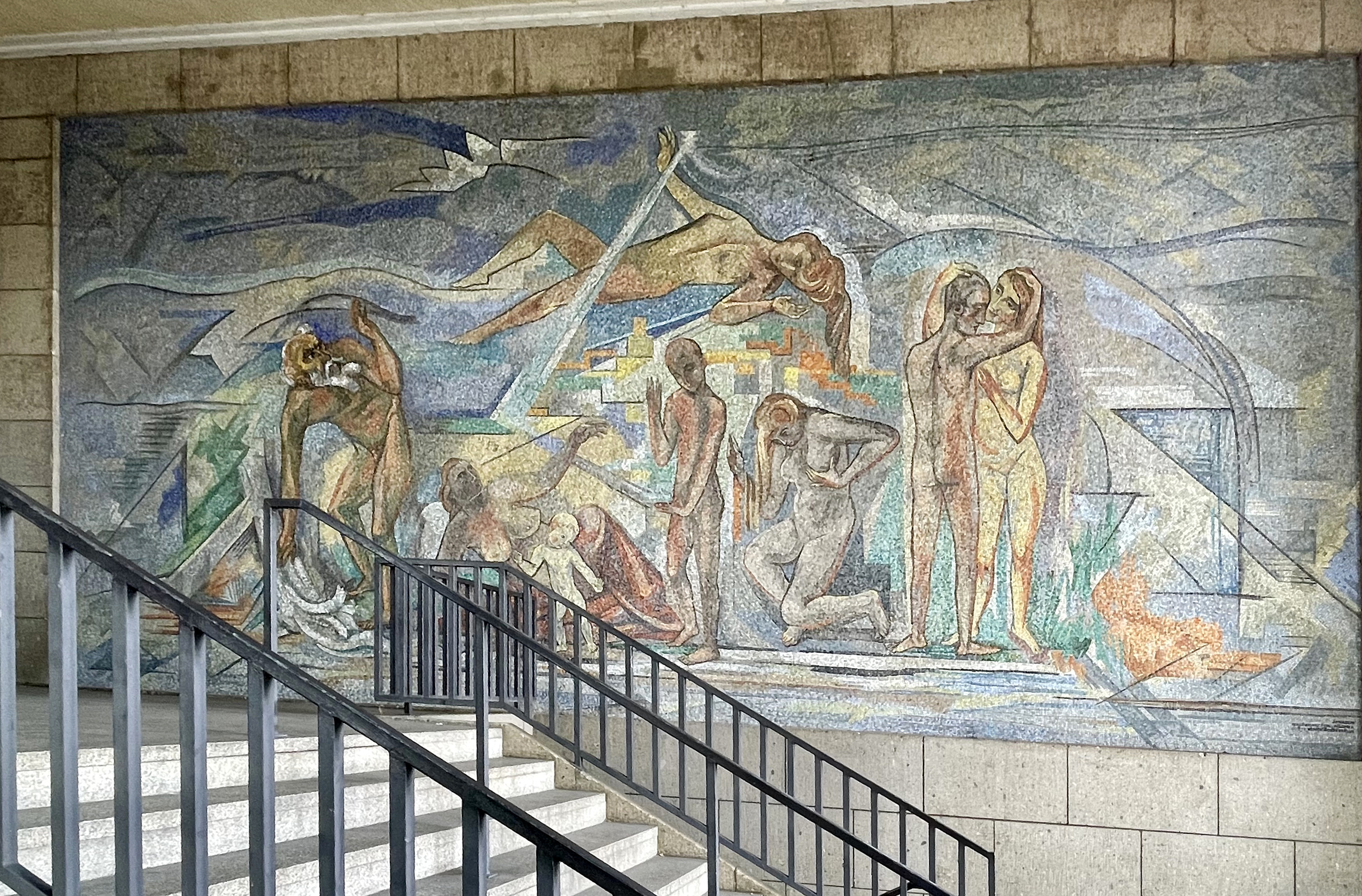
Rhein als Träger des Lebens, Heinrich Nauen (Foto 2024)
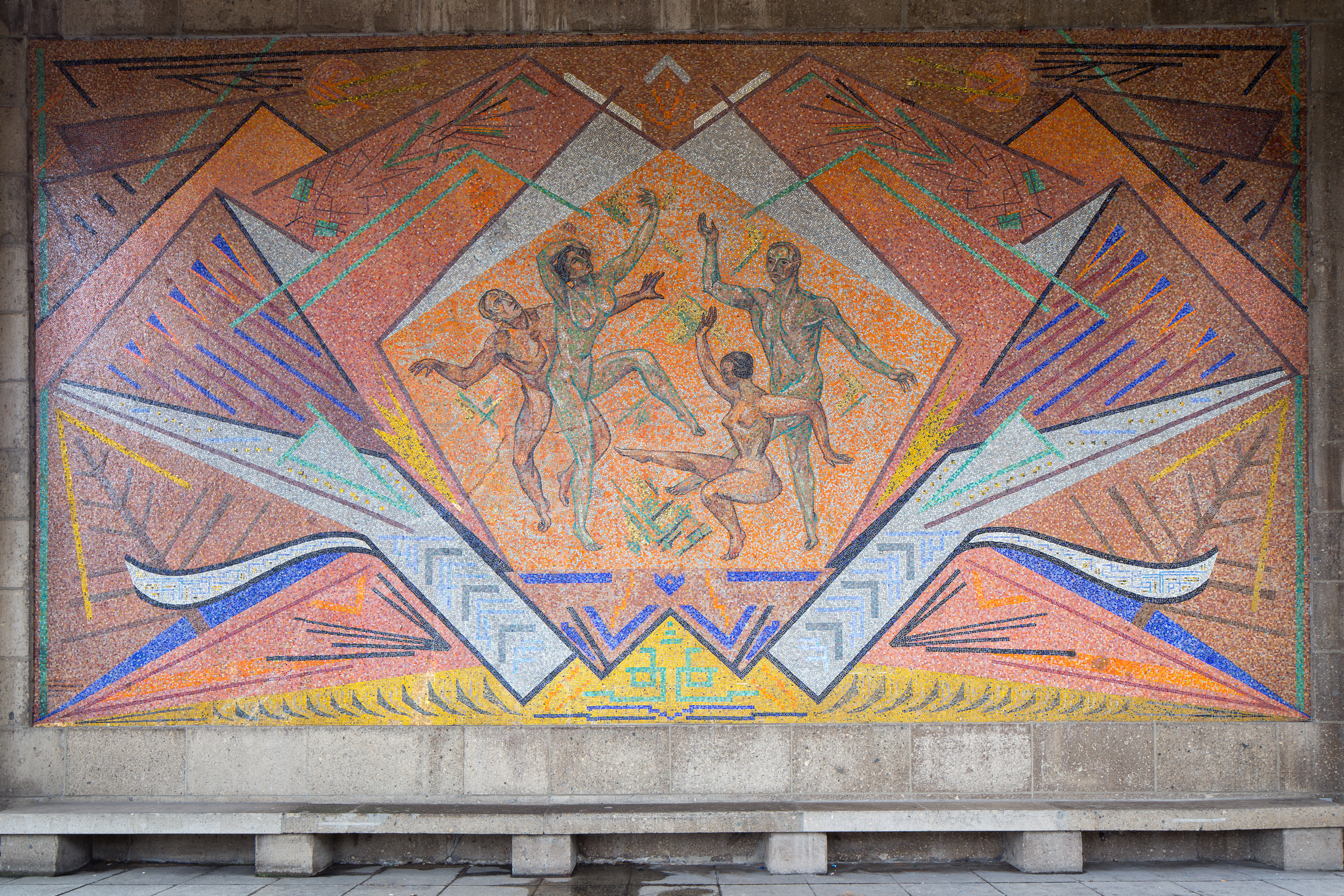
Tanz, Heinrich Nauen (Foto 2016)

Die zwei offenen Ecktempel am Kunstmuseum Süd und Wirtschaftsmuseum Nord, die den Eingang von der Rheinseite zur Inselstraße markieren, werden von jeweils einem Mosaik des Niederländers Jan Thorn Prikker geschmückt, Lehrer an der Kunstakademie Düsseldorf in den 1920er Jahren. Zwei weitere, den anderen gegenüberliegende Ecktempel mit Mosaiken von Heinrich Nauen befinden sich an der Tonhalle West und Ost, außerdem eines am NRW-Forum Süd. Da die Werke von den Nationalsozialisten als „entartet“ eingestuft worden waren, hatte das Hochbauamt die großflächigen Arbeiten mit einer in einigen Zentimetern Abstand angebrachten Rabitz-Putzwand überdeckt, wodurch sie die kritische Zeit überdauerten.

## Kunstpalast

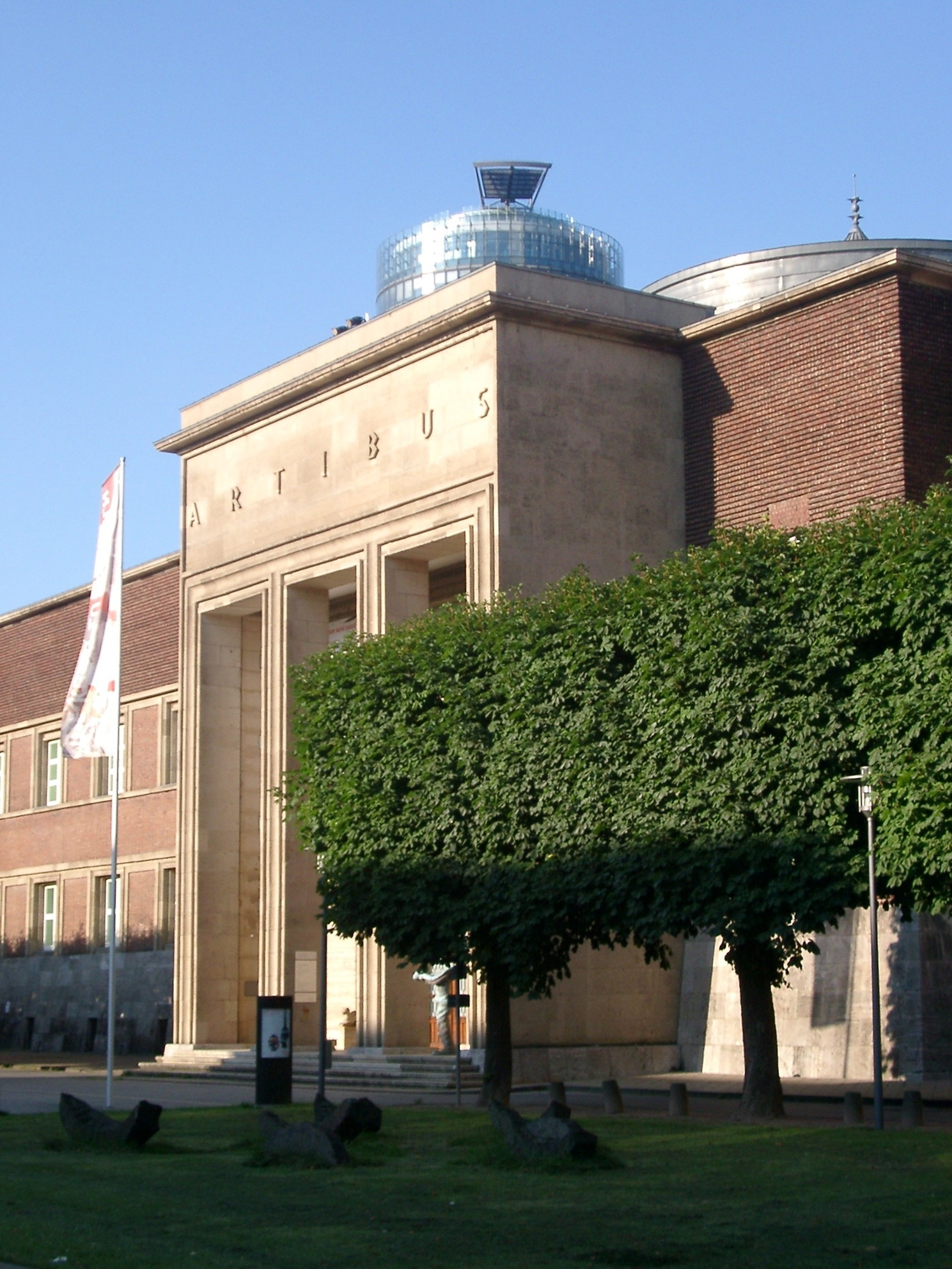
Kunstpalast mit Schumannsaal, Osteingang (Foto 2007)
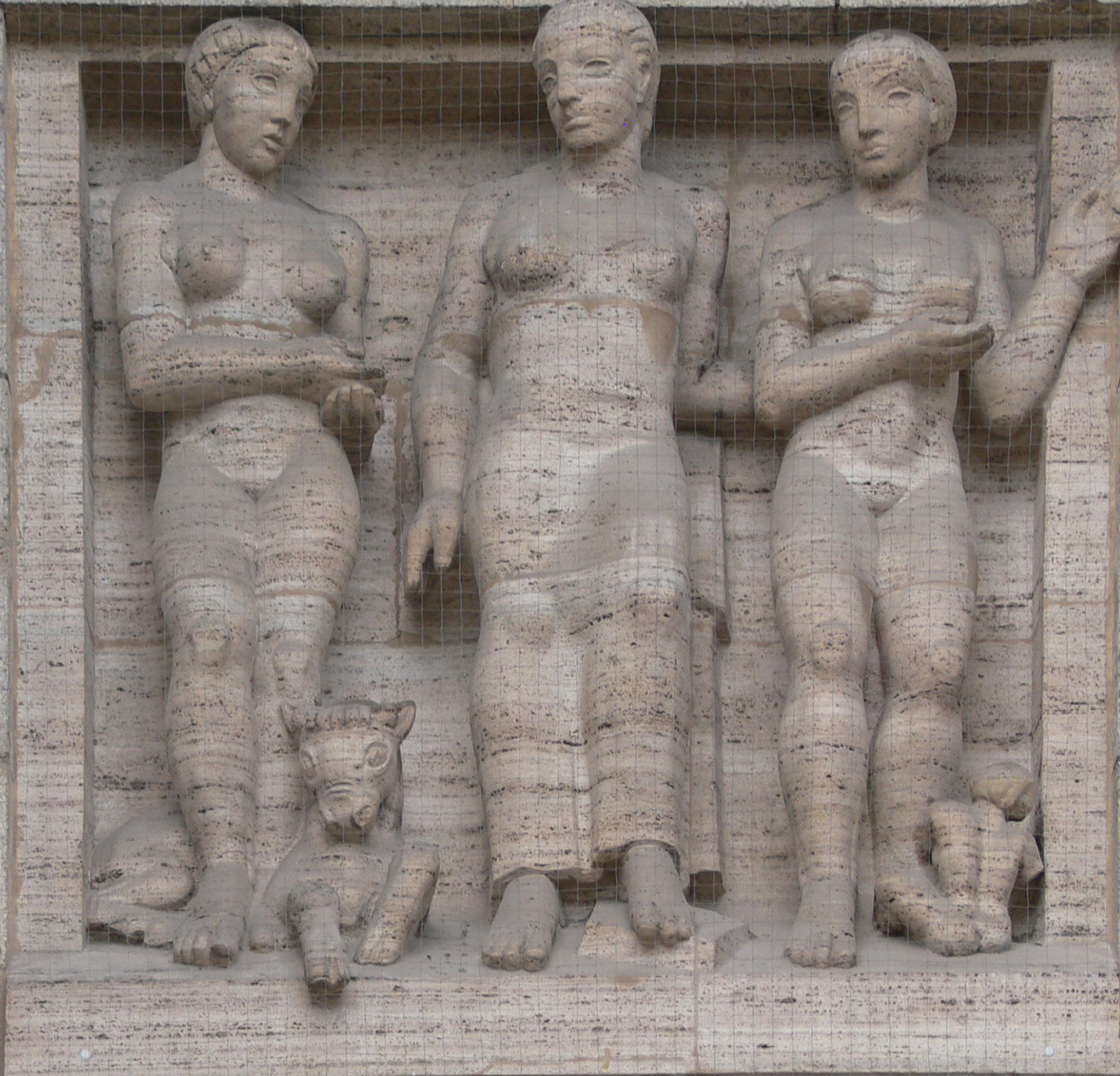
Relief Drei Künste über dem Eingang, Carl Moritz Schreiner
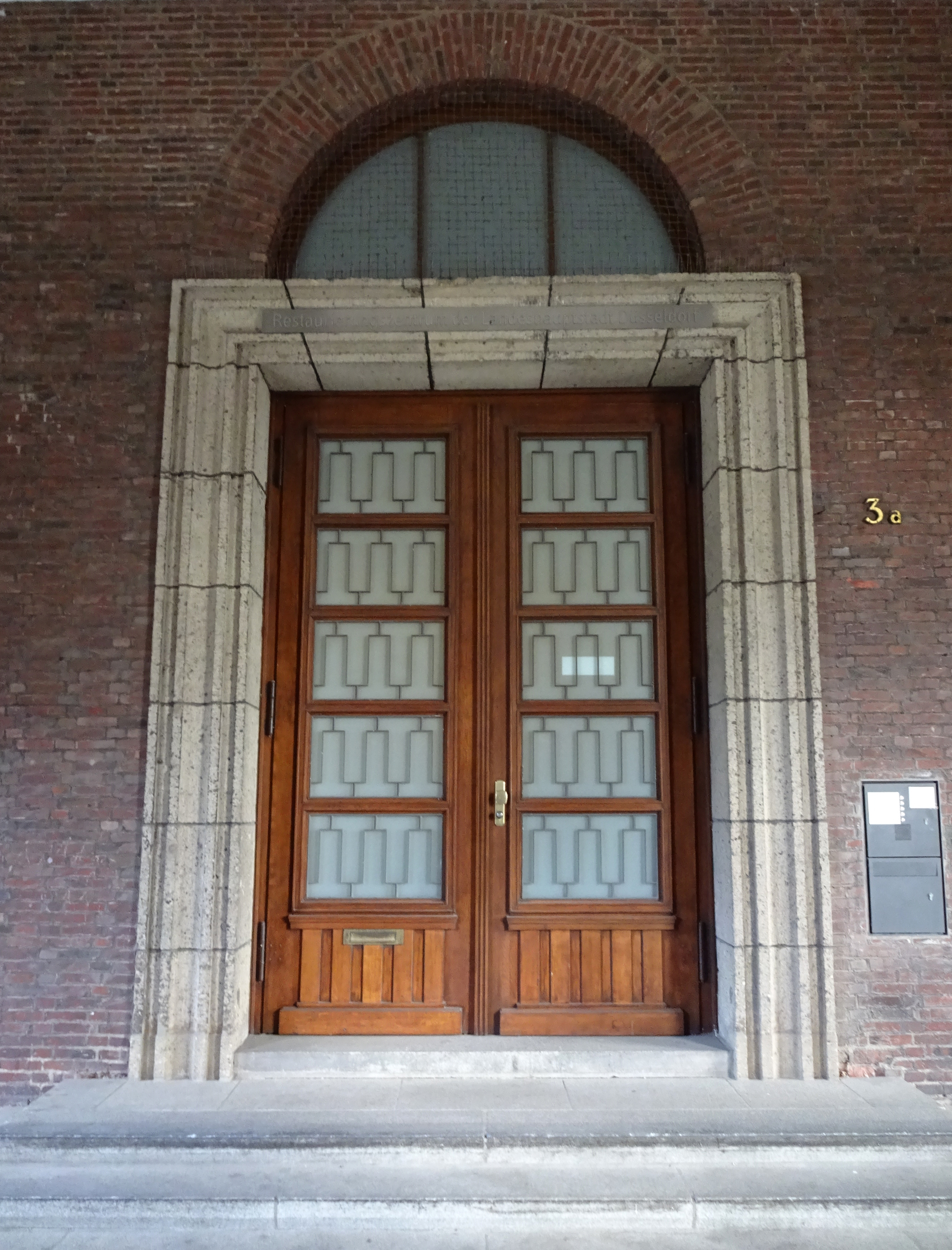
Eingang zum Restaurierungszentrum der Landeshauptstadt Düsseldorf

In Ehrenhof Nr. 4 und Nr. 5 befindet sich das Museum Kunstpalast. Die beiden, in den oberen Stockwerken verbundenen Eckgebäude mit spiegelbildlichen Fassaden bilden die nördliche Einfassung des Innenhofs. In ihnen befinden sich im östlichen Gebäudeteil im Untergeschoss der insbesondere für Kammerkonzerte genutzte Robert-Schumann-Saal und im westlichen Gebäudeteil im Erdgeschoss das Glasmuseum Helmut Hentrich. Im südöstlichen Trakt, Ehrenhof 3a, ist das Restaurierungszentrum untergebracht.
Das Relief der Drei Künste über dem Osteingang lässt den ursprünglichen Verwendungszweck des Kunstpalastes erahnen. Die von Bildhauer Carl Moritz Schreiner erschaffenen drei Frauenabbildungen stehen als Sinnbild für Malerei, Architektur und Bildhauerei. Von ihm stammen auch die Entwürfe der Zwei Bänke mit Katzen (siehe unten).

## Kunstwerke beim Museum Kunstpalast

### „Aurora“ von Arno Breker

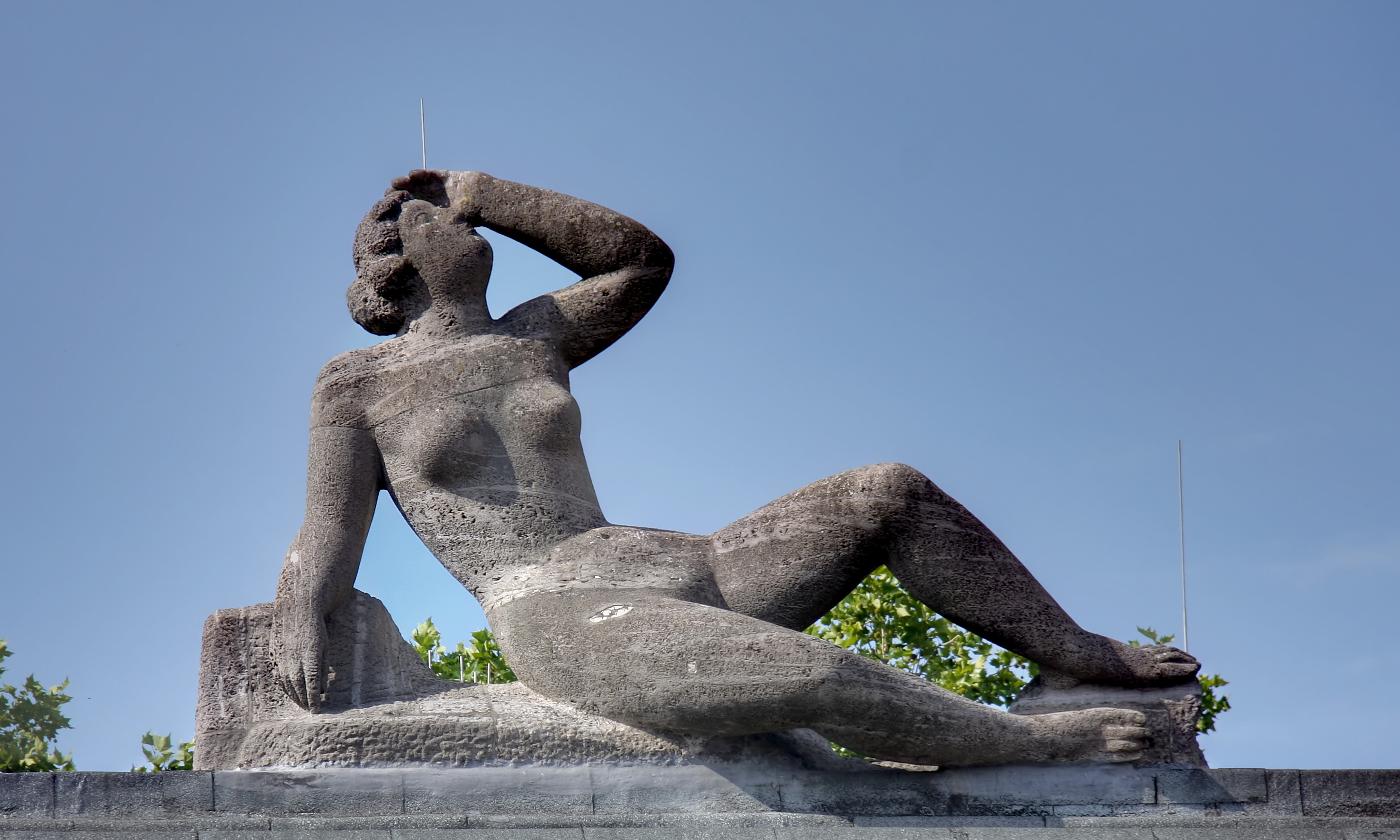
Aurora, Arno Breker (Foto 2011)

Oben auf dem Belvedere, auf dem Dach des nördlichen, triumphbogenartigen Durchgangs, blickt seit der GeSoLei die von Arno Breker aus Muschelkalk gestaltete, liegende Aurora in das Firmament. Die Göttin der Morgenröte hat die Zeit seit 1926 unversehrt überstanden.

### Zwei „Frauengestalten“ von Ernst Gottschalk

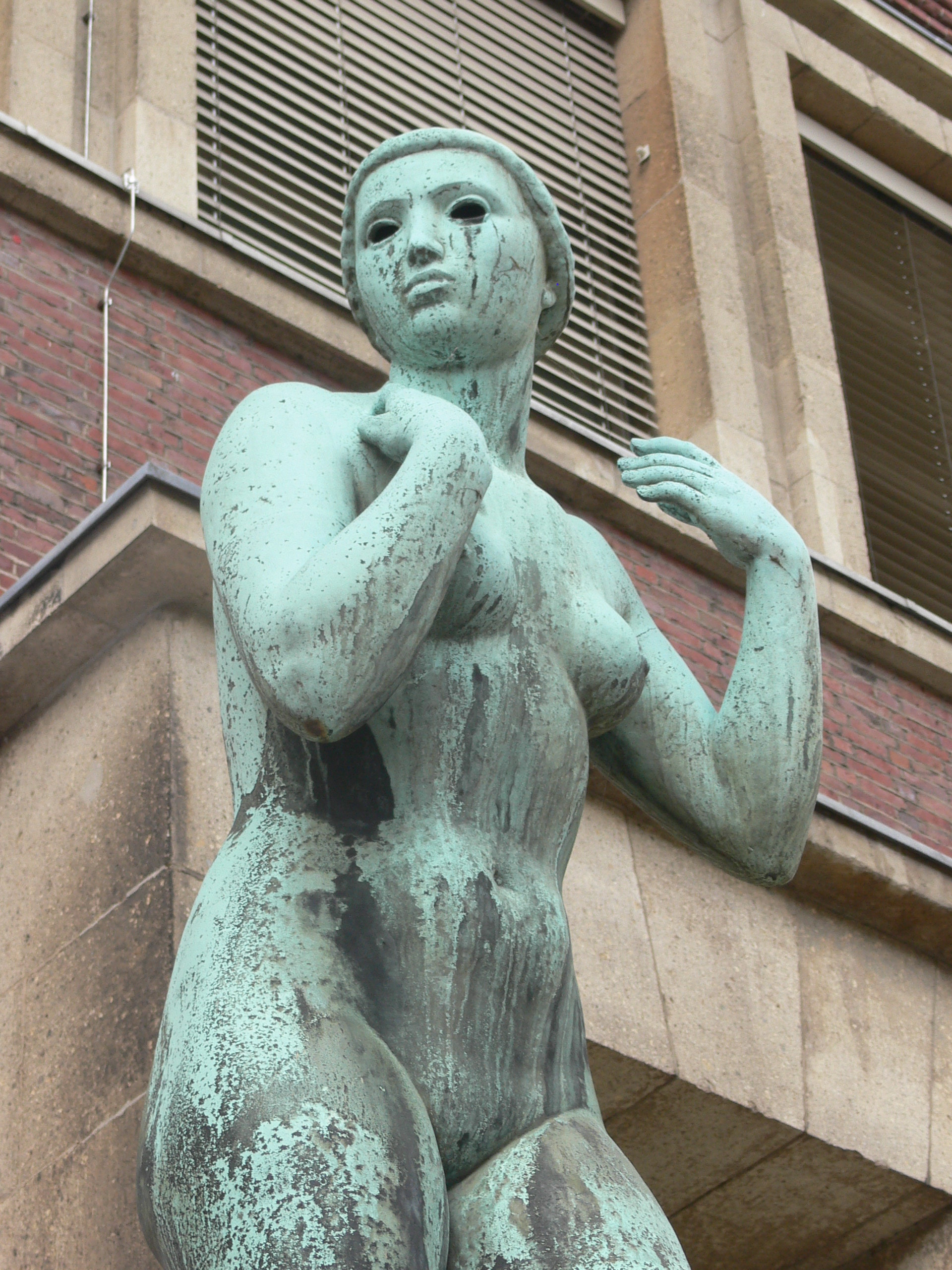
Frauengestalt 1, Ernst Gottschalk
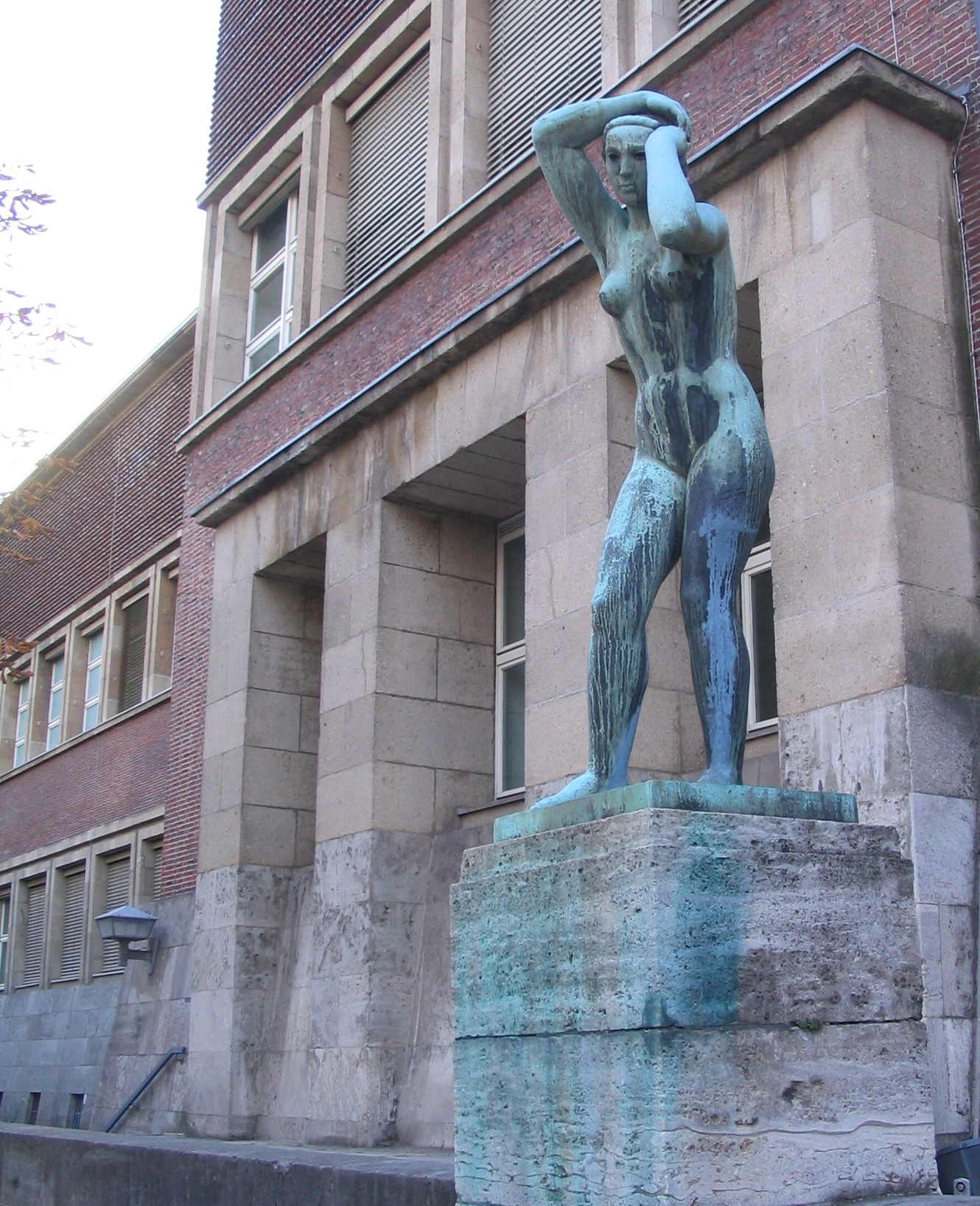
Frauengestalt 2, Ernst Gottschalk

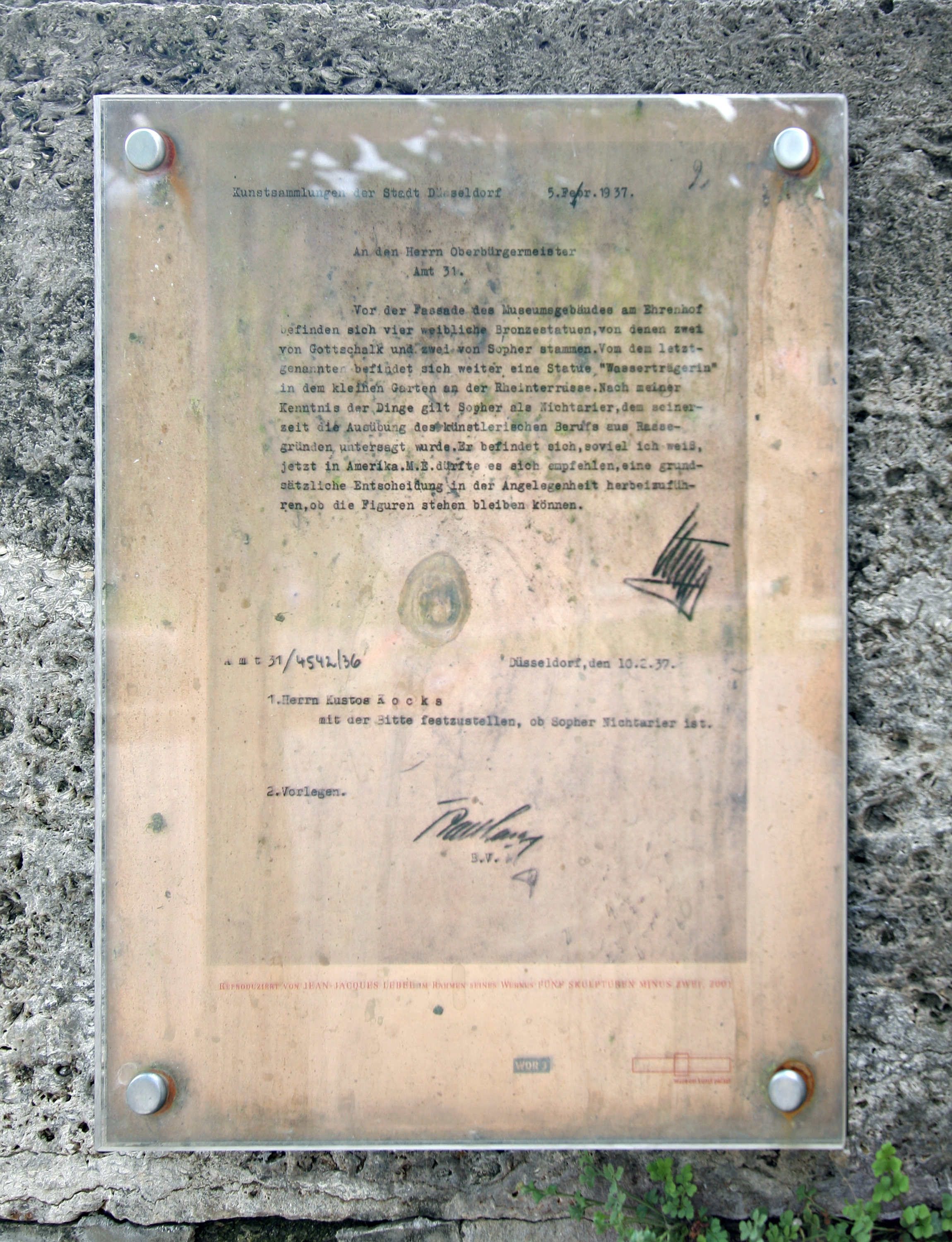
Reproduktion von Jean Jacques Lebel (Foto 2011)

Insgesamt standen zur GeSoLei vier Bronzeskulpturen vor dem damaligen Kunstmuseum der Stadt Düsseldorf. Die beiden Frauengestalten von Ernst Gottschalk wurden zwar 1942 für die „Metallspende“ abgebaut, überdauerten jedoch den Krieg und wurden am Treppenaufgang zum Kunstmuseum wieder aufgestellt. Zwei weitere Figuren, Die Jugend und Die Reife von Bernhard Sopher wurden als „entartet“ diffamiert, 1937 abgebaut und drei Jahre später eingeschmolzen. Die beiden äußeren Sockel sind bis heute leer.
Vor dem Kunstpalast, am ehemaligen Standort einer der beiden Skulpturen von Bernhard Sopher, war etliche Jahre lang ein Brief der Museumsleitung an den Oberbürgermeister der Stadt Düsseldorf ausgestellt, reproduziert von Jean Jacques Lebel im Rahmen seines Werkes Fünf Skulpturen minus zwei, 2001:
„An den Herrn Oberbürgermeister Amt 31
Vor der Fassade des Museumsgebäudes am Ehrenhof befinden sich vier weibliche Bronzestatuen, von denen zwei von Gottschalk und zwei von Sopher stammen. Vom letztgenannten befindet sich weiter eine Statue Wasserträgerin in dem kleinen Garten an der Rheinterrasse. Nach meiner Kenntnis der Dinge gilt Sopher als Nichtarier, dem seinerzeit die Ausübung des künstlerischen Berufs aus Rassegründen untersagt wurde. M. E. dürfte es sich empfehlen, eine grundsätzliche Entscheidung in der Sache herbeizuführen, ob die Figuren stehen bleiben können.
Unterschrift (Hupp)
Amt 31/4542/36 Düsseldorf, den 10.2.37.
1. Herrn Kustos Kocks mit der Bitte festzustellen, ob Sopher Nichtarier ist.
2. Vorlegen.“

### Brunnen von Wilhelm Kreis
Den Blickpunkt des Ehrenhofs bildet der runde Brunnen vor dem Museum Kunstpalast. Der Entwurf stammt von Wilhelm Kreis, er wurde ebenfalls zur GeSoLei gebaut. Er besteht aus Kunststein und hat einen einfachen Brunnenkopf mit einem Wasserstrahlbündel. Der Rand wurde 1957 bei einer Restaurierung erneuert.

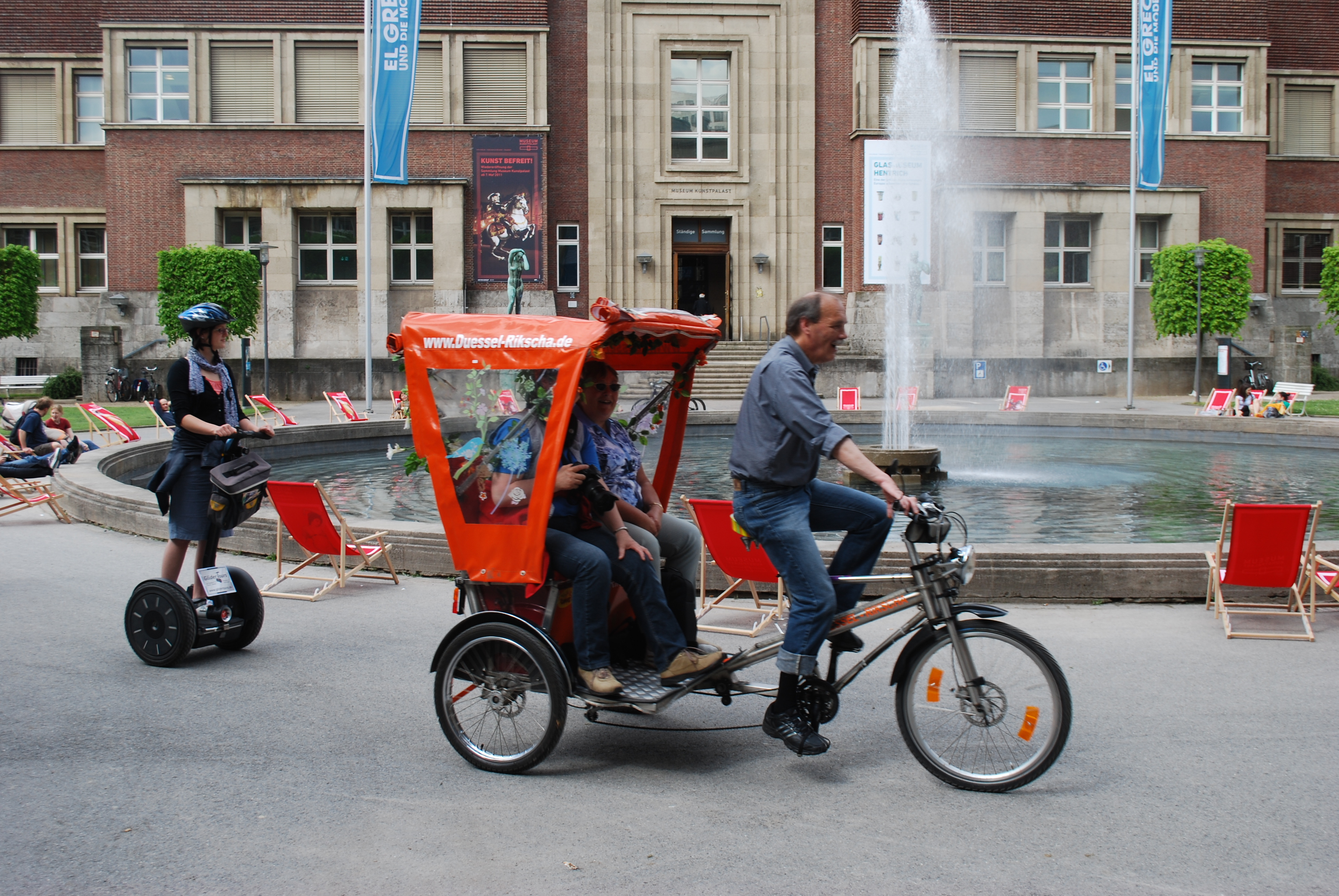
An schönen Sommertagen ist der Platz um den Brunnen ein belebter Ort
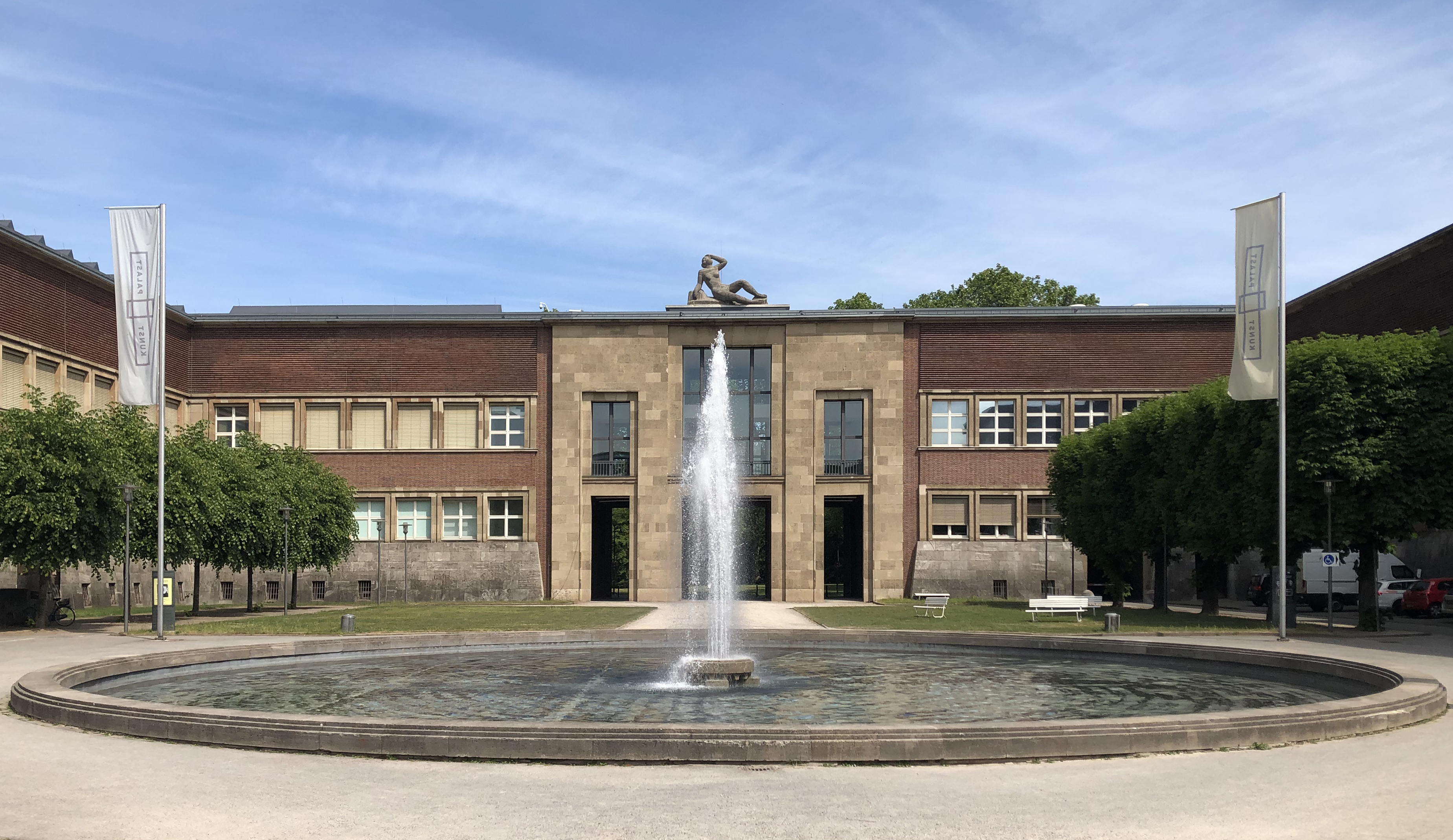
Brunnen Museum Kunstpalast (Mai 2020)

### Relief der „Drei Künste“ von Carl Moritz Schreiner

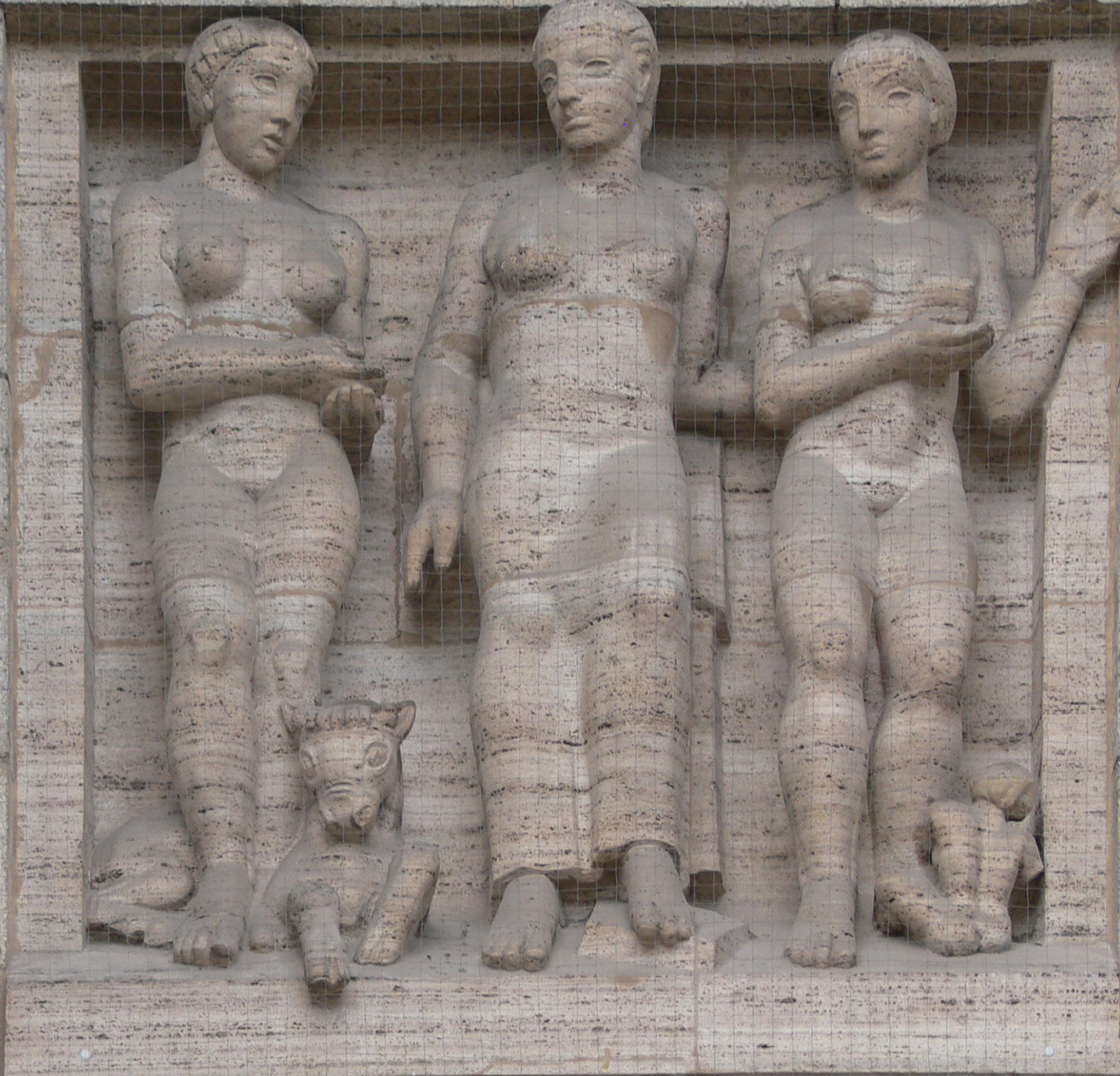
Relief Drei Künste über dem Eingang, Carl Moritz Schreiner

Das Sopraportarelief der Drei Künste über dem Osteingang lässt den ursprünglichen Verwendungszweck des Kunstpalastes erahnen. Die von Bildhauer Carl Moritz Schreiner erschaffenen drei Frauenabbildungen stehen als Sinnbild für Malerei, Architektur und Bildhauerei. Dies legt auch der lateinische Schriftzug oberhalb des Eingangs „ARTIBUS“ (‚Den Künsten‘) nahe. Von Schreiner stammen auch die Entwürfe der Zwei Bänke mit Katzen.

### „Zwei Bänke mit Katzen“ von Carl Moritz Schreiner
Links und rechts des östlichen Eingangs zum Museum Kunstpalast mit dem Robert-Schumann-Saal stehen zwei Bänke aus Travertin aus dem Jahr 1926. Die Armlehnen bilden jeweils zwei Statuen liegender Katzen. Der Entwurf stammt von Carl Moritz Schreiner.
Eine ganz ähnliche Bank, allerdings mit buckelnden Katzen und aus weißem Marmor, befindet sich hinter dem Düsseldorfer Schauspielhaus im Goltsteinparterre im Hofgarten. Sie stammt von Rudolf Bosselt und ist ein Überbleibsel der Gestaltung von Peter Behrens des „Architektonischen Gartens“ vor dem damaligen Kunstpalast, zur Gartenbauausstellung von 1904. Ursprünglich standen dort ebenfalls zwei Bänke, eine wurde 1940 entfernt, als man an ihrer Stelle das Immermann-Standbild im „Goltsteinparterre“ aufstellte.

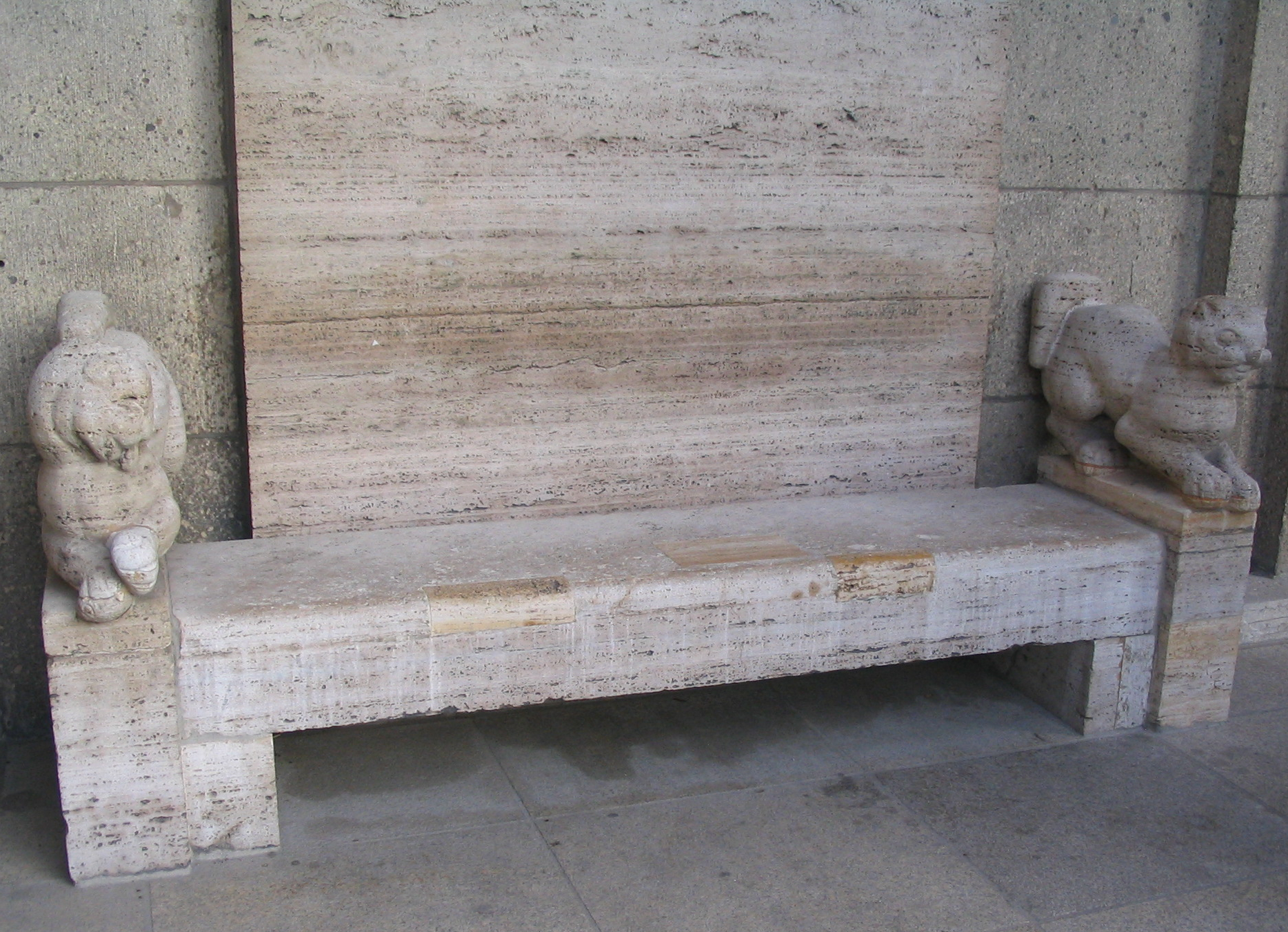
Linke Bank
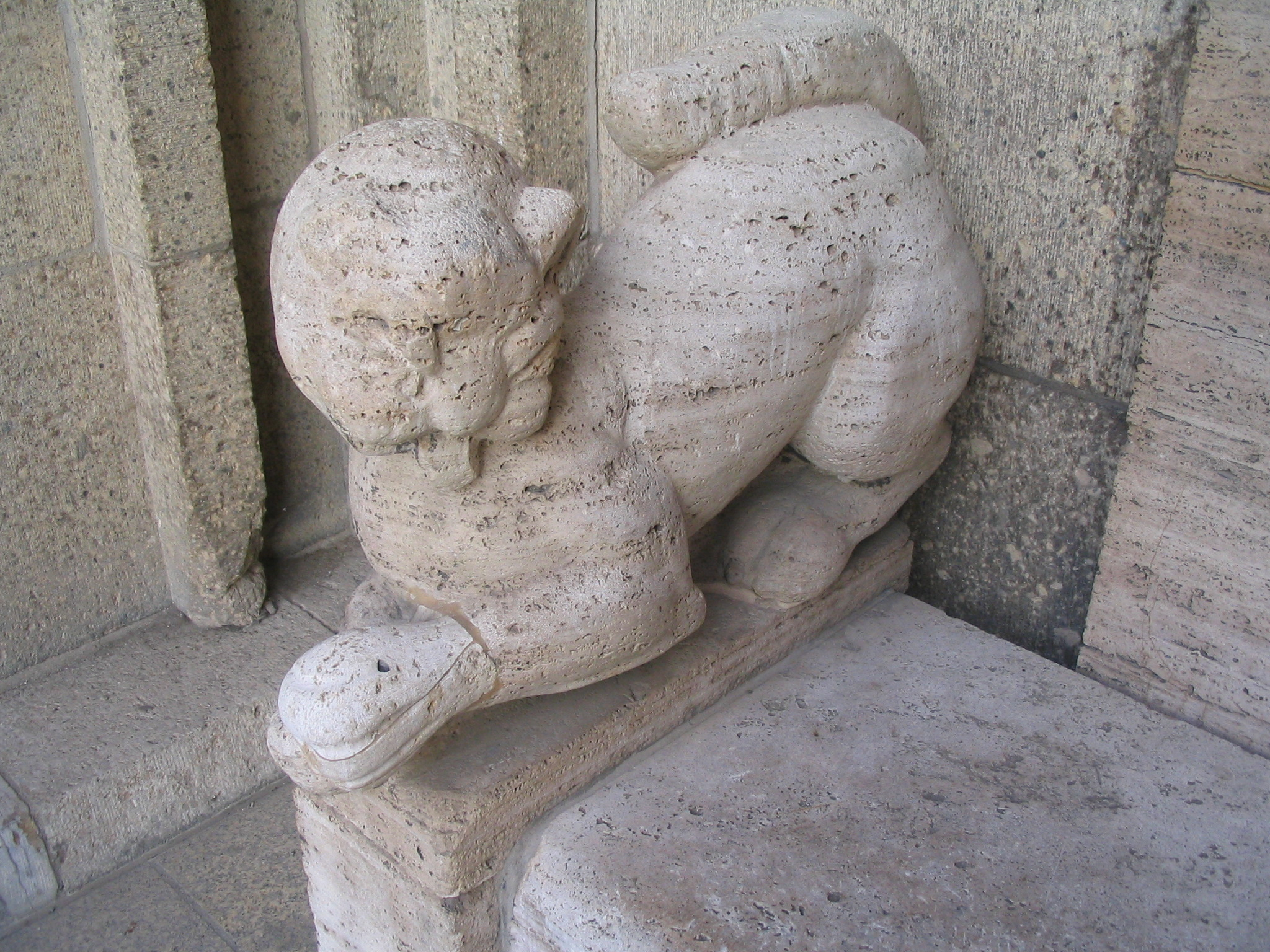
Linke Bank
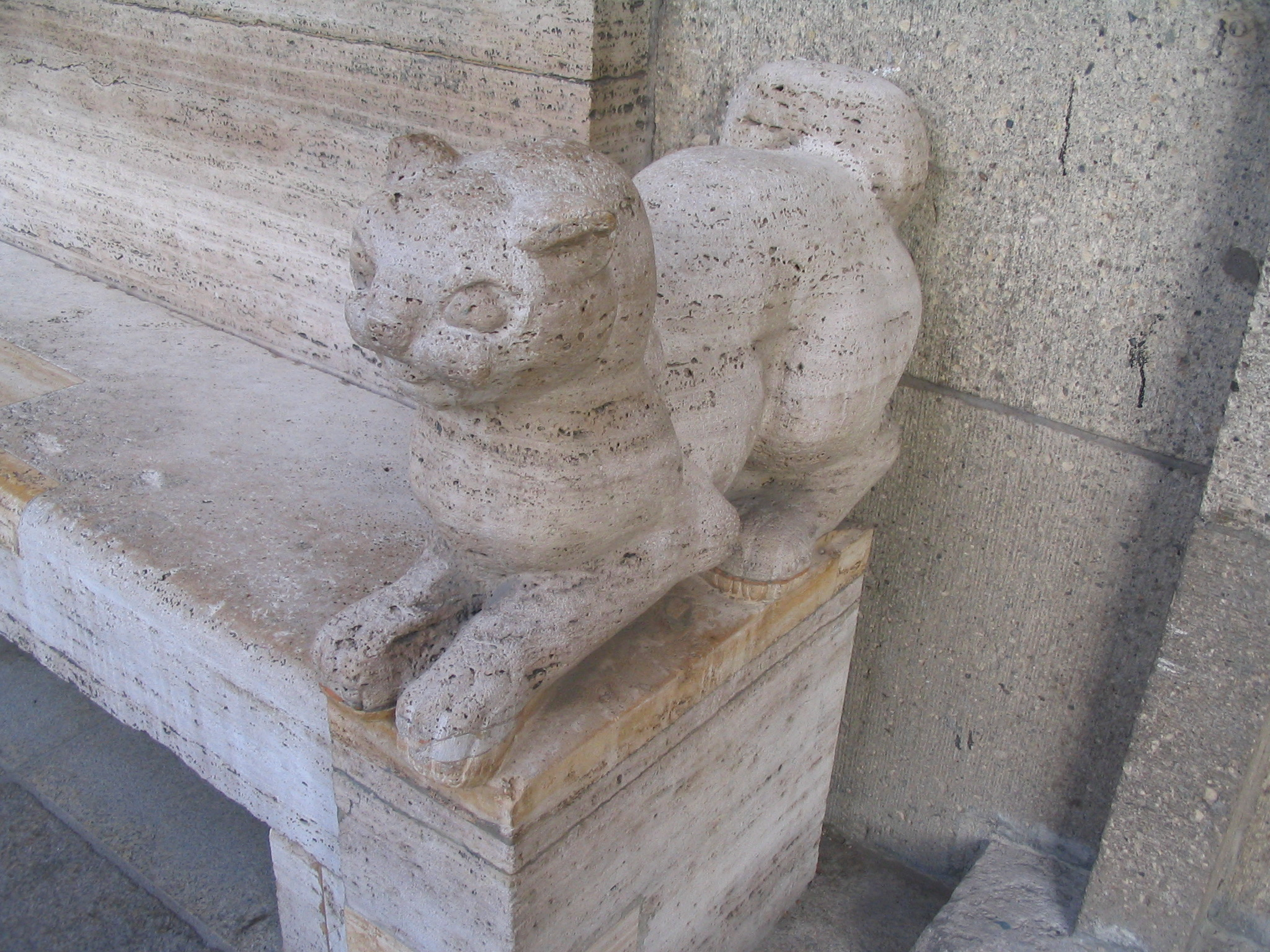
Linke Bank
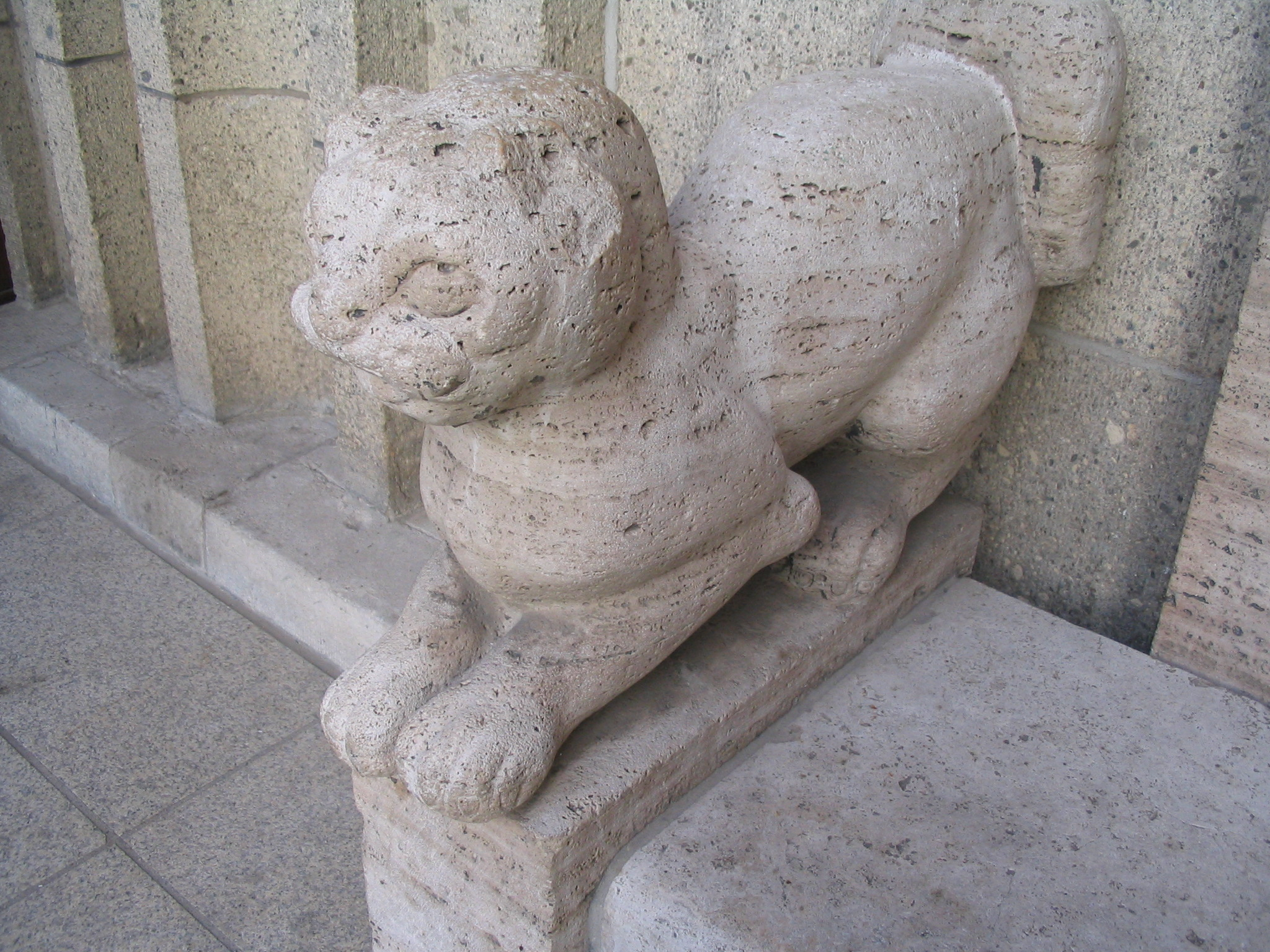
Rechte Bank
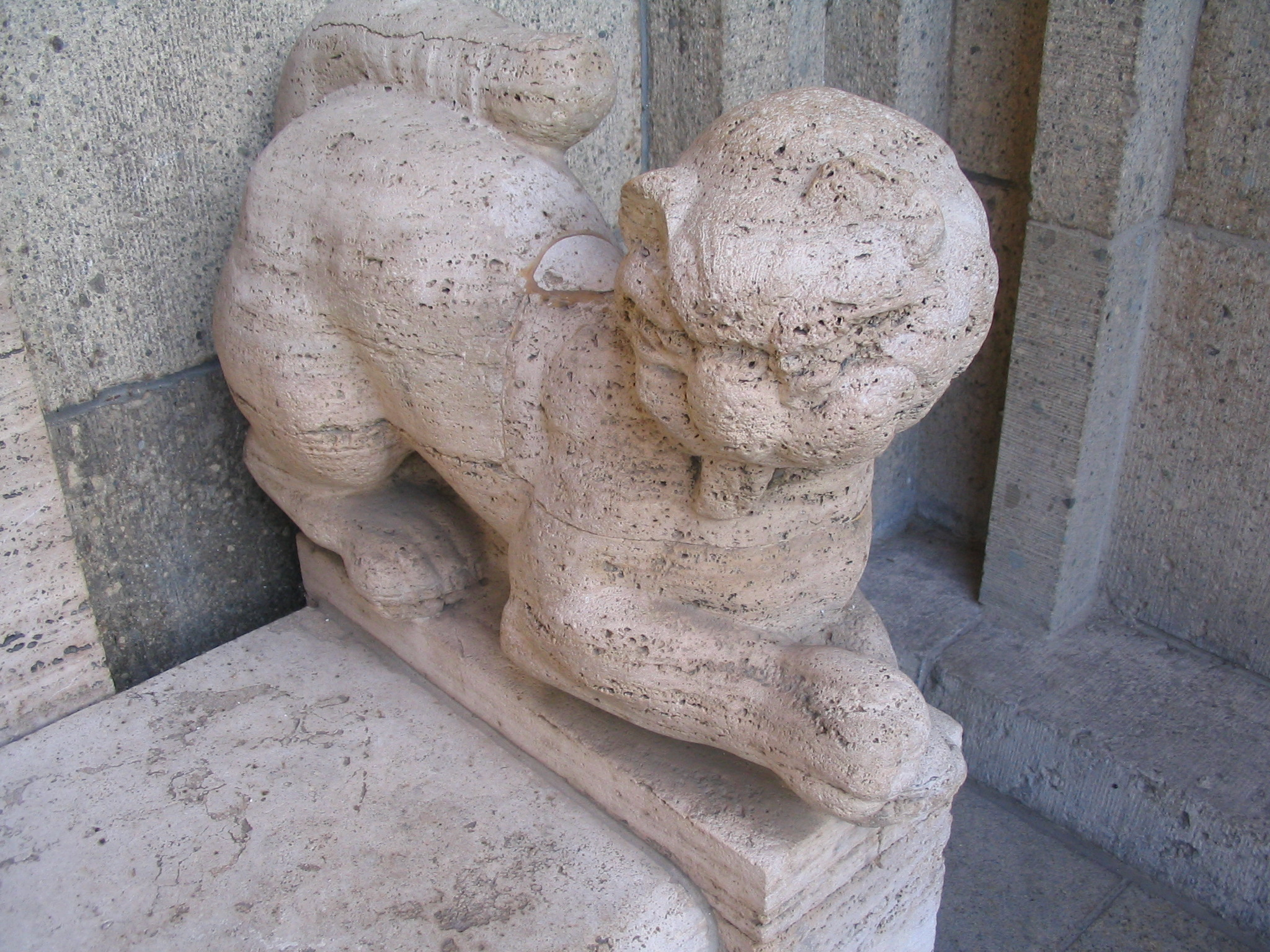
Rechte Bank

### Vier Schmuckvasen von Ernst Gottschalk und Willi Hoselmann
Die mit Sockel etwas über drei Meter hohen Schmuckvasen mit einem umlaufenden Relief am oberen Rand wurden ebenfalls bereits zur GeSoLei aufgestellt. Sie bilden die vier Eckpunkte der Garteneinfassung der Parkanlage vor dem damaligen Wirtschaftsmuseum.
Die beiden östlichen, an der Trennmauer zum Hofgarten hin gelegenen Vasen wurden von Ernst Gottschalk entworfen, von dem auch die beiden Frauengestalten stammen. Er schuf die Vase mit den Badenden Frauen südlich der Inselstraße sowie Rossbändiger (Männern mit Pferden) nahe der Tonhalle.
Die Vasen mit den Reliefs Martinszug und Lebensalter stammen von Willi Hoselmann, sie bilden auf der Seite zum Rhein hin jeweils den Abschluss der Terrassenmauer vor dem NRW-Forum.
Weitere Schmuckvasen dieses Typs, darunter die Radschlägervase von Hoselmann, krönen die Ufermauer im nahen Rheinpark Golzheim.

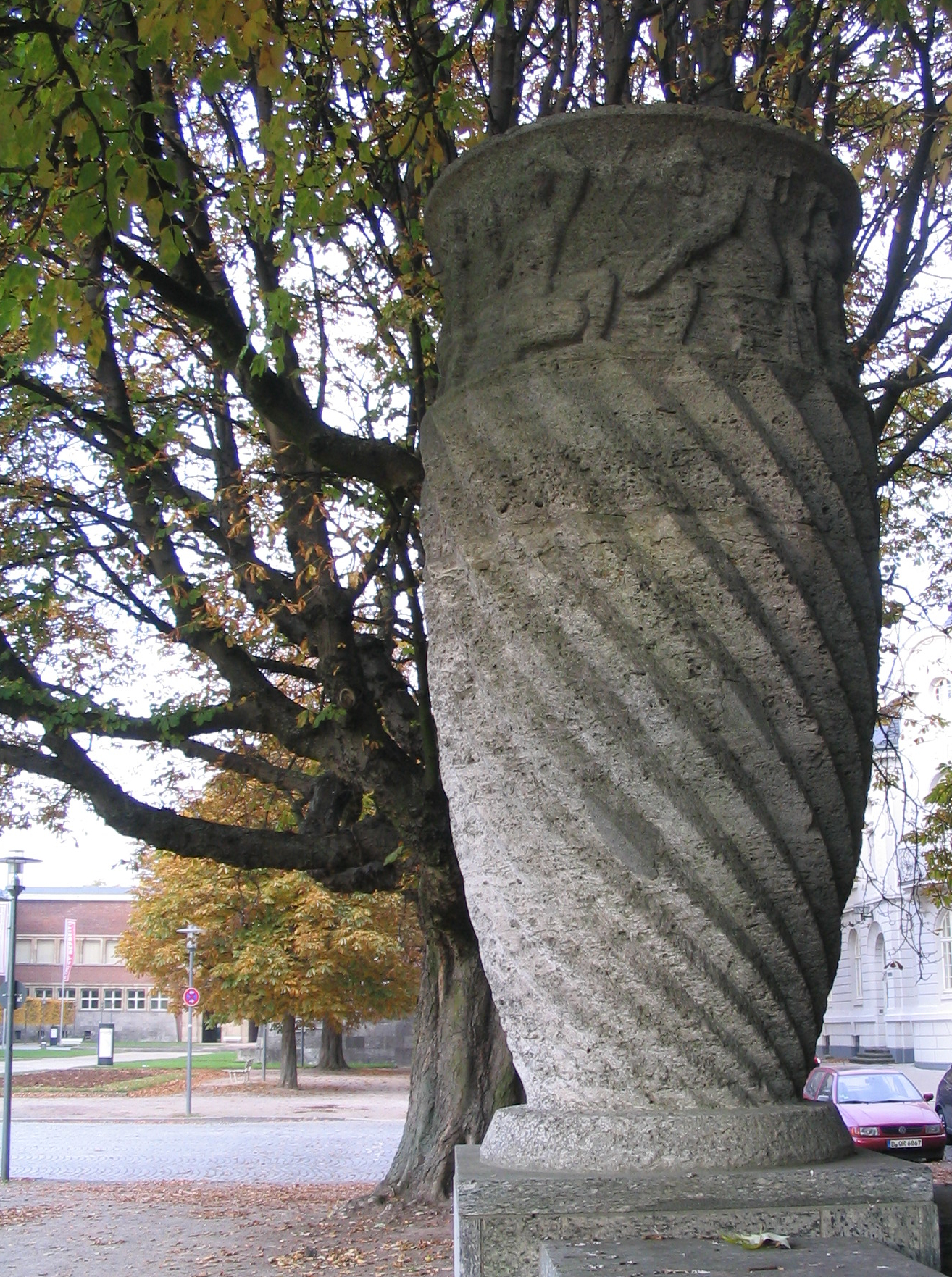
Badende Frauen, Ernst Gottschalk
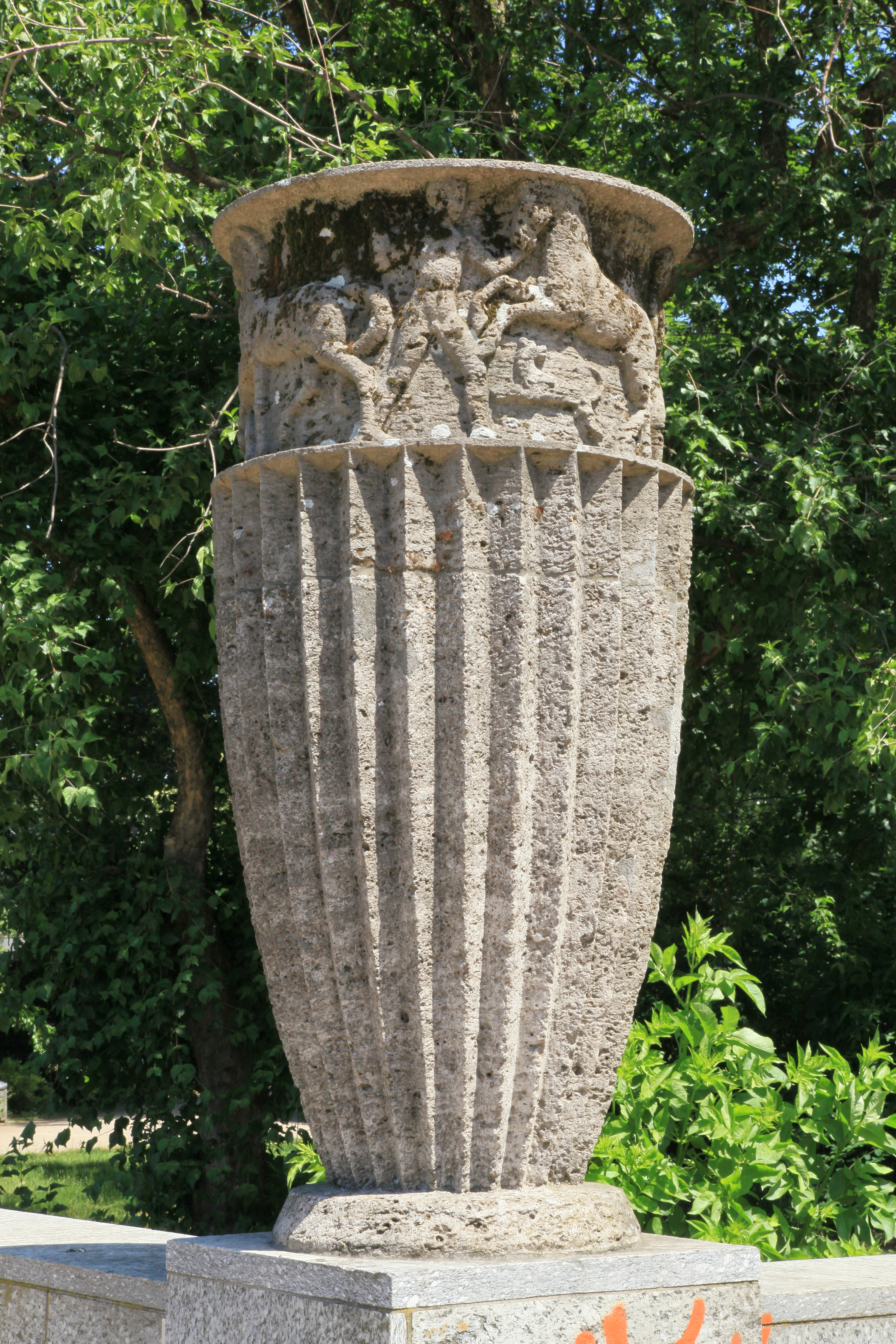
Rossbändiger, Ernst Gottschalk
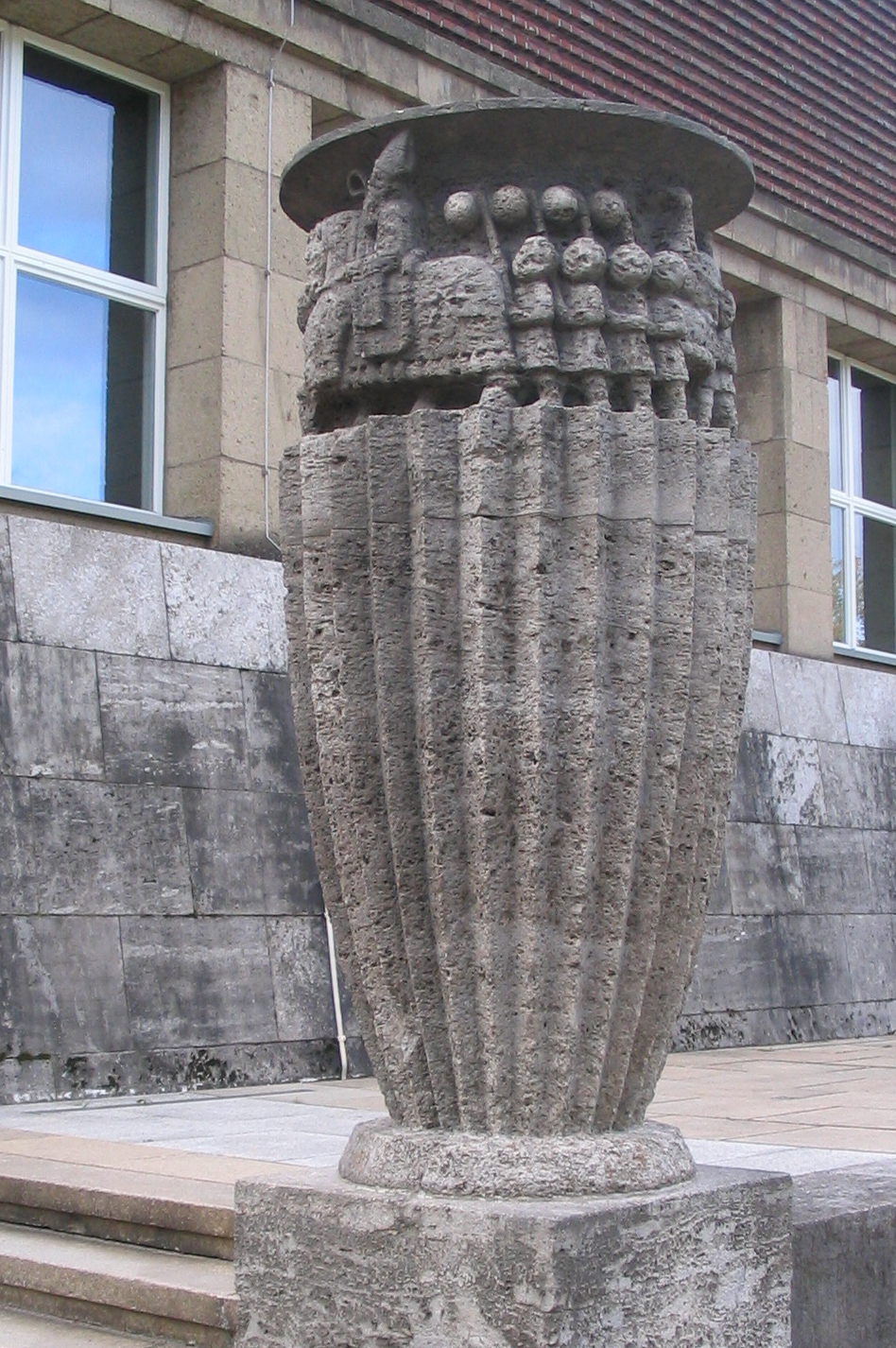
Martinszug, Willi Hoselmann
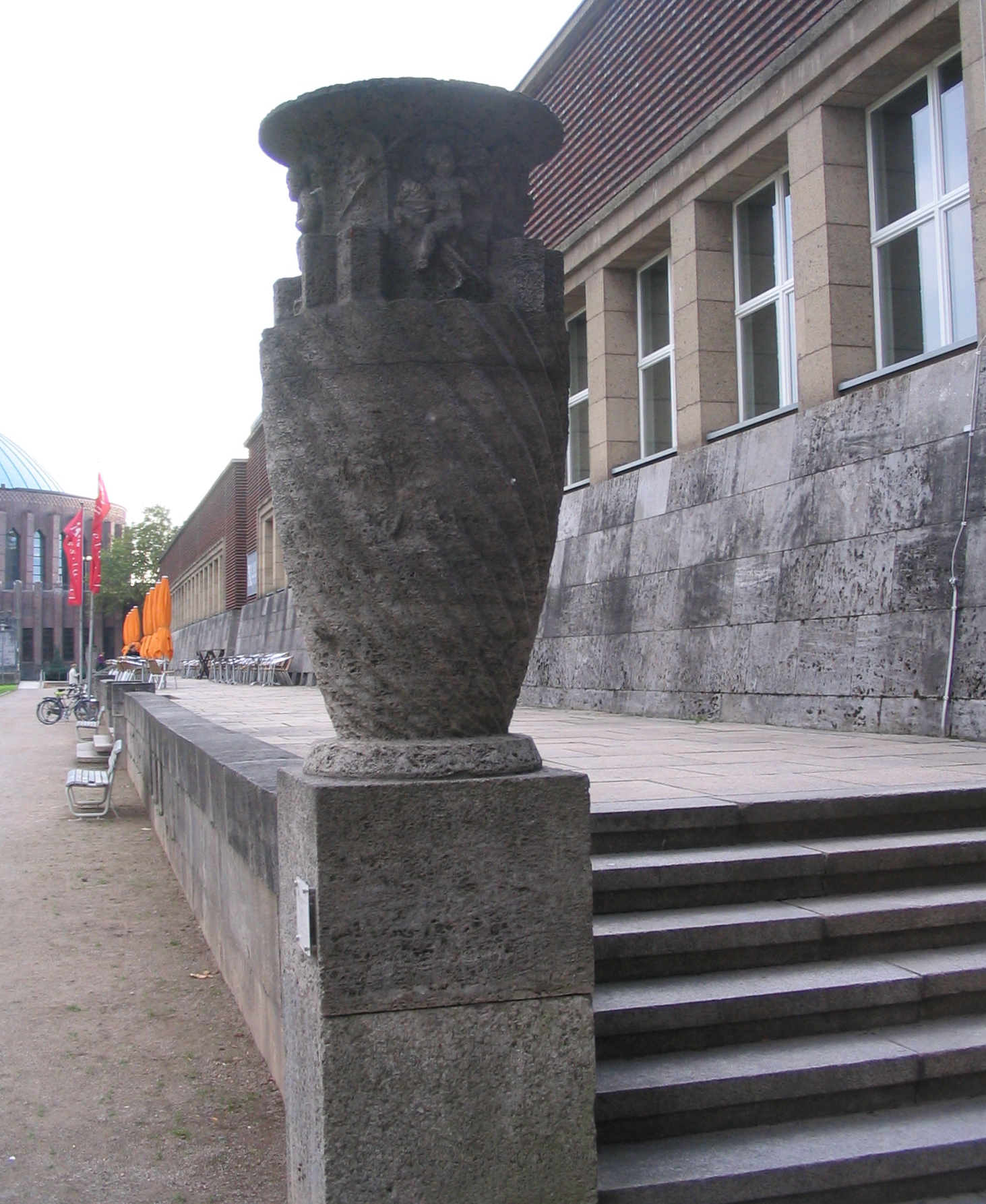
Lebensalter, Willi Hoselmann

### „Der aufstrebende Jüngling“ von Georg Kolbe

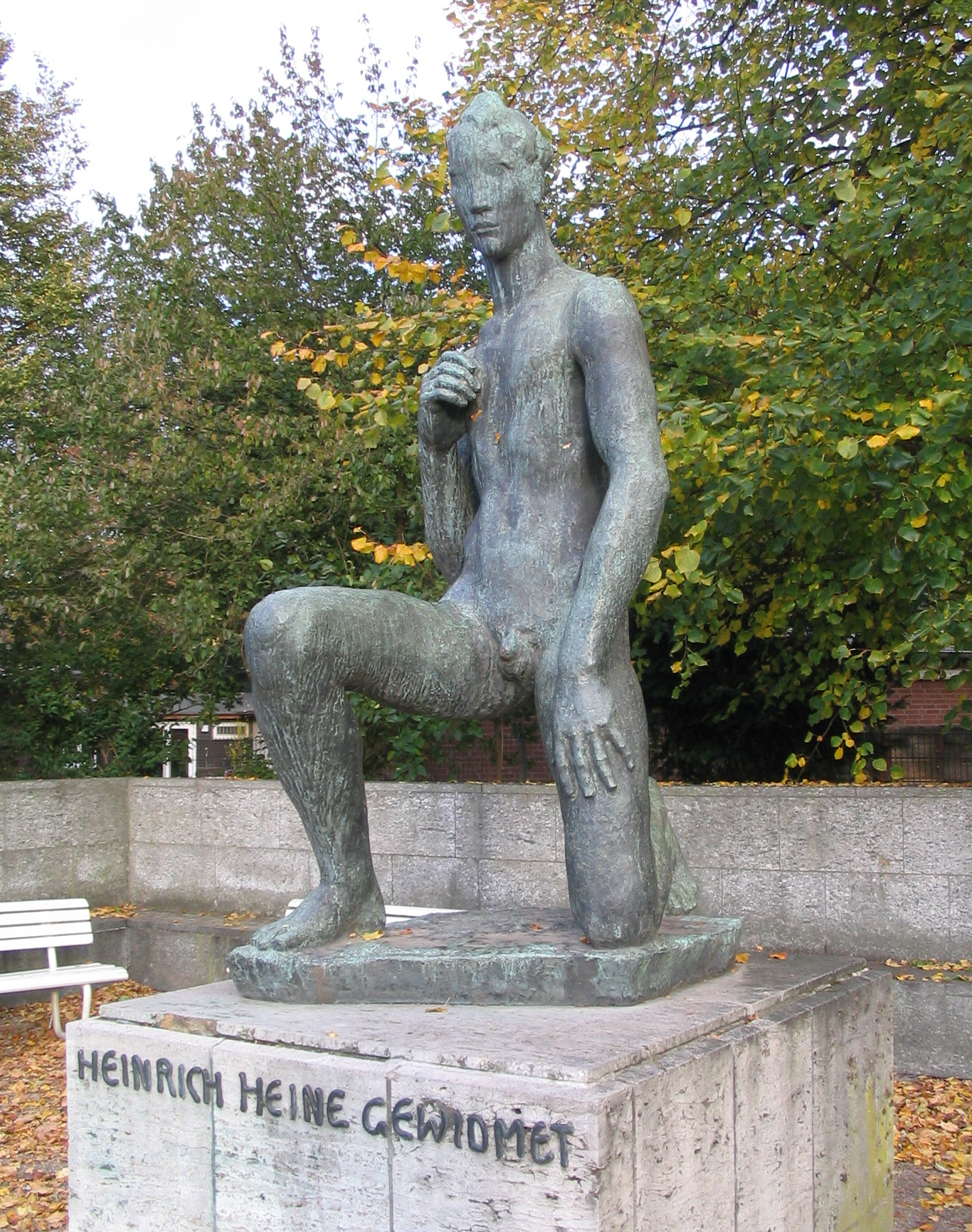
Der aufstrebende Jüngling, Georg Kolbe (Foto 2011)

1931 schrieb die Stadt Düsseldorf unter dem Aufruf „Für Heinrich Heine“ einen Wettbewerb zu einem den Bürgern schon lange versprochenen Heinrich-Heine-Denkmal aus, aufzustellen im Ehrenhof. Eine entsprechende Initiative hatte sich in den 1920er Jahren gebildet. Ausschüsse wurden gegründet, die mit national und international bekannten Persönlichkeiten aus Kultur, Wissenschaft und Politik besetzt waren und deutlich machten, dass ein Heine-Denkmal in seiner Geburtsstadt längst keine lokale Angelegenheit mehr war. An dem Wettbewerb nahmen fast alle infrage kommenden Düsseldorfer Künstler teil, vier auswärtige wurden zusätzlich aufgefordert. Dem Bewerber wurde für den Entwurf völlige Freiheit gelassen, „insbesondere braucht er nicht unter allen Umständen an eine Bildnisdarstellung denken, wohl aber muss er für gute architektonische Einfügung in die vorhandene Gesamtanlage Sorge tragen“. Vor Arno Breker und Johannes Knubel gewann der Berliner Georg Kolbe mit seinem Entwurf Der aufstrebende Jüngling, auch Aufsteigender Jüngling, Kniender Jüngling oder Aufbruch genannt. Nach zwei Jahren intensiver Arbeit an dem doppelt mannshohen Denkmal änderten sich die politischen Verhältnisse durch den aufkommenden Nationalsozialismus dann allerdings so sehr, dass ein Denkmal zu Ehren des Juden Heine nicht mehr denkbar war. Der bereits zweite, sehr späte Versuch für ein Düsseldorfer Heine-Denkmal scheiterte damit ebenfalls für lange Zeit. Nach Kolbe soll sein Werk ein „bildhauerisches Gleichnis des jungen Heine sein. Aus dem Sinnen zum Ansprung gespannt, zur Aktion bereit. Also eine Verehrung des lyrischen und revolutionären Geistes.“
Man platzierte den knienden aufstrebenden Jüngling im Vestibül des Hetjens-Museums, das sich damals noch im Ehrenhof befand. Von dort kam er nach dem Krieg ins Kunstmuseum, 1949 endlich auf einem neu geschlagenen Sockel aus Muschelkalk an die dafür vorgesehene Stelle auf der östlichen Seite des Ehrenhofs, immer noch ohne den Hinweis auf Heine.
1953 entstand stattdessen eine Heine-Gedenkstätte im Hofgarten. 1981 schuf Bert Gerresheim das Heine-Monument am Rand der Parkanlage Schwanenmarkt. Seit 2002 weist eine erklärende Plakette, heute eine auffällige Inschrift „Heinrich Heine gewidmet“, auf den Zusammenhang vom aufstrebenden Jüngling zu Heine hin.
Eine 1979 gegründete Heinrich-Heine-Denkmal-Gesellschaft setzte sich dafür ein, nun auch Brekers Entwurf ausführen zu lassen. Er fertigte daraufhin 1980 das Modell, es zeigt einen hockenden Jüngling mit einem Buch. In Paris wurde es auf 1,60 Meter vergrößert und in Bronze gegossen. Wegen der Verstrickung Brekers mit dem Nationalsozialismus lehnte der Kulturausschuss die Aufstellung des Denkmals für den jüdischen Schriftsteller ab, stimmte aber einer Schenkung an die Stadt Norderney zu. Auch diesmal gab es vor der 1983 erfolgte Aufstellung vor dem Kurtheater überregional große Proteste.
Das gespaltene Verhältnis Düsseldorfs zur Ehrung Heines war auch im Zusammenhang mit den Querelen um die Heine-Denkmäler immer wieder Mittelpunkt öffentlicher Diskussion. Ein weiteres Werk Kolbes, Der stehende Jüngling, befindet sich wenige hundert Meter nördlich in der Kaiserswerther Straße 137 vor dem Drahthaus.

### „Ohne Titel“ von Ernst Hesse

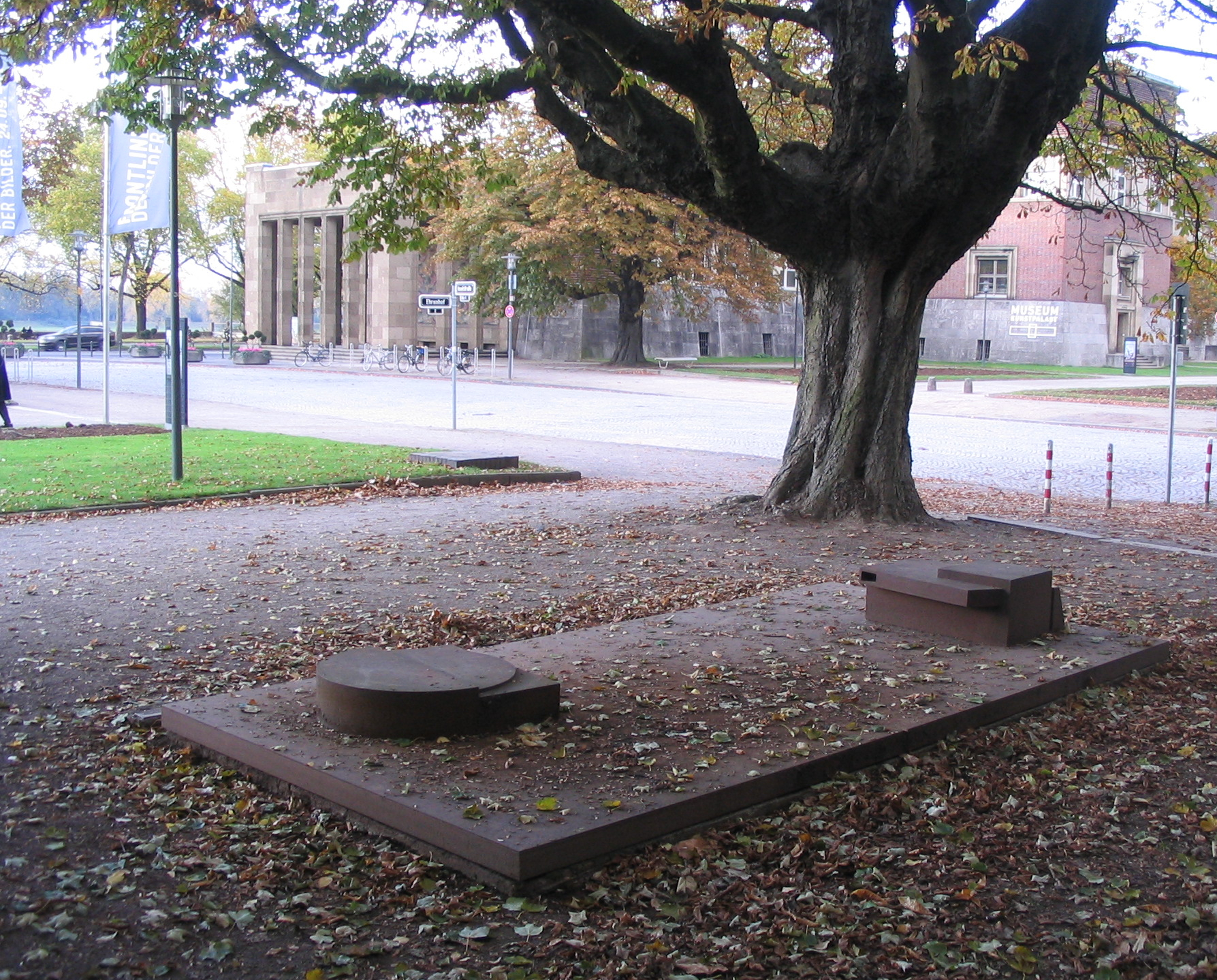
„Ohne Titel“, Ernst Hesse

Die etwas unauffällige, flache Eisenskulptur auf der Ostseite des Ehrenhofs, Inselstraße, schuf Ernst Hesse. Das 2,50 Meter lange und 5 Meter breite Kunstwerk stammt aus der Ausstellung „Skulptur D-88“ (1988). 1992 wurde es von der Stadt erworben. Es trägt als Inschrift einen Satz Michael Gorbatschows: „Es gibt nichts mehr, wohin es sich zurückziehen läßt“.

## Ab 2000

### „Nashorn“ von Johannes Brus

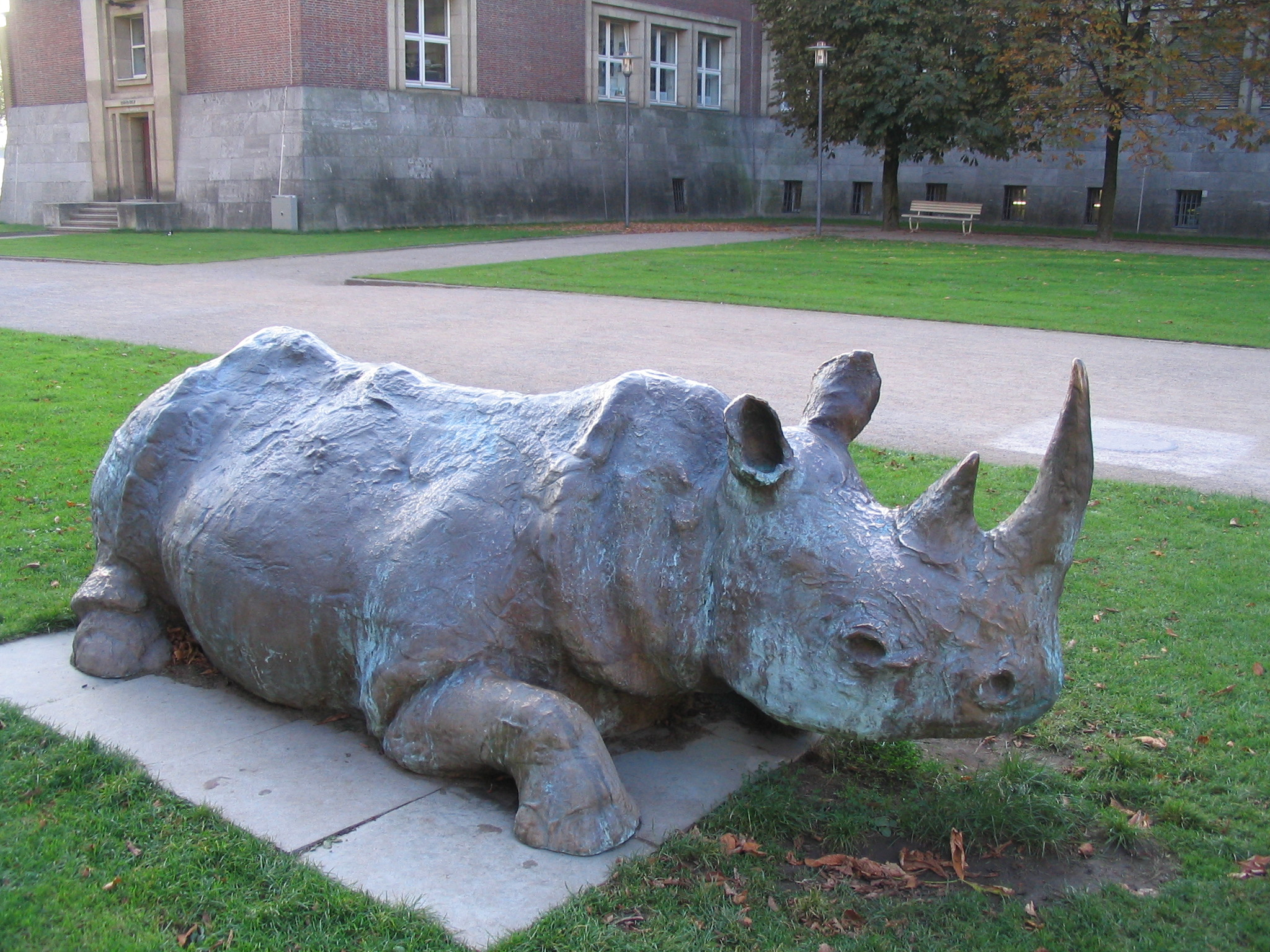
Nashorn, Johannes Brus (Foto 2011)
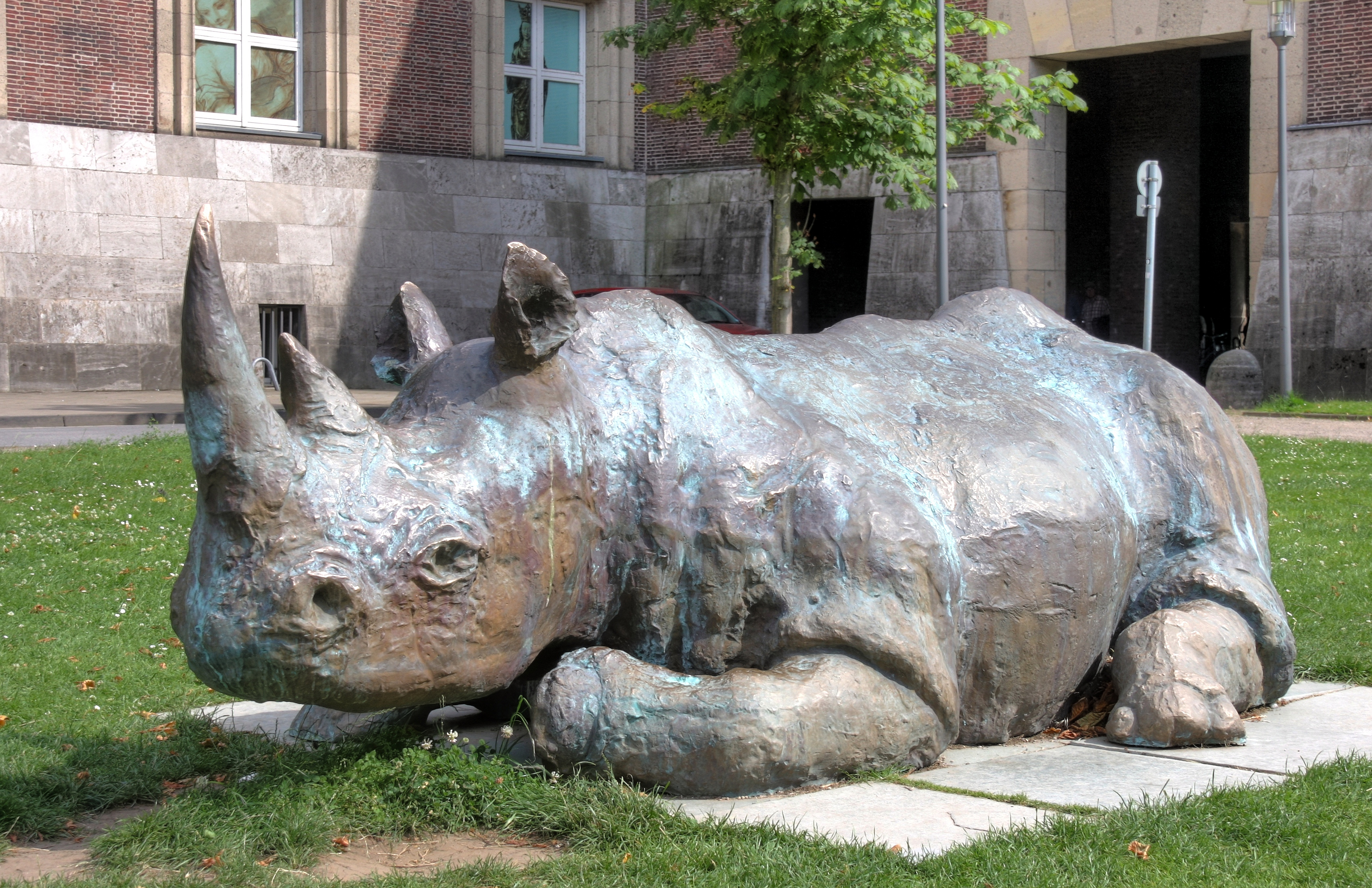
Nashorn, Johannes Bruns, Museum Kunstpalast erworben 2012

Fußgänger, die aus südlicher Richtung kommend auf der Mittelachse des Ehrenhofs in Richtung Springbrunnen gehen, finden rechts eine im Gras liegende lebensgroße Bronzeskulptur eines Nashorn. Diese 2002 von Johannes Brus geschaffene Skulptur konnte seit 2009 als Leihgabe einer Düsseldorfer Galerie an diesem öffentlichen Ort präsentiert werden. 2012 wurde das Nashorn für die Sammlung des Kunstpalastes erworben. Das Kunstwerk trug zur Namensfindung der 2019 ins Leben gerufenen Kinderwebseite des Kunstpalastes bei, sie lädt in den Rhinopalast ein.

### „Ellipse“ von Katharina Grosse

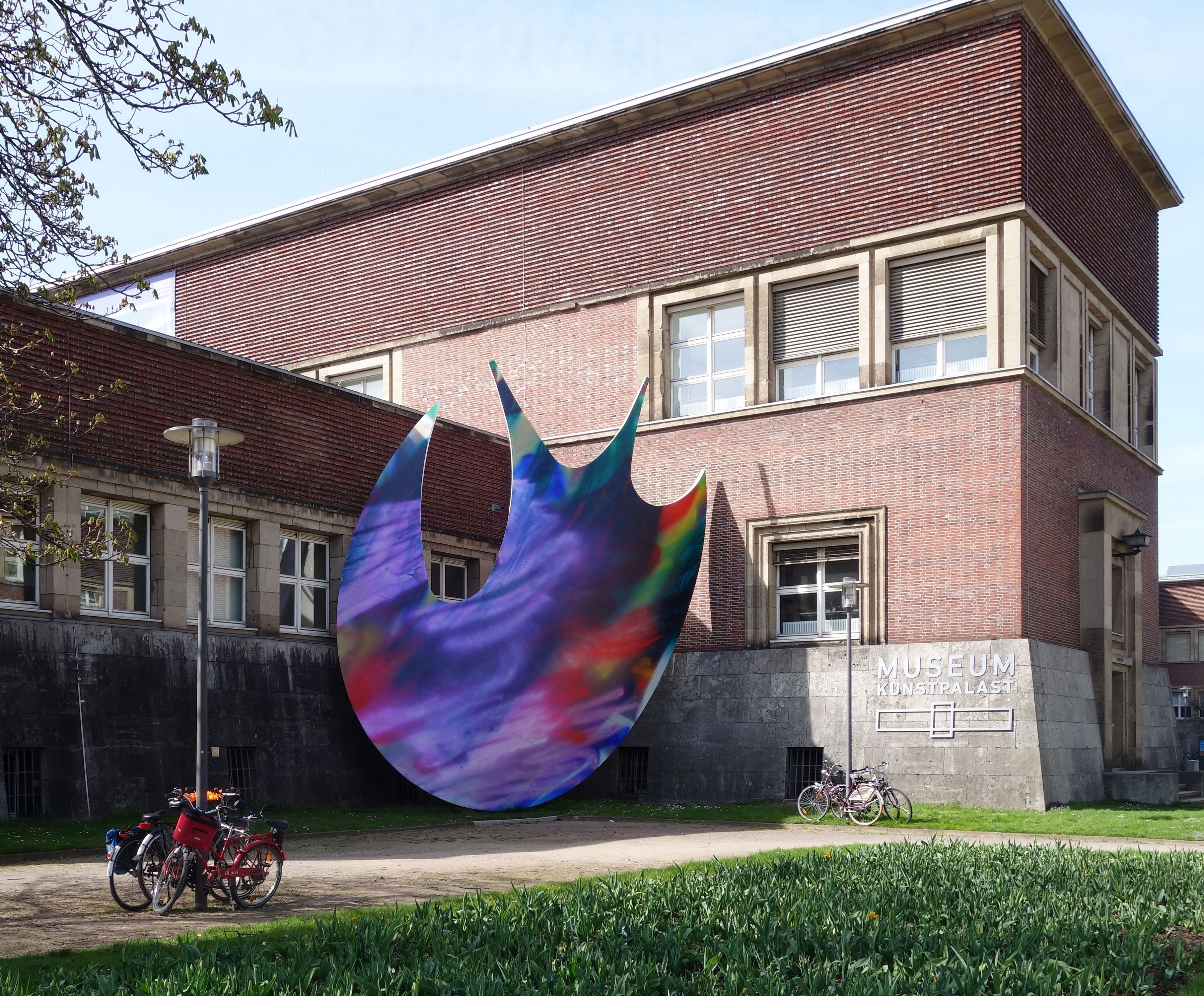
Ellipse, Katharina Grosse (2009)

Die Ellipse von Katharina Grosse, Professorin an der Düsseldorfer Kunstakademie entstand 2009. Aus Anlass der Ausstellung Katharina Grosse. Inside the Speaker, die am 28. September 2014 im Museum Kunstpalast eröffnet wurde, wurde sie von Sponsoren zur dauerhaften Ausstellung im Ehrenhof erworben. Das an ein aufgeköpftes Ei erinnernde Kunstwerk besteht aus glasfaserverstärktem Kunststoff (GfK). Die gegenüber den übrigen, in Größe und Farbigkeit eher zurückhaltenden Kunstwerken sehr auffallende, elf Meter hohe Ellipse steht, wie angelehnt, vor dem Querriegel des Sammlungsflügels des Museums. 2008 befand sich anlässlich der Quadriennale zeitweilig bereits ein ähnliches Objekt der Künstlerin an der Düsseldorfer Johanneskirche.

### „Beulenmann auf Baumstamm“ von Paloma Varga Weisz

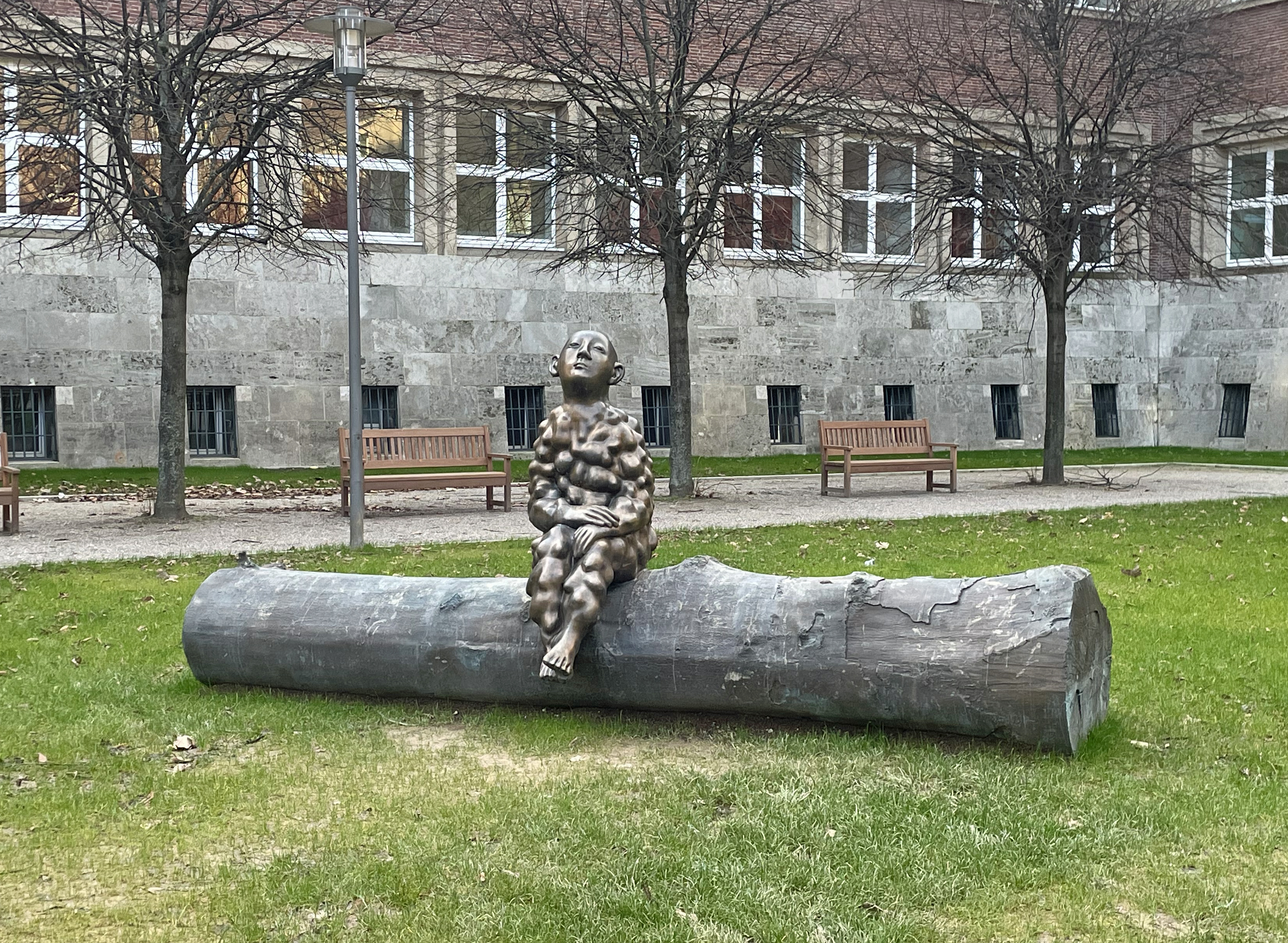
Beulenmann auf Baumstamm, 2024

Beulenmann auf Baumstamm von Paloma Varga Weisz (2020). Aufgestellte Kunstfigur aus Bronze sitzend auf Baumstamm, erstellt in der Kunstgießerei Kayser. Stand bis November 2023 im Malkastenpark, seit Wiedereröffnung des Kunstpalastes im Ehrenhof.

## Graffiti

### Graffiti von Harald Naegeli

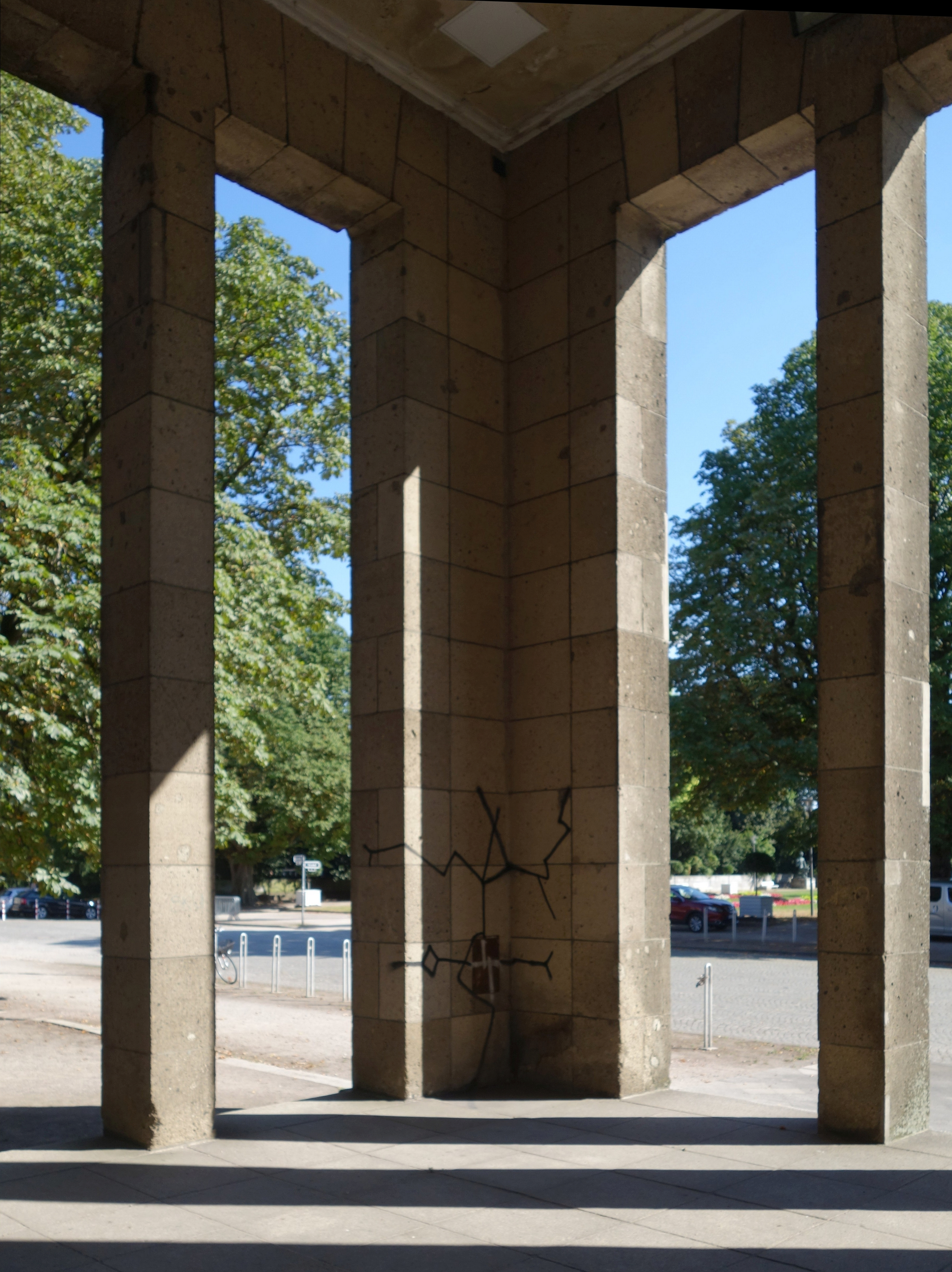
Zwei Naegeli-Graffiti
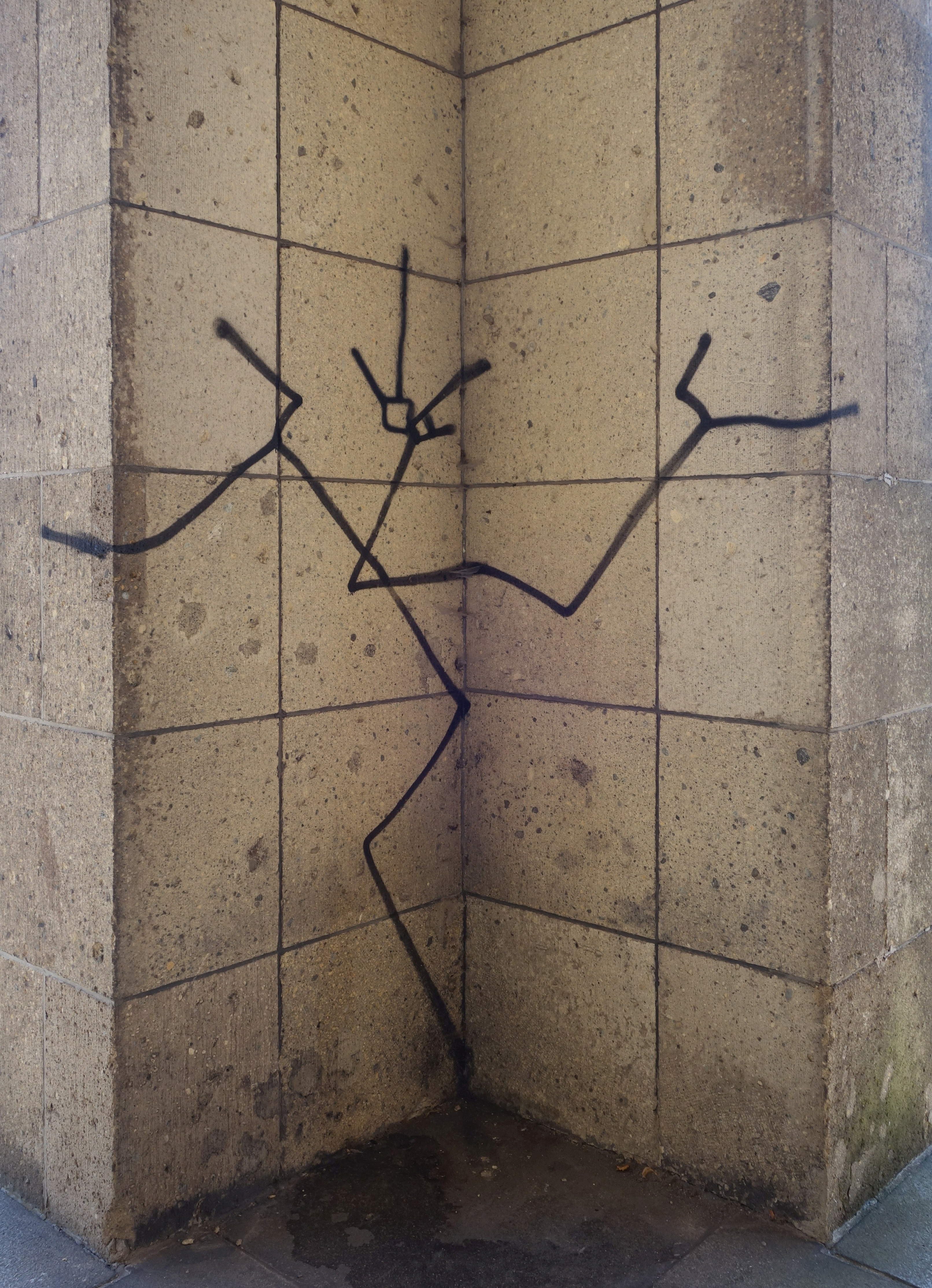
Im Ecktempel des Ehrenhof-Ensembles

Im Bereich des Ehrenhof-Ensembles sind noch einige Graffiti des „Sprayers von Zürich“, Harald Naegeli (* 4. Dezember 1939), erhalten. In Zürich sprühte Naegeli „aus Protest gegen das monotone Stadtbild“ auf öffentlichen wie auch auf privaten Wänden seine schwarzen Strichfiguren. Er wurde dort wegen wiederholter Sachbeschädigung mit einer hohen Geldstrafe und neun Monaten Haft bestraft. Nach sechs Monaten wurde er aus der Strafanstalt entlassen und zog nach Düsseldorf, wo er weiter sprühte. Nach einem Aufenthalt in Köln zog Naegeli endgültig ins „Asyl“ zum Düsseldorfer Kunsthändler Hubert Maessen, der ihn mit Joseph Beuys bekannt gemacht hatte.
Im Düsseldorfer Stadtmuseum fand vom 26. August 2016 bis Ende 1. Januar 2017 eine Ausstellung mit Fotos von Werken aus allen Schaffensphasen des Künstlers statt. Ein größerer Block der 2017 auch in der Galerie Galerie Art Unit Düsseldorf gezeigten Fotoarbeiten von Wolfgang Spiller zeigte erhaltene sowie inzwischen beseitigte Graffiti in und um den Ehrenhof.

### Bananen von Thomas Baumgärtel

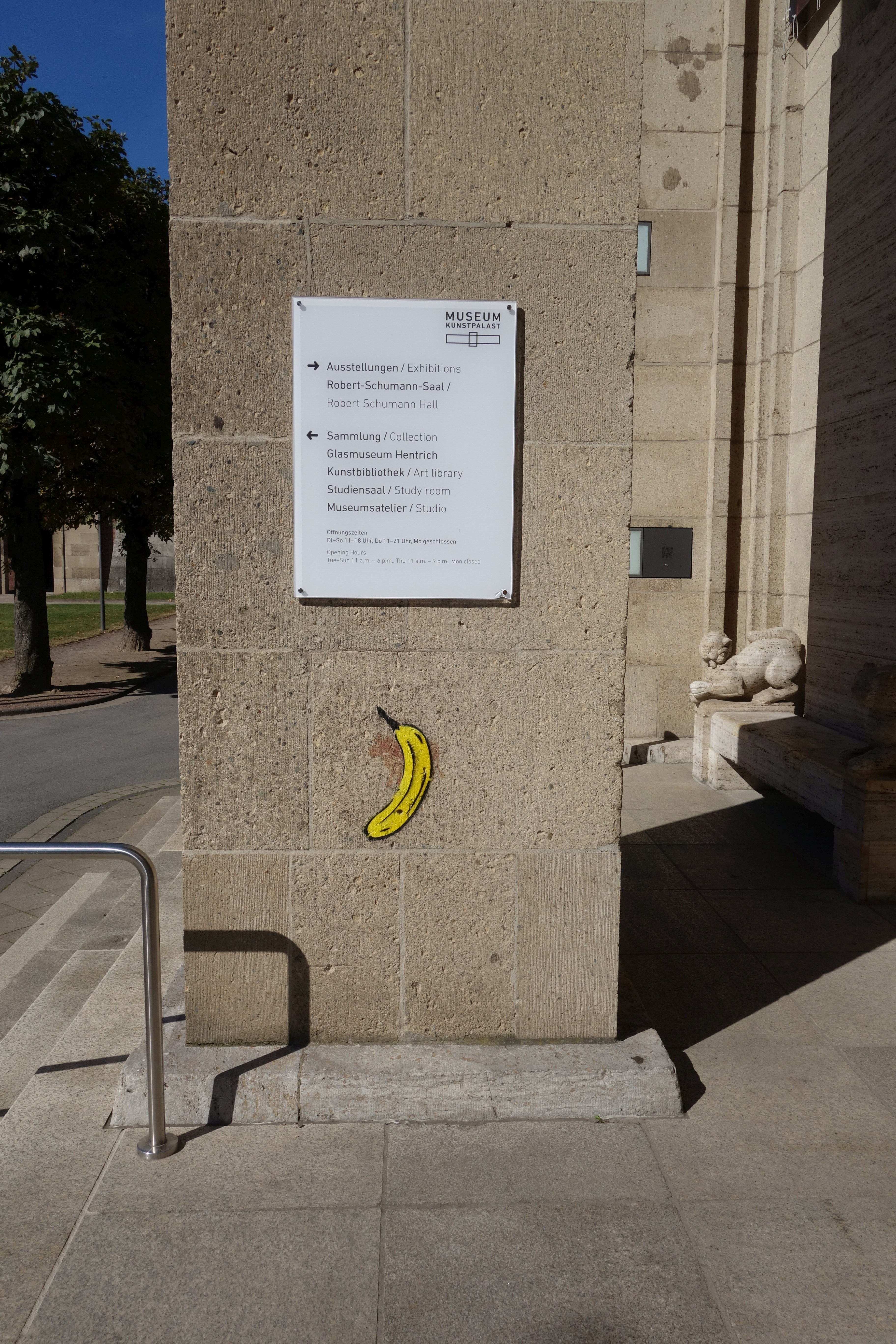
Baumgärtel-Banane am Museumseingang
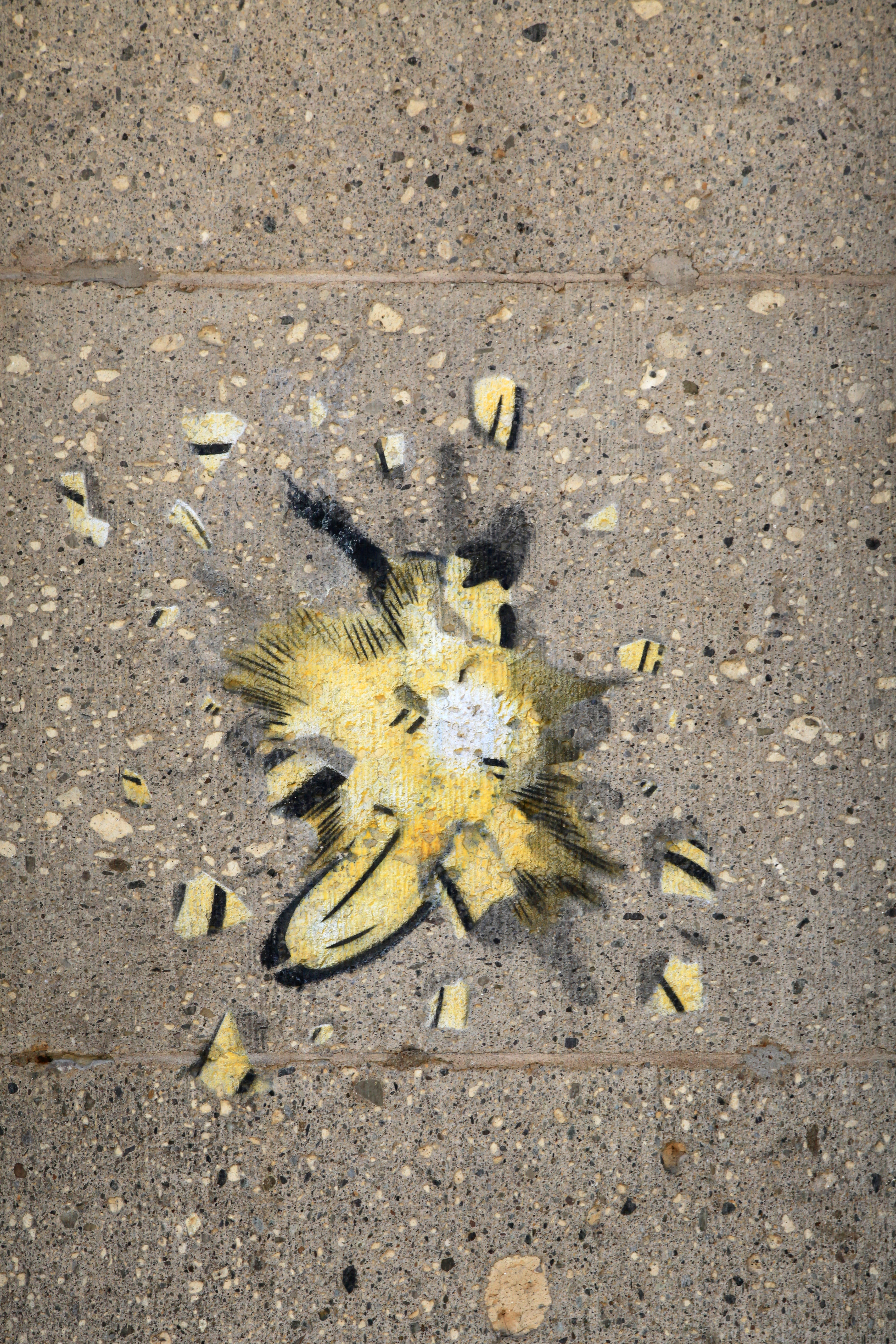
Explodierende Banane

Auch der als „Bananensprayer“ bekannt gewordene Thomas Baumgärtel hat sein Markenzeichen hinterlassen. Eine noch sehr frische Banane befand sich im August 2016 im Eingangsbereich des Museum Kunstpalast, eine bereits etwas verwitterte auf der Außenmauer des Kunstpalastes, Brüderstraße Ecke Joseph-Beuys-Ufer. Weitere seiner Spraybananen finden sich an den Eingängen von etwa 4000 Kunstmuseen und Galerien sowohl in deutschen wie auch internationalen Städten.

## Herausragende Ereignisse im Ehrenhof

### Skulpturen aus nackten Menschen, 2006 (Spencer Tunick)
Am 6. August 2006 erstellte der amerikanische Fotograf Spencer Tunick im Ehrenhof Skulpturen aus insgesamt 850 nackten Menschen. Bewusst als Hintergrund eines Teils seiner Aufnahmen nahm er die Aurora, die liegende Nackte. Die 1920 entstandene Skulptur auf dem nördlichen Durchgang des Ehrenhofs stammt von Arno Breker, einem der Lieblingsarchitekten Adolf Hitlers. Tunick ließ später erklären, er habe die Skulptur einbezogen, um Brekers Kunst mit der Gegenwart zu versöhnen und einen Schritt weiter zu gehen. Indem sie Teil eines neuen Werkes wurde, sollte der biographische Hintergrund seines Schöpfers weiter zurücktreten. Das Hauptfoto, eine Pyramide nackter Menschen, erinnerte viele Betrachter jedoch an die Aufnahmen der Leichenberge in den Konzentrationslagern. Tunick erklärte dazu, dass er dies nicht beabsichtigt hatte.

### Hundertjahrfeier zum Bestehen des Museums, 2013

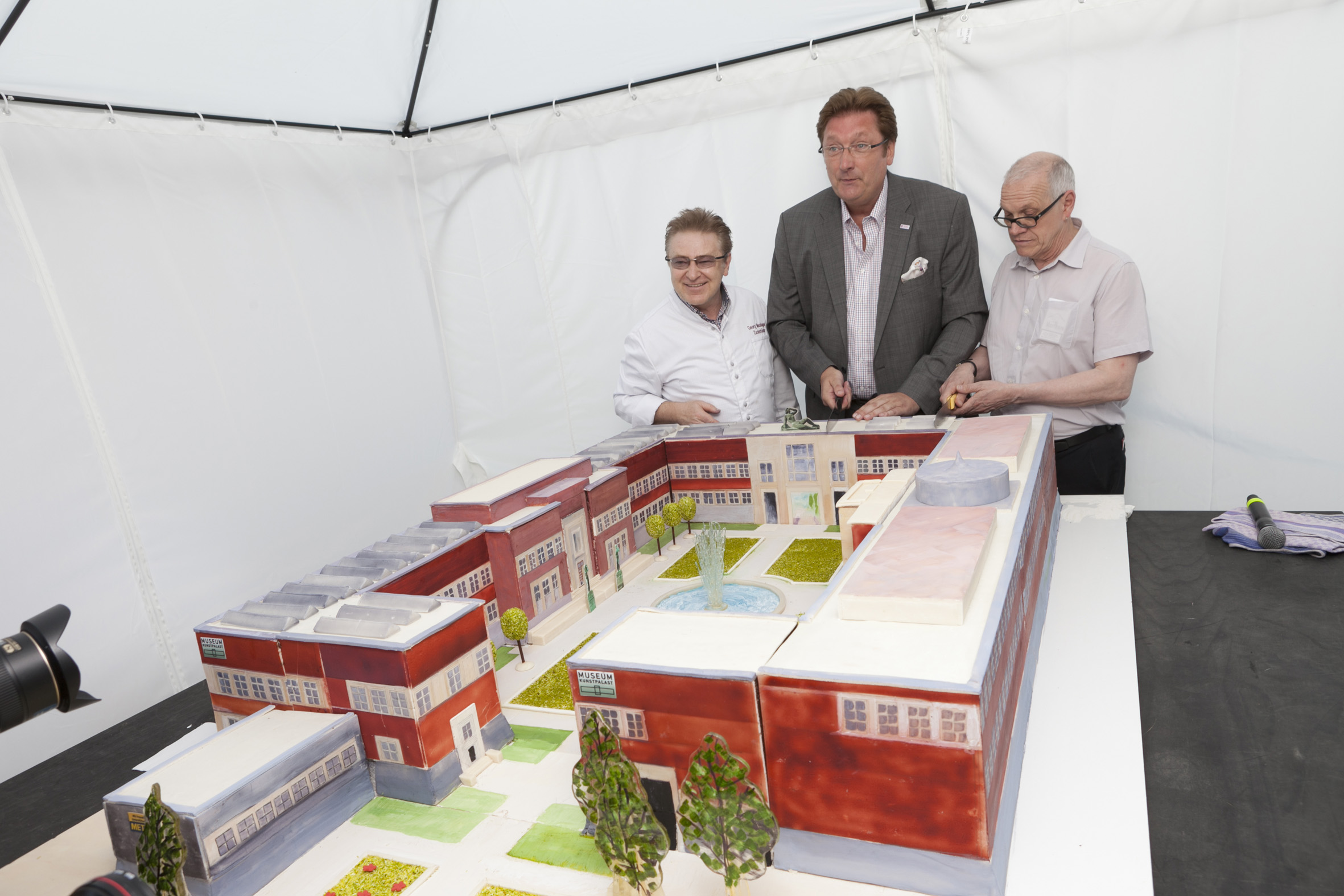
Anlässlich des hundertjährigen Bestehens des Museums schnitten Oberbürgermeister Dirk Elbers, Generaldirektor Beat Wismer und Patissier Georg Maushagen eine Torte in Form des Museums an.

Am 6. Juli 2013 fand im Ehrenhof ein großes Sommerfest anlässlich des hundertjährigen Bestehen des Museums statt. Eine Publikation erschien anlässlich dieser Begebenheit: Museum Kunstpalast. Eine Düsseldorfer Museumsgeschichte. Düsseldorf 2013.

### Quadriennale Düsseldorf 2014

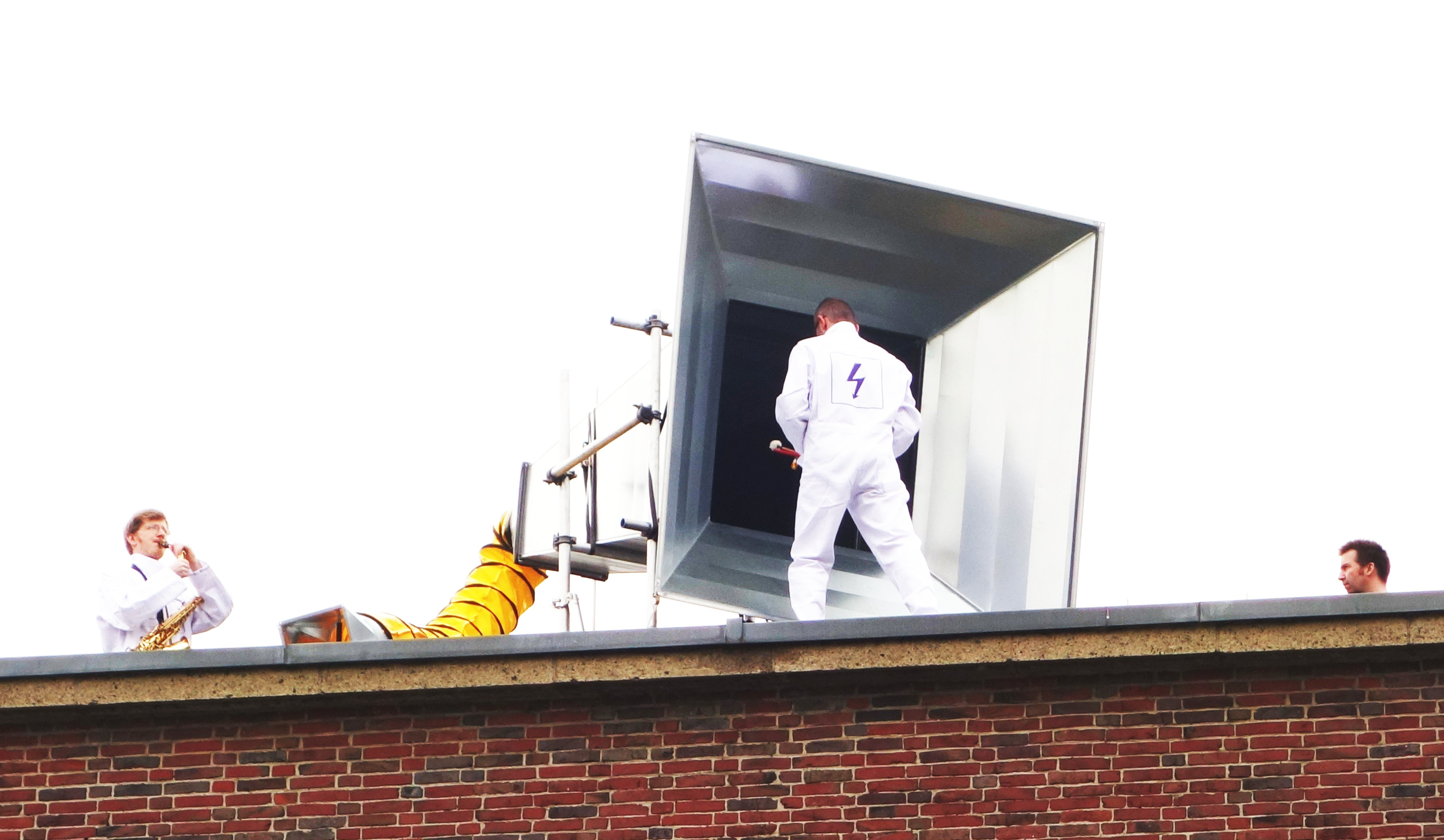
Fanfara Futurista. Quadrophon, Trommler und Saxophonist auf dem NRW-Forum
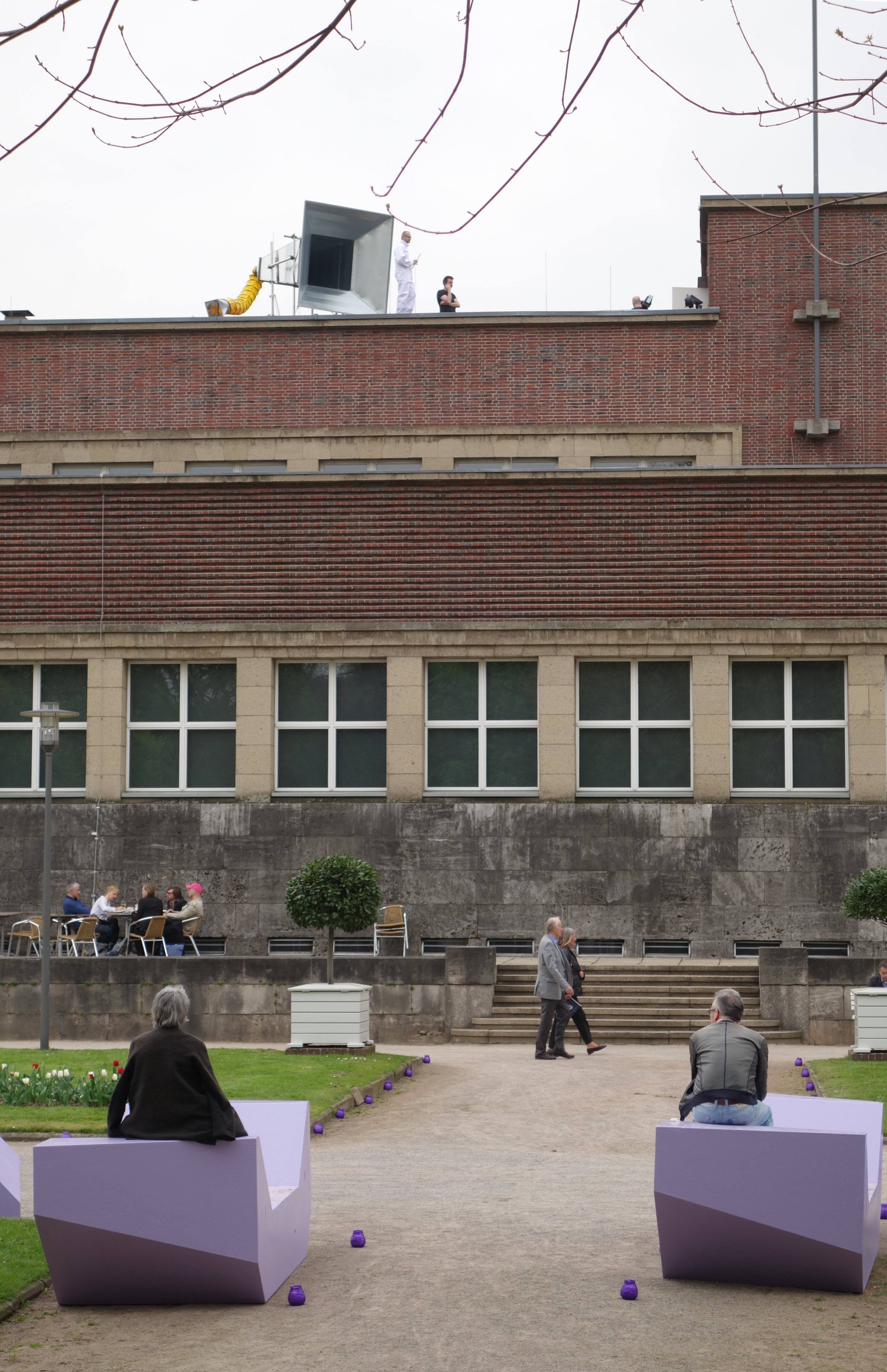
Enzi-Bänke, Düsseldorf, Quadriennale 2014

- Fanfara Futurista

Im Rahmen der alle vier Jahre stattfindenden Quadriennale Düsseldorf fanden neben anderen Örtlichkeiten Düsseldorfs auch Aktionen im Ehrenhof statt. Rochus Aust installierte elf große Trichter, von ihm Quadrophone genannt, auf Dächern der Stadt, zwei davon auf dem Ehrenhof-Ensemble, einen auf dem NRW-Forum und einen auf dem Museum Kunstpalast. Außerdem verteilte er etwa 35 Mini-Quadrophone in den Kanalschächten Düsseldorfs. Die Komposition, die exklusiv zur Eröffnung der Quadriennale geschaffen wurde, trug den Titel Fanfara Futurista. Sie wurde vom 1. Deutschen Stromorchester eingespielt, die Übertragung wurde gleichzeitig von Musikern live begleitet.
- Enzi-Bänke

Etwa zeitgleich mit den auf dem Düsseldorfer Schadowplatz für einen längeren Zeitraum geplanten grünen Bänken des Wiener Künstlers Josef Trattner waren im Ehrenhof gleichartige lila Sitzgelegenheiten aufgestellt. Die Kunststoffbänke sind nach Daniela Enzi benannt, die bis 2012 Mitarbeiterin des Wiener MuseumsQuartiers war, das die ersten Sitzmöbel der Serie in Auftrag gegeben hatte.

### 70 Jahre Nordrhein-Westfalen – Fahnenbandverleihung an die 20. Panzerbrigade der Britischen Streitkräfte, 2016

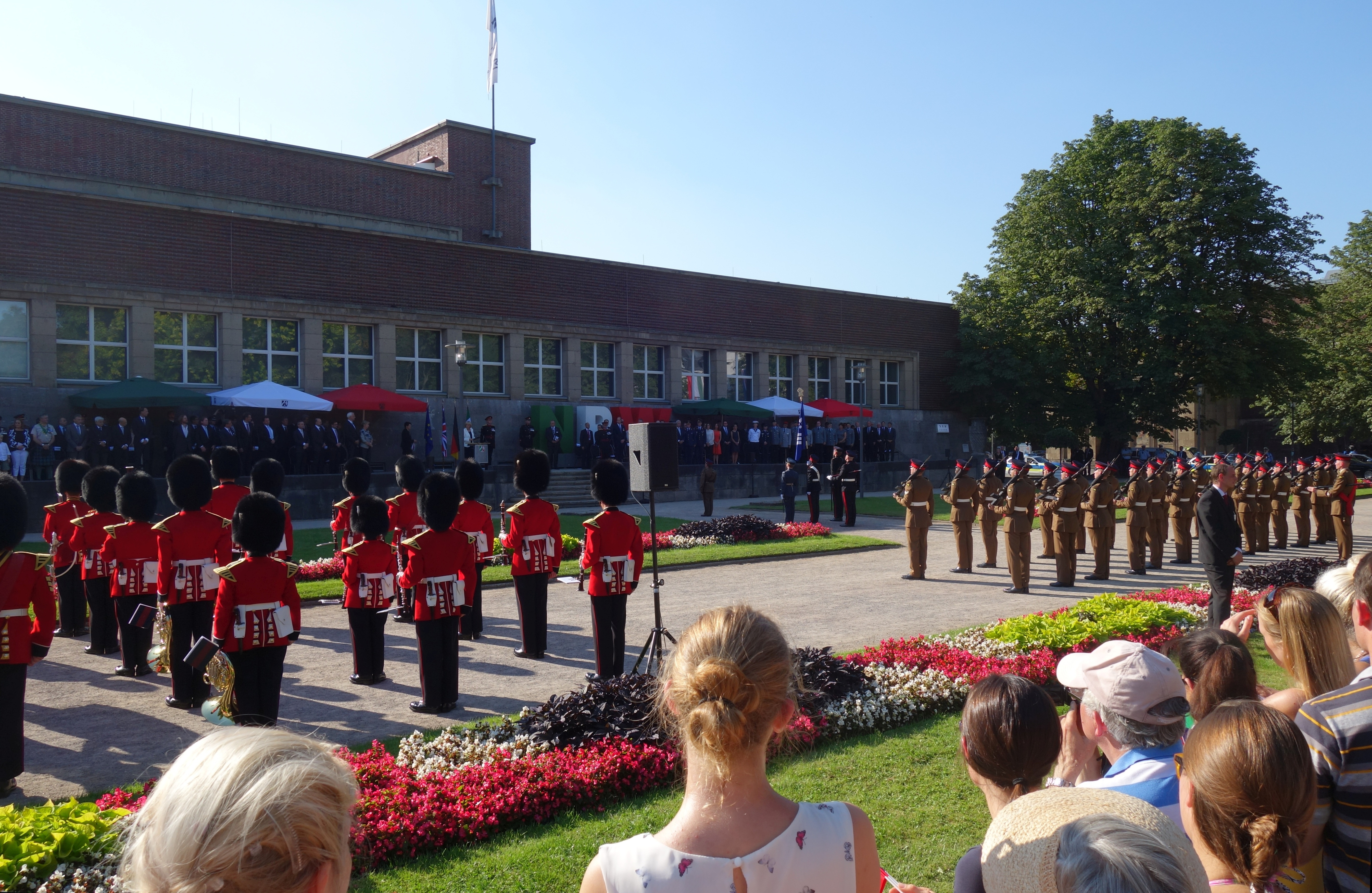
Fahnenbandverleihung an die 20. Panzerbrigade der Britischen Streitkräfte

Am 23. August fand im Ehrenhof anlässlich des Nordrhein-Westfalen-Tages eine sogenannte Fahnenbandverleihung an die 20. Panzerbrigade der Britischen Streitkräfte in Deutschland statt. Anwesend waren unter anderem Prinz William von Großbritannien und Nordirland und die Ministerpräsidentin von Nordrhein-Westfalen, Hannelore Kraft.
Die Brigade wurde für ihren Beitrag zur Verteidigung Deutschlands während des Kalten Krieges, für gemeinnütziges Engagement, die Pflege gutnachbarschaftlicher Beziehungen und die Förderung kultureller Beziehungen zu NRW ausgezeichnet. Die Soldaten, die die Ehrengarde bildeten, gehören dem „1st Battalion Princess of Wales Royal Regiment“ an. Es spielte dazu das Musikkorps der Grenadier Guards.

### DIE GROSSE 2020/2021

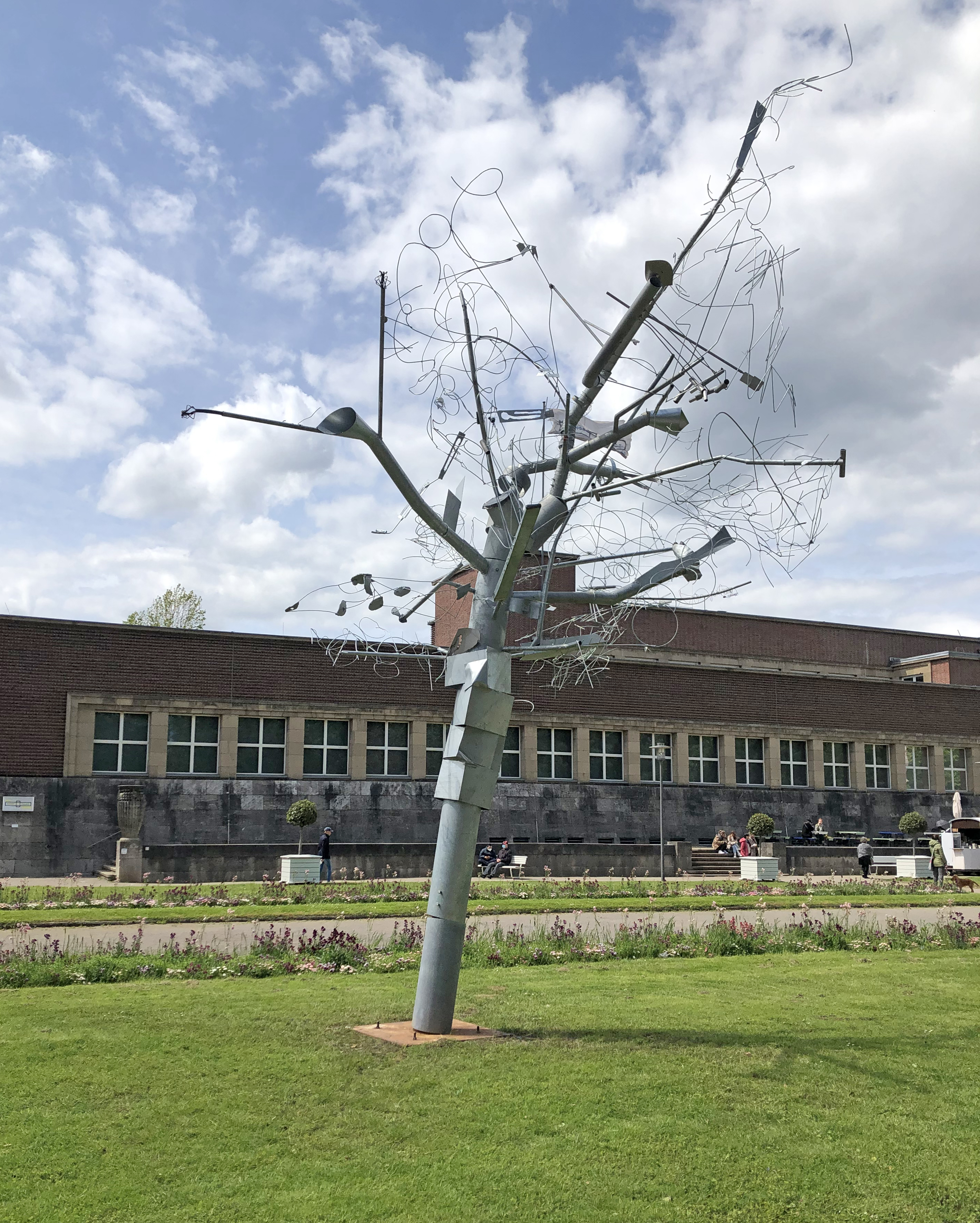
Fürstenplatz aus verzinkten Stahlblechteilen von Herbert Willems (Foto 2021)
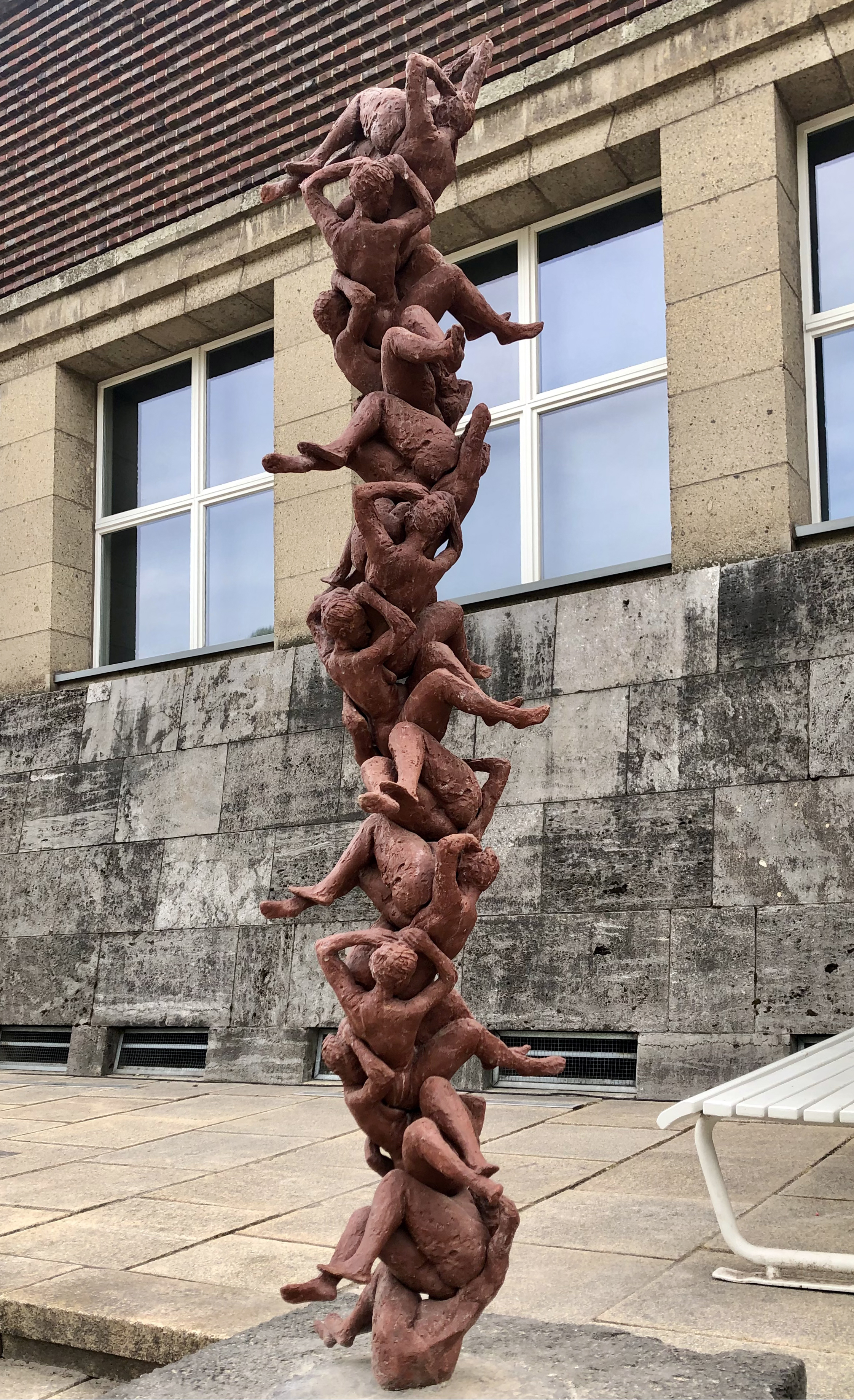
Laokoonae, Bronzestele von Bernhard Kucken (Foto 2021)
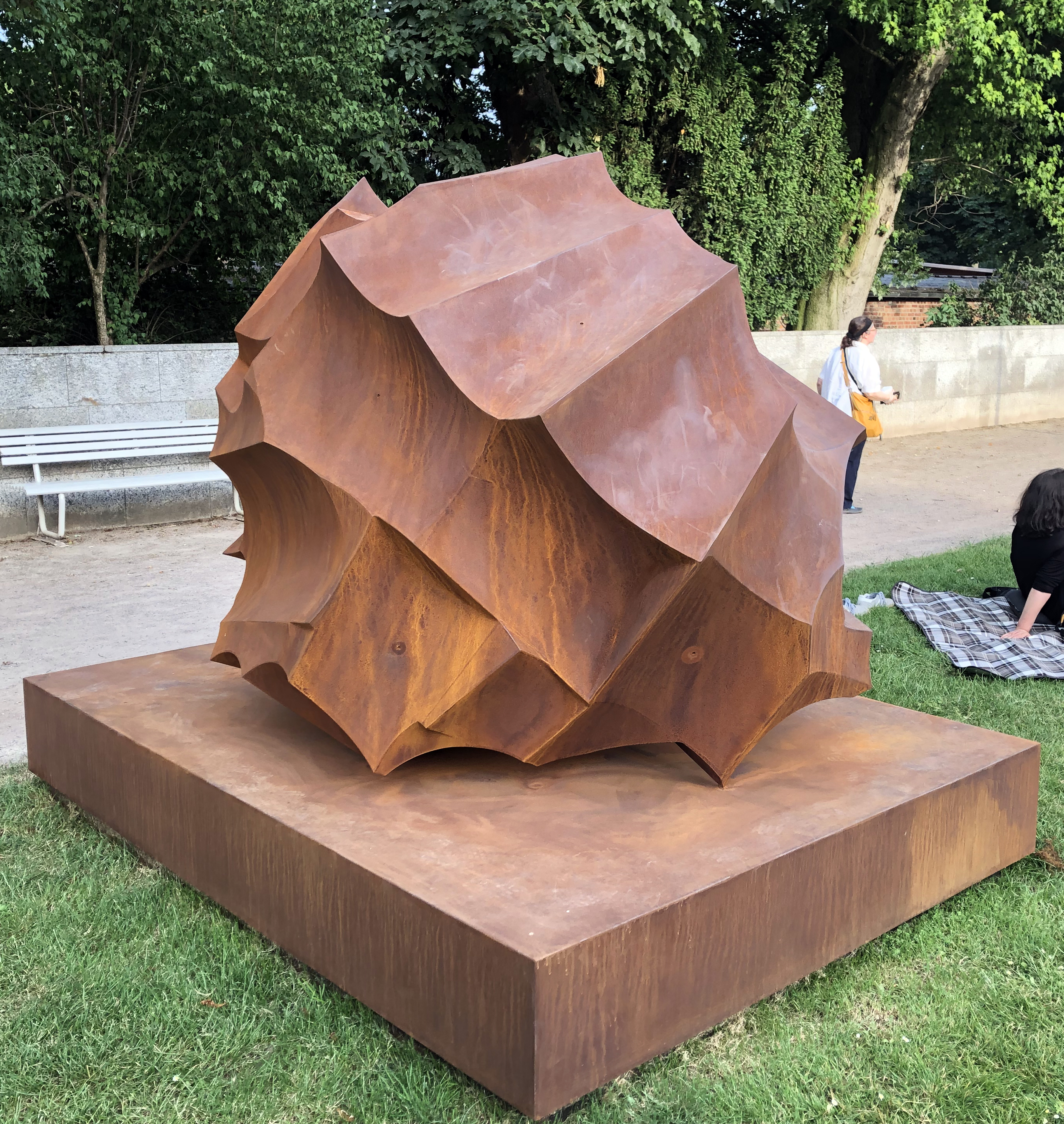
Flint, Cortenstahl, von Axel Kreiser (Foto 2021)
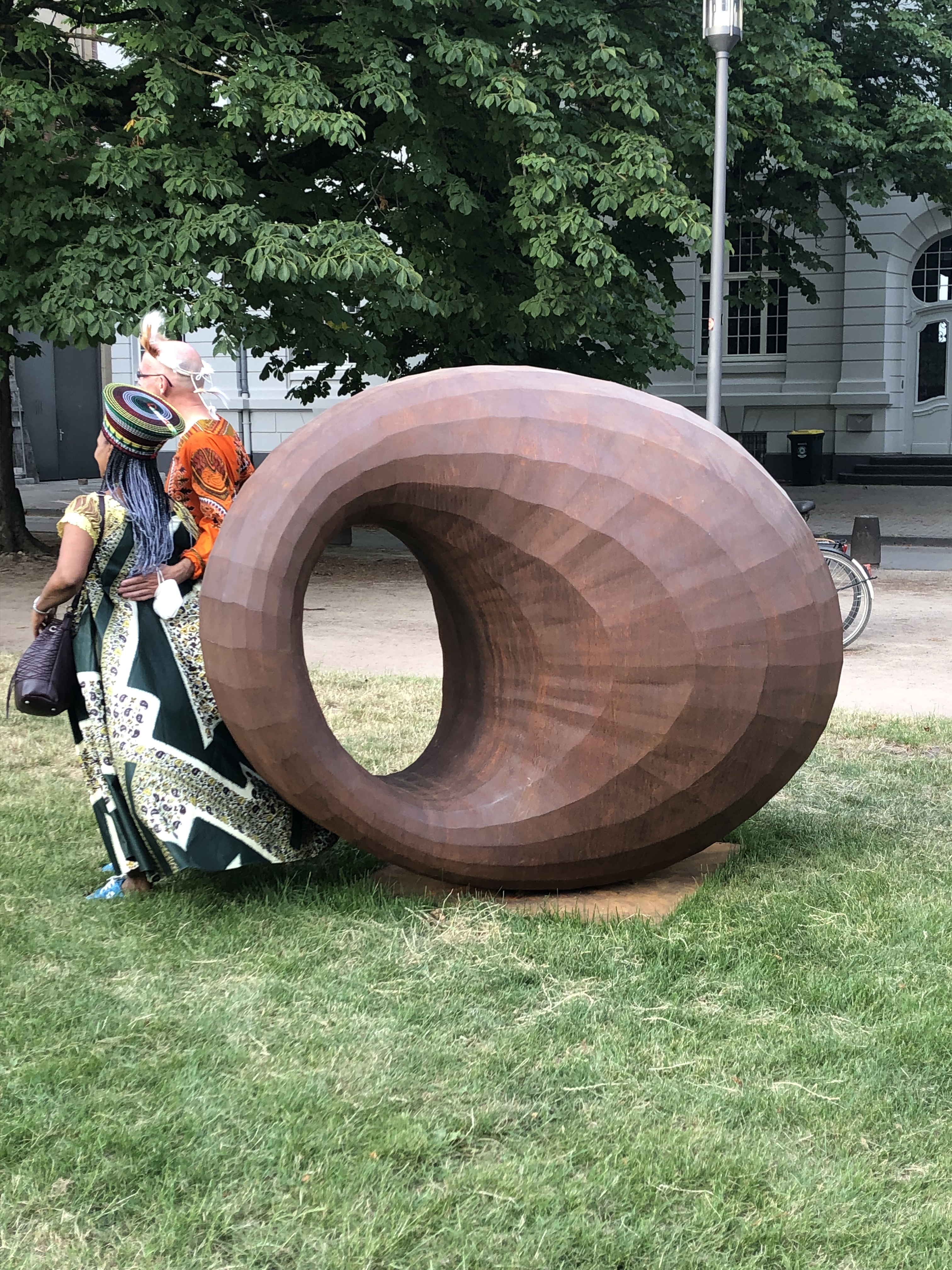
Corten, Cortenstahl, von Andreas Bee (Foto 2021)
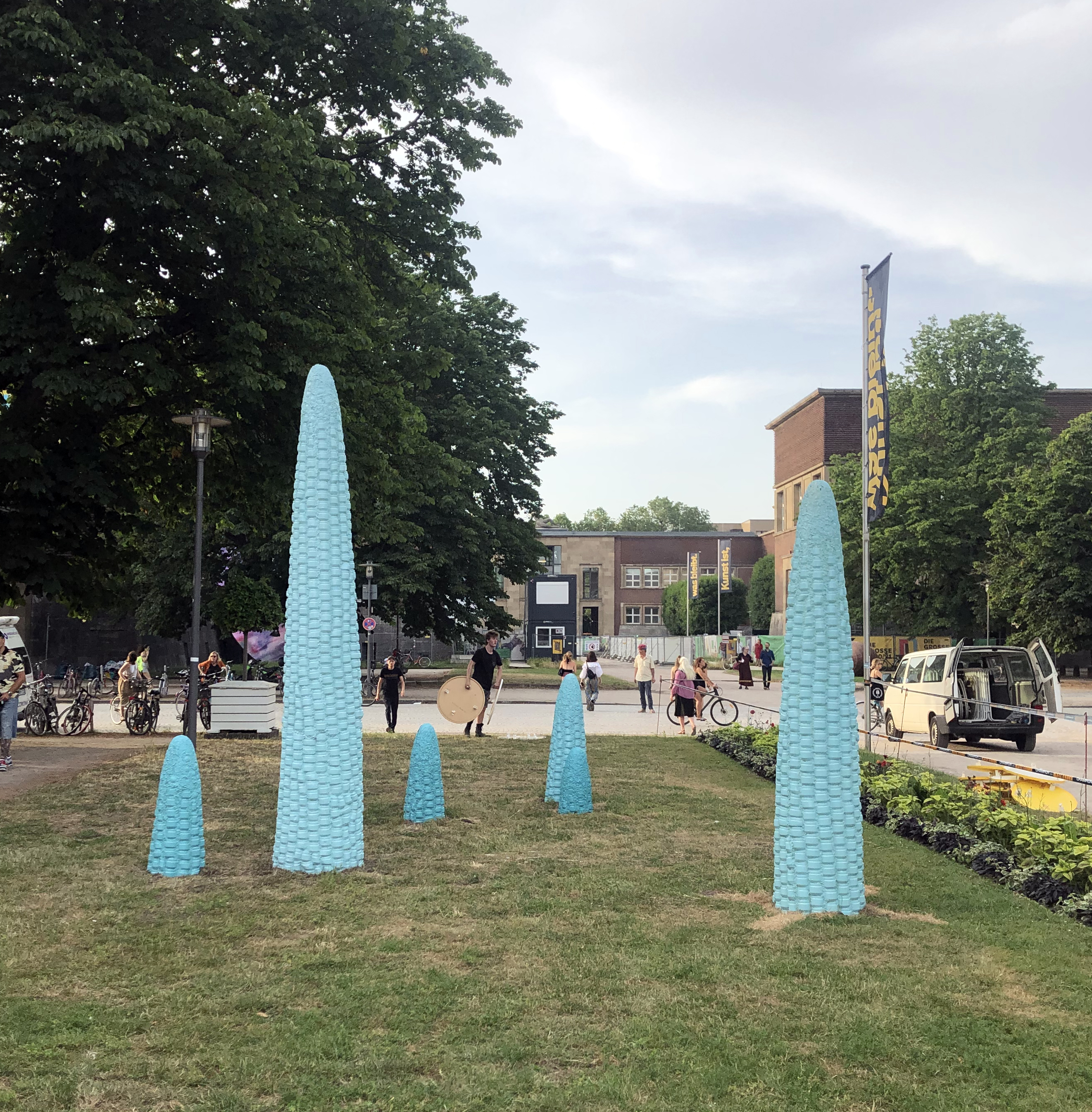
Maiskolben, Polyester, von Lothar Krüll (Foto 2021)

Als permanent zugänglicher Teil der Ausstellung DIE GROSSE 20/21, wurden Außenskulpturen auf dem Gelände des Ehrenhofs zwischen Tonhalle und Kunstpalast präsentiert.
Weithin sichtbar gab es über dem Portal des Forums NRW die Neoninstallation Kot tod – Sei musik von Gabriele Horndasch (* 1969). Unweit des Eingangsbereich zum NRW Forum auf einem der dort bestehenden Sockel war die Arbeit von Monika Nelles (* 1949) Wasser ist blau aufgebaut. Ihr gegenüber zeigte der Bildhauer und Zeichner Bernhard Kucken (* 1960) die Bronzestele Laokoonae. Kucken, Leiter der Gipsformerei der Kunstakademie Düsseldorf gehört der Gruppe „Sculptureclub“ an. Die weiteren großen Skulpturen auf den Rasenflächen der Künstlergruppe „Sculptureclub – Lehrkräfte der Kunstakademie Düsseldorf“ waren, Herbert Willems (* 1966) Fürstenplatz, Lothar Krüll (* 1959) Maiskolben, Axel Kreiser (* 1962) Flint und Andreas Bee (* 1959) Corten. Gunnar Krabbe (* 1965) zeigte unweit des Eingangs zum Kunstpalast, die Arbeit Leiter.

### Laser/Sound-Inszenierung zur Ausstellung „Electro, von Kraftwerk bis Techno“, 2021

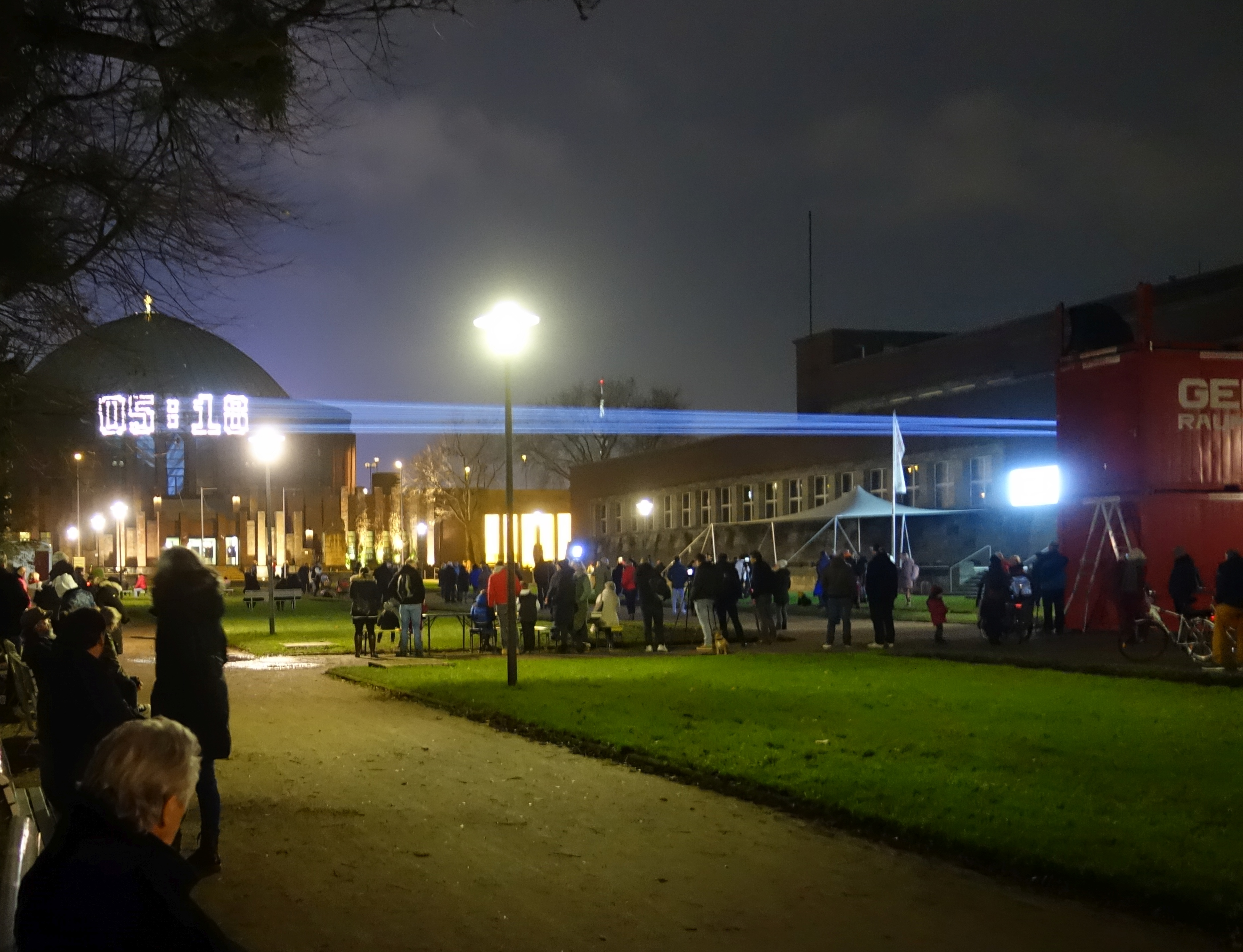
Ankündigung der Laser-Installation zur Band „Kraftwerk“

Für die Zeit vom 9. September 2021 bis 15. Mai 2022 wurde als Hommage an die Düsseldorfer Elektropop-Band „Kraftwerk“ im Kunstpalast eine überregional beachtete Ausstellung ausgerichtet. Die bereits in Paris und London gezeigte Ausstellung wurde für die Präsentation in Düsseldorf weiterentwickelt. Erstmals stellte damit ein Museum in Deutschland die über 100-jährige Geschichte der elektronischen Musik und ihrer Verbindungen zur Kunst so umfangreich dar.
Vom 9. bis 18. Dezember 2021 fand dazu abends im Ehrenhof eine von Kraftwerk und dem Medienkünstler und Produzenten Klaus Gendrung inszenierte Laser/Sound-Inszenierung statt, unter der Verwendung von Video-Versatzstücken der Ausstellung. Die Installation nutzte vor allem die Tonhalle als Projektionsfläche, aber gleichzeitig auch in Gegenrichtung den nördlichen Durchgang zum Ehrenhof. Die Tonhalle wurde innerhalb der verschiedenen Sequenzen mit einer eigens abgestimmten, die Gebäudeteile nachzeichnenden Lasershow mit einbezogen.

## Kunstwerke außerhalb des Ehrenhofes

### „Große Fließende H“

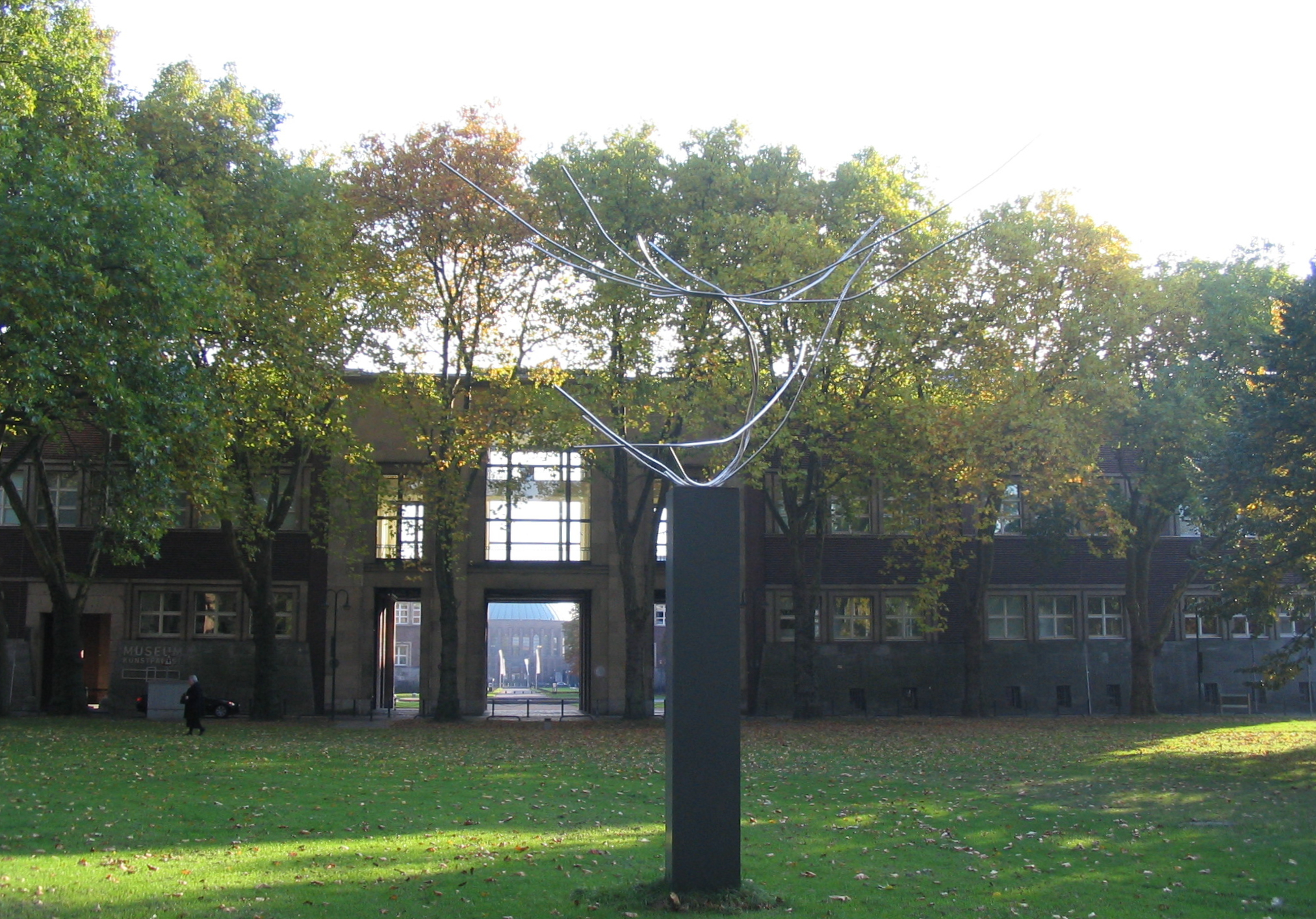
Große Fließende H, Blick auf den nördlichen Ehrenhof (Foto 2011)

Blickt man durch das nördliche Tor so schaut man auf die Große Fließende H des Düsseldorfer Künstlers Norbert Kricke, eine Plastik aus Edelstahlröhren. Sie wurde 1969 geschaffen und 2006 dort inmitten einer Rasenfläche aufgestellt.

### Ulanendenkmal
Eine weitere Sichtachse, ausgehend vom Kopfhaus an der Inselstraße in Richtung Rhein, gibt den Blick frei auf das Ulanendenkmal am Joseph-Beuys-Ufer. Es erinnert an das in Düsseldorf stationierte Westfälische Ulanen-Regiment Nr. 5. Ein Entwurf von Wilhelm Kreis fand letztlich keine Zustimmung, stattdessen realisierte man den Entwurf eines Reiterstandbilds von Richard Langer, 1929 wurde es eingeweiht.

### Heckenlabyrinth und Stahlplastik

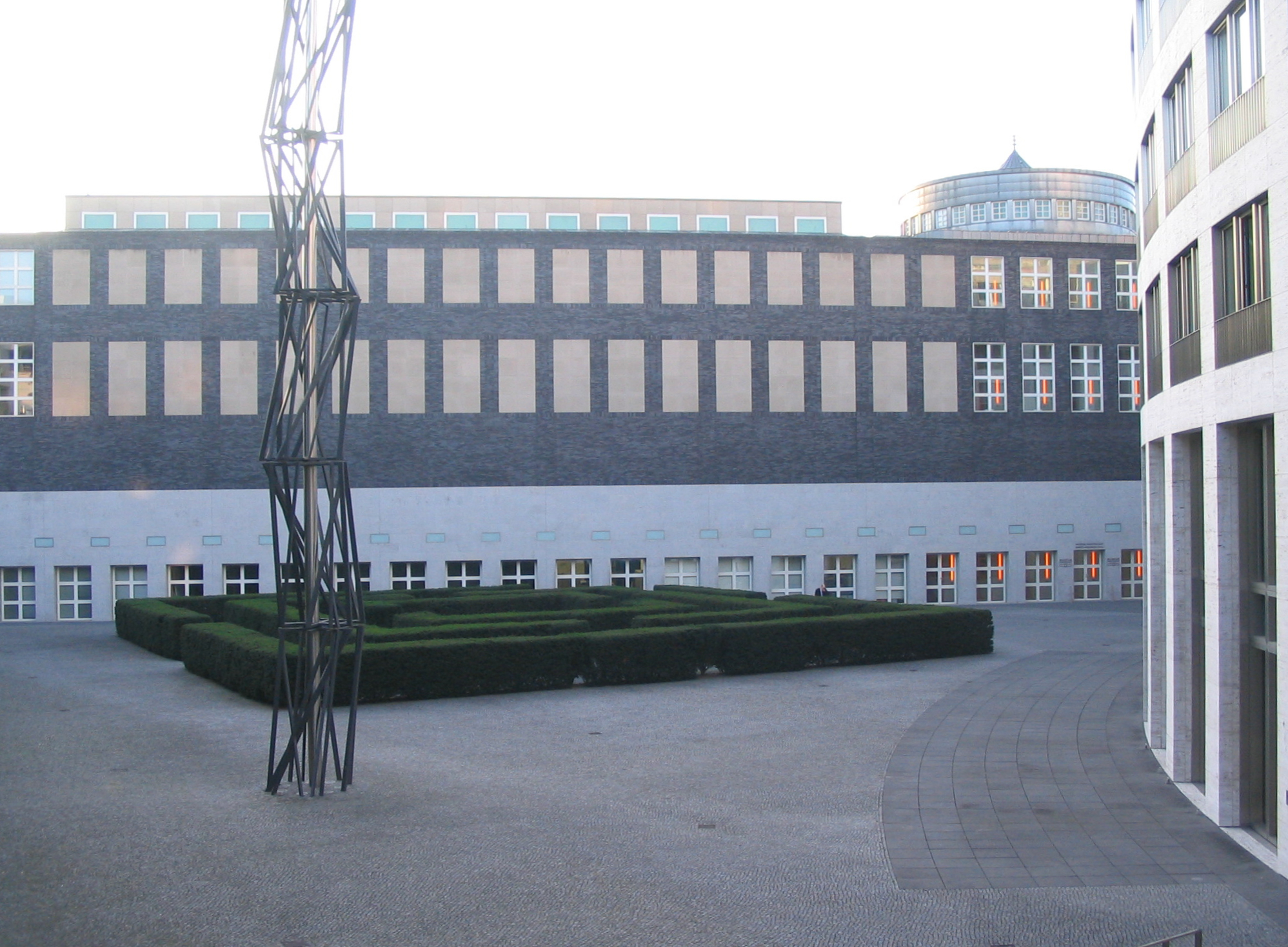
Außenfront des Ostflügels Museum Kunstpalast mit Heckenlabyrinth und Stahlplastik Halm (Foto 2011)

Verlässt man den im Ostflügel des Museums Kunstpalast gelegenen Robert-Schumann-Saal durch den Hinterausgang, so gelangt man unmittelbar auf das vom Architekten Oswald Mathias Ungers für den Stromversorger E.ON geplante Gelände mit dessen repräsentativem Verwaltungsgebäude. Der Architekt hat in Anlehnung an das Konzept des Ehrenhofkomplexes auf einer Freifläche ein Heckenlabyrinth anlegen lassen, neben dem sich die 16 Meter hohe Edelstahlplastik Halm von Beat Zoderer aus dem Jahr 2005 befindet. Die benachbarte Firma Ergo widmet eine ihrer Geschossetagen ebenfalls den Werken des Schweizers Zoderer.

## Ehemalige Kunstwerke

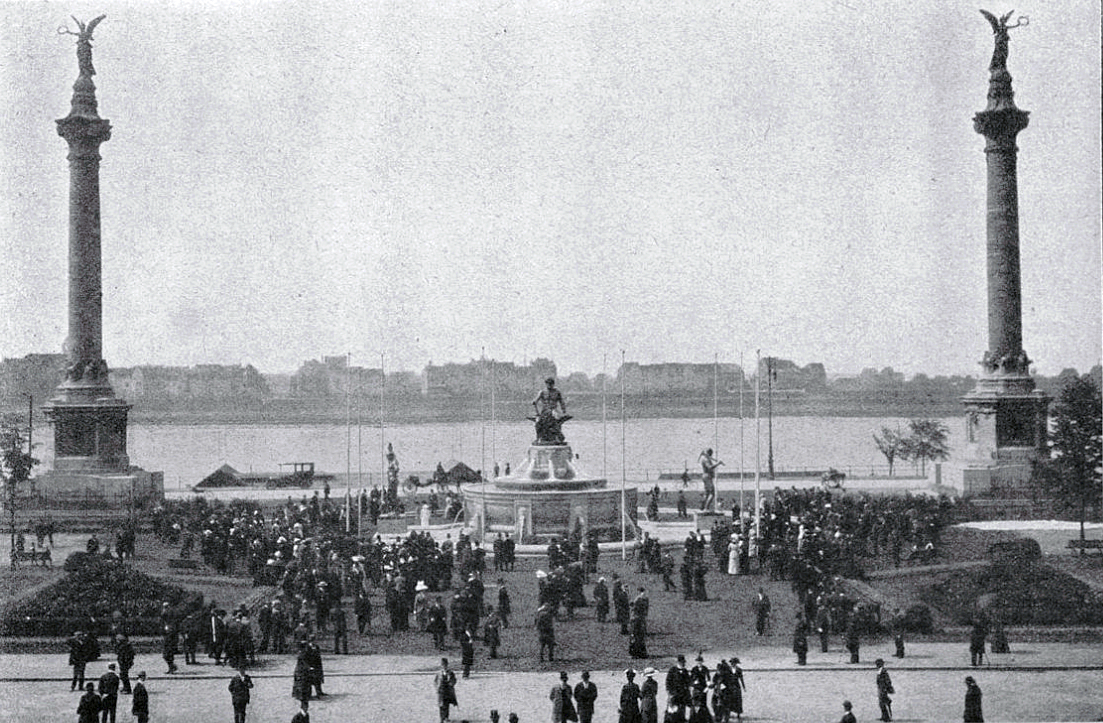
Brunnen und Siegessäulen vor dem Ausstellungspalast in Düsseldorf, 1913

### Industriebrunnen

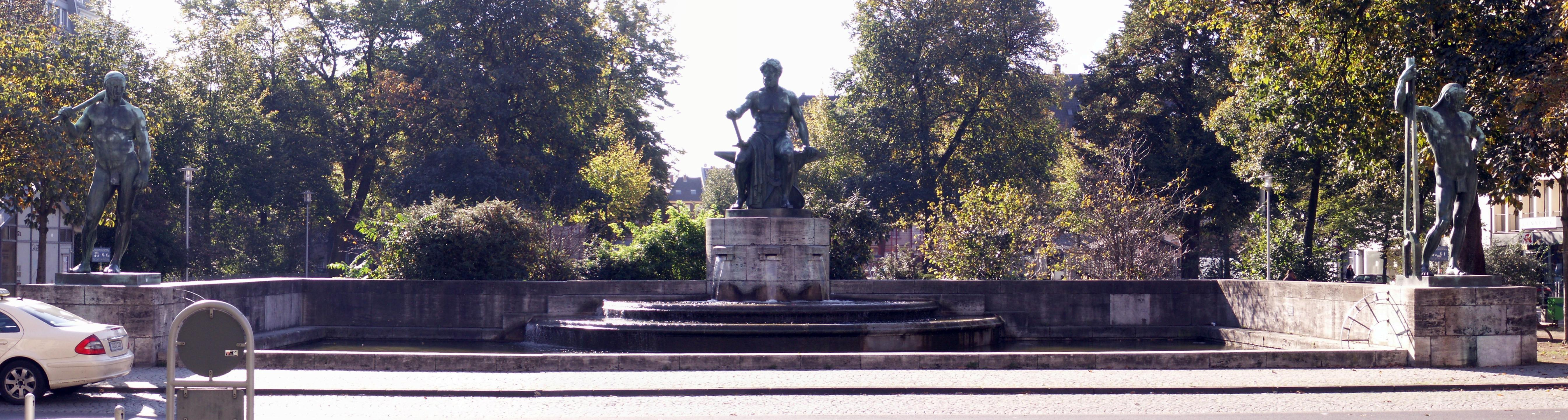
Der Industriebrunnen am heutigen Standort Fürstenplatz

Der Industriebrunnen, der 1913 bei der Eröffnung der Großen Kunstausstellung vor dem Kunstpalast stand, befindet sich heute am Fürstenplatz. Ursprünglich von zwei Siegessäulen mit Engelsfiguren flankiert, stand die monumental angelegte Anlage vor dem Kunstpalast bis zur Neugestaltung des Ehrenhofes im Jahr 1926.
Zuvor befand sich an der Stelle ein zur 1902 für die Ausstellung GeSoLei angelegter Brunnen. Die Pläne für den neuen Brunnen stammten von einem Verein, der die Verwendung der Überschüsse der Ausstellung verwaltete.
Man war in Düsseldorf der Meinung, dass der Stadt ein Monument fehle, das die industrielle und wirtschaftliche Bedeutung der Stadt darstellt, wie es in anderen Städten längst vorhanden war. Der Bildhauer Fritz Coubillier, der auch die Tritonengruppe auf der Königsallee entworfen hat, gewann den ersten Preis eines Wettbewerbs. Die Hauptfigur der mythologischen überhöhten Gruppe bildet Vulkan, der Gott der Schmiedekunst. Er sitzt unbekleidet in der Mitte der Anlage. Sich auf einen Amboss stützend, hält er in der rechten Hand einen Schmiedehammer. Links und rechts stehen seine mit einem Lendenschurz bekleideten Gehilfen, der Bergmann und der Hüttenarbeiter mit ihrem Handwerkszeug. Die Brunnenanlage entwarf der Düsseldorfer Architekt Gotthold Nestler.
Bereits fünf Jahre nach ihrer Fertigstellung, 1918, wurden die Figuren beschlagnahmt. Sie wurden jedoch nur abgebaut und nicht eingeschmolzen. Es dauerte noch bis 1937, bis Fritz Coubillier mit seinen Bemühungen auf eine Wiederaufstellung Erfolg hatte. Die Brunnenanlage wurde, ohne die begleitenden Siegessäulen, am Fürstenplatz neu errichtet.
Während des Zweiten Weltkrieges überstanden die Figuren erneut der Gefahr des Einschmelzens, 1950 wurden sie wieder aufgestellt.

„Der Industriebrunnen zeigt durch Thema und Form das gewandelte Selbstverständnis der Stadt. Düsseldorf ist nicht mehr allein der Ort der Künste, der Malerei und Musik, es ist zur Stätte wirtschaftlichen und industriellen Fleißes geworden.“

## Ehrenhof-Preis
Mit dem Ehrenhof-Preis wird die beste Abschlussarbeit der Absolventen der Kunstakademie Düsseldorf ausgezeichnet. Er wurde im Jahr 2015 vom Museum Kunstpalast zusammen mit dem Unternehmer Georg Landsberg ins Leben gerufen und 2016 das erste Mal vergeben. Mit 20.000 Euro ist dies der höchstdotierte Preis für Kunst-Absolventen in Deutschland. Das Gesamtvolumen von 20.000 Euro besteht aus 10.000 Euro Preisgeld, einer Einzelpräsentation im Museum Kunstpalast und einer Publikation.